# Paimpont
Pour l’article ayant un titre homophone, voir Pin-Pon.
Paimpont (Pempont en breton) est une commune française de l'Ouest de la France, située dans le département d'Ille-et-Vilaine en région Bretagne.
La commune est principalement couverte par la forêt du même nom (communément assimilée à la forêt de Brocéliande), ses habitants se répartissant encore aujourd'hui entre quelques vastes et antiques clairières à vocation agricole et le bourg situé en son centre, mais qui n'a connu qu'un développement tardif et toujours limité. Il comprend quelques commerces, une abbaye du XIIIe siècle et est cerné par la forêt classée.
En 2018, la commune a obtenu le label « Communes du Patrimoine Rural de Bretagne » pour la richesse de son patrimoine architectural et paysager.

## Géographie

### Localisation

Carte de la commune de Paimpont : limites de la commune, de la forêt ; routes principales ; étangs principaux ; noms des villages principaux.

Située tout à l'ouest du département d'Ille-et-Vilaine, elle est contiguë sur la moitié de sa périphérie avec le département du Morbihan. Dans celui-ci, la commune de Guer est surtout couverte par les landes qui prolongent au sud les feuillus de la forêt de Paimpont proprement dite. La rivière de l'Aff sert de limite communale et délimite également le camp de Coëtquidan, terrain d'entraînement réservé aux militaires et élèves des trois écoles militaires qui se sont implantées à Guer à la fin de la guerre de 1939-1945.
Selon la classification de l'INSEE, Paimpont fait partie de l'ensemble de l'aire urbaine de Rennes (mais pas de l'unité urbaine de Rennes).
Avec plus de onze mille hectares, c'est la plus grande commune du département. Atteignant 17 km, son axe ouest-est est plus grand que l'axe nord-sud.
Vers le bourg convergent plusieurs routes départementales, l'accès principal à cette commune se situant au sud-est par la sortie de la quatre-voies N 24 au niveau de Plélan-le-Grand.

### Communes limitrophes

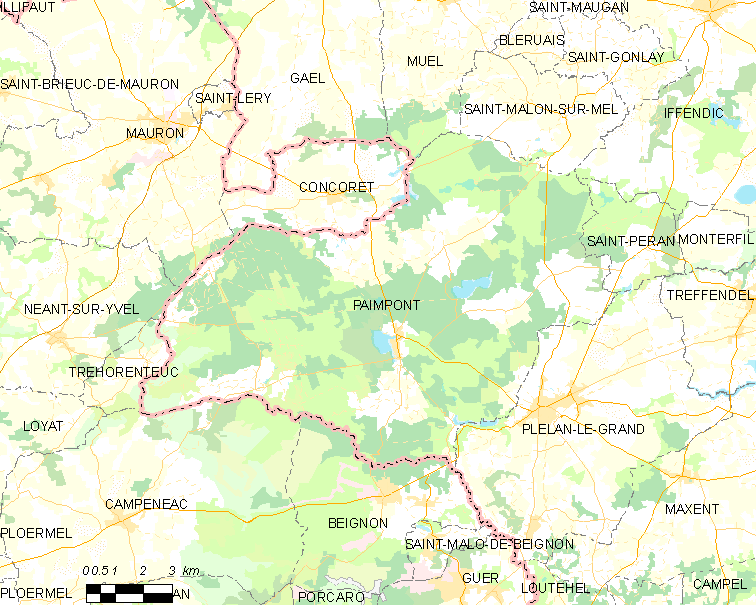
Carte de la commune de Paimpont et des communes avoisinantes.

Les communes limitrophes sont Beignon, Mauron, Campénéac, Concoret, Néant-sur-Yvel, Tréhorenteuc, Iffendic, Plélan-le-Grand, Saint-Malon-sur-Mel, Saint-Péran et Muel.
| Concoret Mauron             | Saint-Malon-sur-Mel Muel | Iffendic                    |
| Néant-sur-Yvel Tréhorenteuc | Paimpont                 | Saint-Péran Plélan-le-Grand |
| Campénéac                   | Beignon                  |                             |

### Forêt de Paimpont

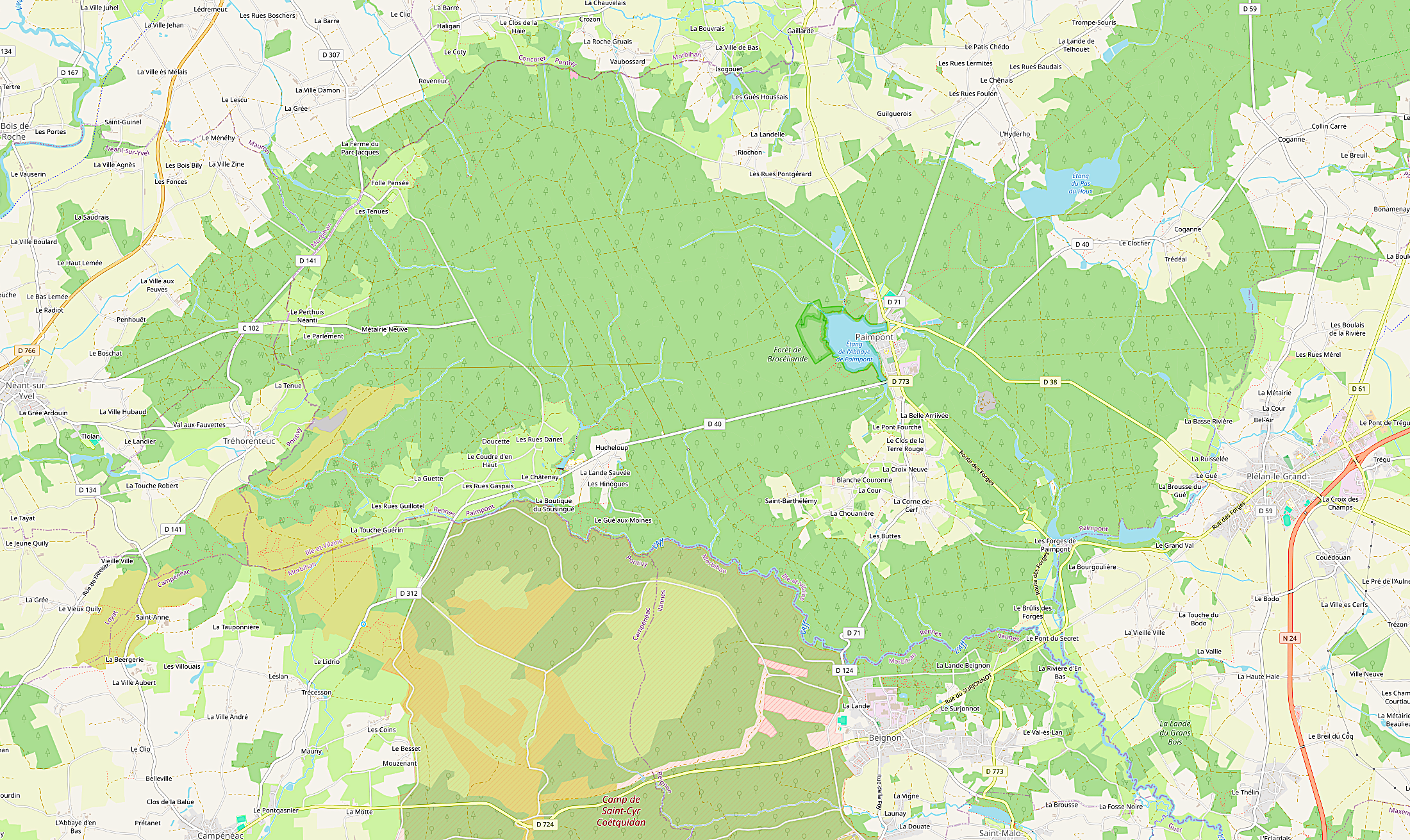
Carte de la forêt de Paimpont.

Vaste de 9 000 hectares, la forêt de Paimpont, souvent assimilée à la forêt de Brocéliande de la légende arthurienne s'étend pour l'essentiel dans la commune de Paimpont, débordant toutefois quelque peu sur les communes avoisinantes de Saint-Péran, Tréhorenteuc et Concoret et avoisinant le camp de Coëtquidan, situé à son sud.
Des incendies se produisent périodiquement : au moins 5 incendies importants sont recensés entre 1906 et 1938 et 7 entre 1947 et 1974 selon l'Encyclopédie de Brocéliande. Par exemple en 1906 « des soldats ont dũ préserver le bourg de Saint-Péran et le village de Croix-Jalu. Ils s'efforcent d'arrêter les flammes sur la route de Paimpont à Saint-Malon (..), le bourg de Telhouet est sérieusement menacé » écrit le journal Le Petit Républicain du Midi ; des soldats du 41e régiment d'infanterie de Rennes vinrent par tramway combattre l'incendie. Des incendies importants se produisent pendant la Première Guerre mondiale. Celui de 1929 parcourt plusieurs kilomètres dans les landes de Lambrun. « 700 hectares brûlés en forêt de Brocéliande » titre le journal Ouest-France le 30 avril 1984. Entre le 7 et le 11 septembre 1990, plus de 700 hectares sont détruits par les flammes et 5 pompiers grièvement brûlés. L'incendie qui se déclare le 12 août 2022 entre Campénéac et Tréhorenteuc parcourt 600 hectares et détruit totalement 400 hectares de landes et de bois.
À l'initiative de François Pinault, plusieurs chefs d'entreprises ont aidé financièrement la réhabilitation de la forêt incendiée.

### Relief et géologie

Carte géologique du Massif armoricain.

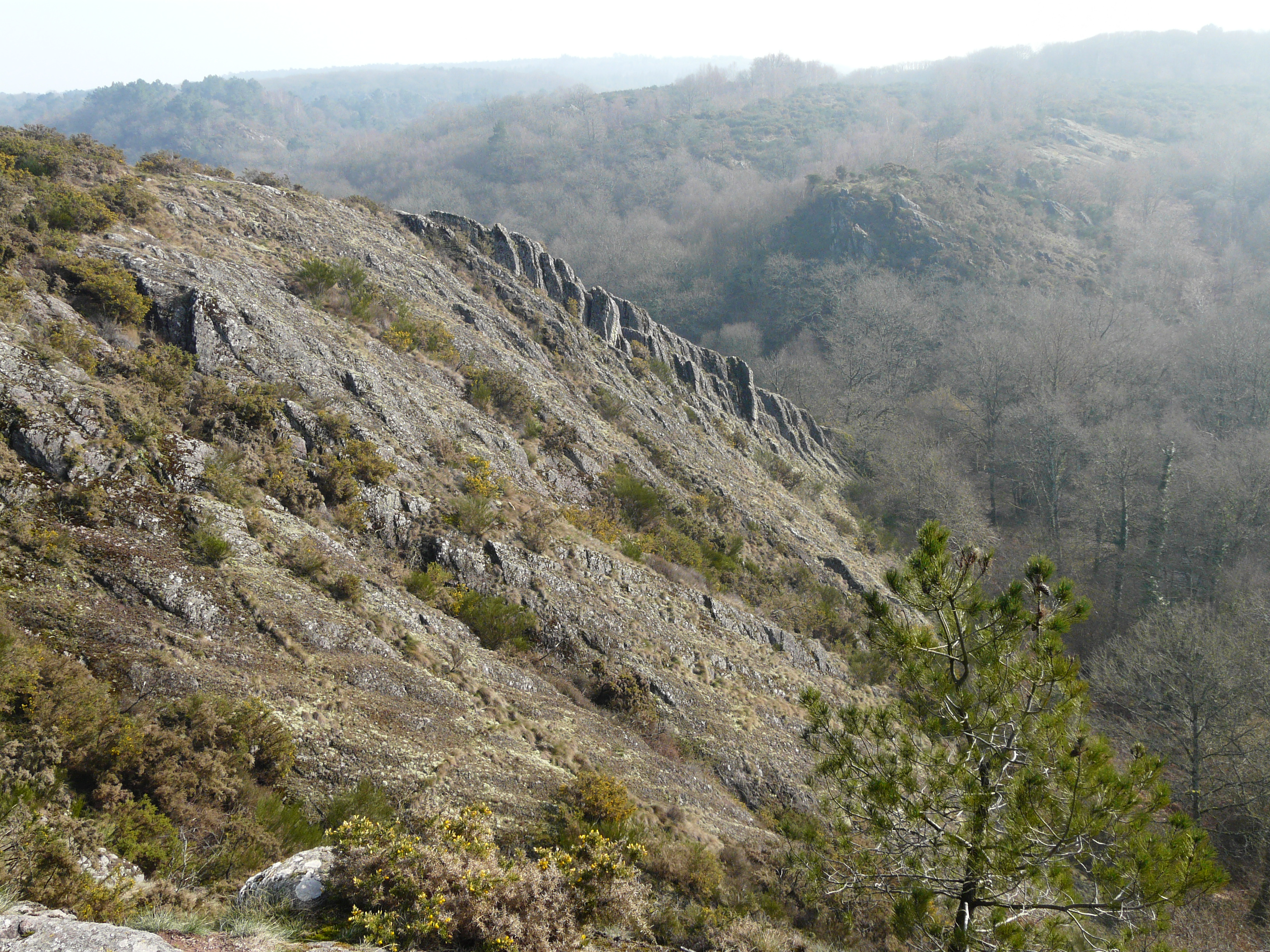
La gorge du Val sans retour.

Le contexte géologique de la commune s'inscrit dans le territoire de la forêt de Paimpont qui est nommé par les géologues, les synclinaux paléozoïques du Sud de Rennes.
Les altitudes les plus élevées se trouvent dans la "Haute Forêt", dans le "canton de Baranton", où elles atteignent 258 mètres (altitude la plus élevée du département d'Ille-et-Vilaine) à deux endroits situés dans le centre-ouest du finage communal ; le point le plus bas (62 mètres) est dans la pointe sud-est du territoire communal, à la confluence de l'Aff et du Ruisseau de la Moutte, en aval du Pont du Secret et à la limite des communes de Plélan-le-Grand et Beignon. Le bourg est vers 155 à 160 mètres d'altitude.
Le relief est par endroits très accidenté, notamment au niveau du Val sans retour, véritable gorge encaissée de près d'une centaine de mètres par rapport aux hauteurs avoisinantes.
Paimpont s'étend essentiellement sur trois formations géologiques : les schistes briovériens, les dalles pourprées de Montfort et les grès armoricains qui couvrent une grande superficie de la commune.

### Étangs et hydrographie

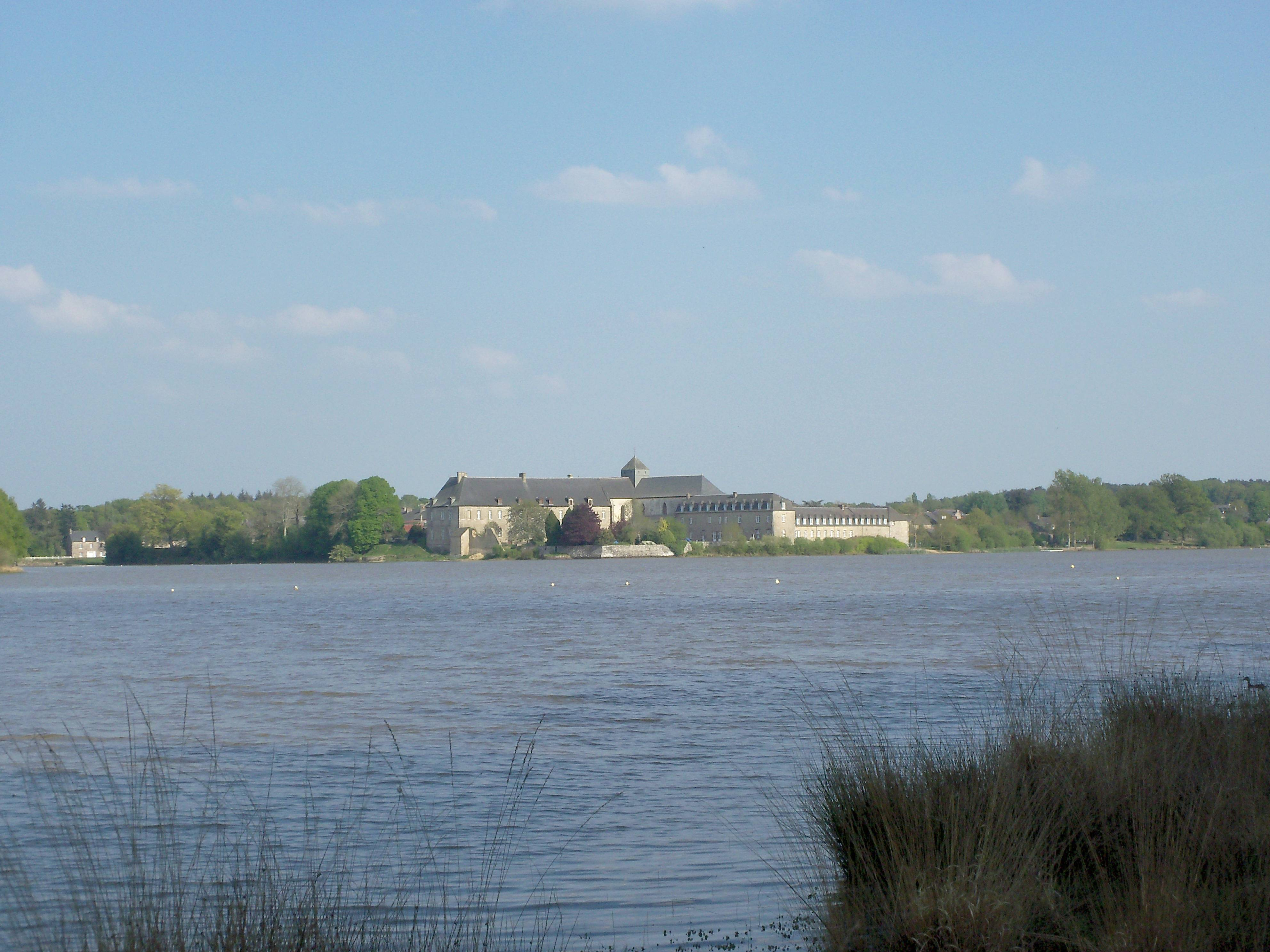
Le bourg de Paimpont, l'abbaye essentiellement, vu depuis la forêt sur la rive ouest de l'étang de Paimpont.

Le bourg de Paimpont épouse le contour oriental d'un étang de 50 ha appelé étang de Paimpont ou étang de l'Abbaye. C'est sur sa rive que s'est installée et développée l'abbaye de Paimpont. La pêche et des activités nautiques (planche à voile, pédalos, canoë) y sont pratiquées. Il est la propriété du Conseil général d'Ille-et-Vilaine.

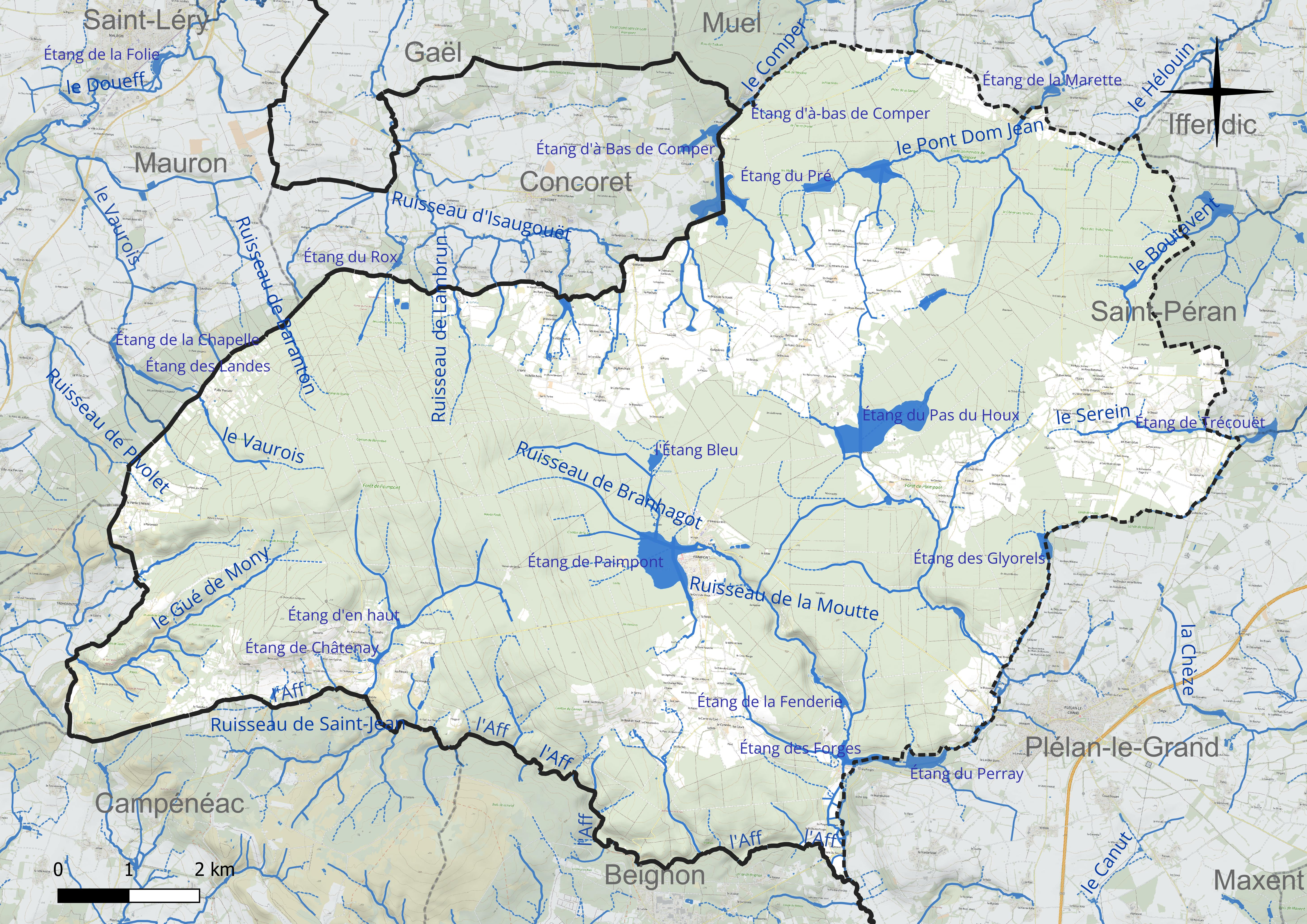
Carte du réseau hydrographique de la commune de Paimpont.

Le ruisseau principal; celui de l'Aff, ne prend pas sa source dans l'étang de Paimpont, dont l'eau ne fait que rejoindre celle de plusieurs ruisseaux en amont alimentés presque toute l'année par les pluies apportées par les vents de sud-ouest et de l'ouest, la végétation libérant progressivement l'excès d'humidité des jours de fortes précipitations. Longé dans ses multiples méandres par un sentier de grande randonnée, l'Aff grossit très progressivement depuis une origine incertaine mais située aux approches de la commune de Campénéac au sud-ouest de la forêt. Après avoir transité par le village des Forges où il a longtemps fourni son énergie, énergie qui reconstituée assurait ensuite le fonctionnement d'un grand nombre de moulins tout au long de son cours, il rejoint l'Oust quelques kilomètres avant de se joindre à la Vilaine à Redon.
Également en position centrale et de taille comparable, l'autre grand étang avec 75 ha est l'étang du Pas-du-Houx, bordé de châteaux du XIXe siècle (châteaux privés de Brocéliande et du Pas-du-Houx). Sa faible profondeur jointe aux variations climatiques lui donne une surface assez variable. Les étangs de l'Abbaye et du Pas-du-Houx sont des exemples d'étang dystrophe d'Ille-et-Vilaine

Les eaux de ces étangs rejoignent celles d'étangs plus petits ; ensemble elles actionnaient autrefois les machines des forges, en dehors de la saison chaude : 

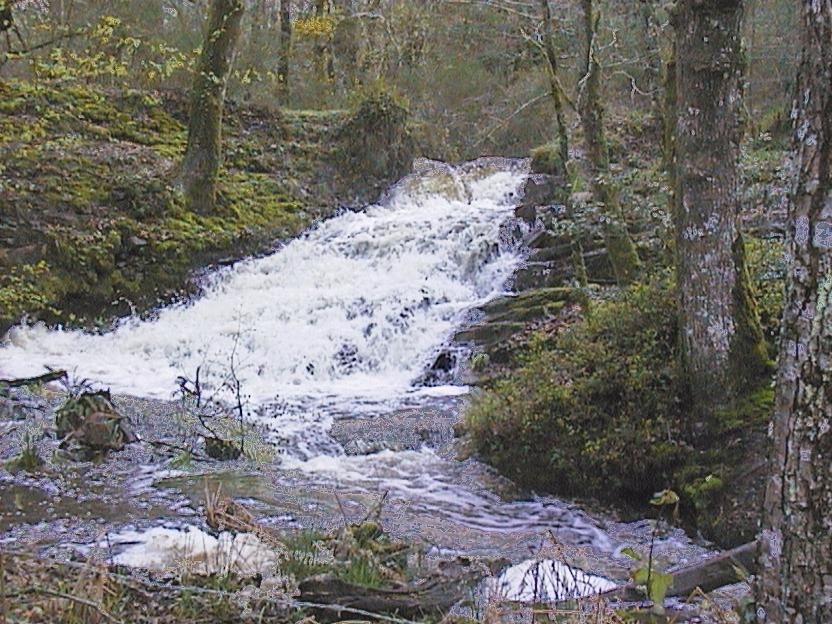
Cascade du déversoir de l'étang de Beauvais à son plus haut niveau (avril).

- étang du Chatenay, situé au village de Beauvais, à l'ouest. D'environ quatre hectares et alimenté lui-même par l'étang de Beauvais ou étang d'En-haut, ce sont les premiers étangs à alimenter l'Aff alors encore à proximité de sa source. Près de la digue et de l'ancien moulin se dresse sur des piliers de béton le restaurant panoramique, avancée de la Station biologique (Université de Rennes 1). Le moulin, propriété de l'Université de Rennes 1, fut restauré en 1973 par l'association des Amis du Moulin du Chatenay.
- étang de la Fenderie, au milieu de la forêt, alimenté lui-même par l'étang d'En-haut. Une scierie a existé longtemps dans des bâtiments adossés à la digue de l'étang avant de fermer définitivement vers 1995. Elle avait pris la suite de l'atelier de fenderie, annexe des forges situées un peu plus au sud. Le site est maintenant reconverti en gîte rural.
- étang des Forges, au village du même nom, au sud, alimenté par l'étang du Perray, contigu mais sis en Plélan-le-Grand. Les deux communes se partagent la propriété de l'étang.
- étang Bleu, au nord du bourg où son eau rejoint celle de l' étang de l'Abbaye décrit ci-dessus. À l'opposé de l'étang du Pas-du-Houx qui est dans le même secteur, il est très profond (15 à 50 mètres) puisqu'il résulte de l'abandon à l'eau de la minière principale de la forêt au début du XXe siècle (elle ferme en 1910). « Puis cette vaste fosse de plus d'un hectare remplie à plein bord en hiver d'où reflète une eau claire, qui semblerait, peut-on dire, coloriée d'un bleu presqu'azuréen. »[13]. Contrairement aux autres étangs, l'accumulation de l'eau ne provient pas pour l'essentiel du ruissellement des pluies, ce qui lui confère une limpidité sans comparaison. Cette eau n'a jamais été utilisée avant la seconde moitié du XXe siècle[14], quand une station de pompage a été construite pour exploiter cette réserve d'eau d'excellente qualité (riche en fer cependant) et à peu près constante.

La forêt comporte d'autres étangs, plus petits encore (le Miroir aux Fées dans le Val-sans-Retour, exemple d'étang oligotrophe) ou situés dans les communes voisines, le plus vaste et parmi les plus beaux de la forêt étant celui qui est à l'abri des regards à l'arrière du château de Comper en Concoret, plan d'eau de 37 ha (entrée payante). Certains participaient à leur mesure à l'alimentation de l'étang des Forges, dernière retenue avant l'usine à fer.
Le secteur comprend trois des vingt-deux sites de tourbières du département : la tourbière de queue d'étang de l'étang du Pas-du-Houx d'intérêt national ; la tourbière de Vaubossard-Lambrun et la tourbière de queue d'étang de l'étang de l'Abbaye d'intérêt régional.
Préservée autant que possible de la pollution d'origine agricole ou urbaine, l'eau du massif est convoitée. Dès 1963, une station de pompage est construite à l'étang Bleu pour alimenter treize communes. Une usine d'embouteillage a été implantée à proximité du bourg vers 2002. Peu de temps auparavant, un projet de barrage de l'Aff presque au cœur du massif a soulevé l'indignation des habitants et des innombrables amoureux de ce pays. Certains craignent que les besoins en eau de Rennes et de sa région amènent le renouvellement de tels projets.

### Flore
Du point de vue de la richesse de la flore, Paimpont est à la neuvième place des communes du département possédant dans leurs différents biotopes le plus de taxons, soit 606 pour une moyenne communale de 348 taxons et un total départemental de 1 373 taxons (118 familles). On atteint ainsi des nombres records pour le département avec 219 taxons à forte valeur patrimoniale (total de 207 !) ; 94 taxons protégés et 171 appartenant à la liste rouge du Massif armoricain (total départemental de 237). Outre son étendue et la faible place de l'agriculture, la présence de petites tourbières contribue à cette importance. À titre de comparaison, les quatre dernières valeurs sont pour Plélan-le-Grand sa voisine, respectivement, 521 ; 21 ; 12 ; 11.

### Hydrographie
Pour un article plus général, voir Réseau hydrographique d'Ille-et-Vilaine.
La commune est située dans le bassin Loire-Bretagne. Elle est drainée par l'Aff, le Boutavent, le Comper, le Serein, le Hélouin, le Pont Dom Jean, le ruisseau de la Moutte, le ruisseau de Pivolet, le ruisseau du Pas du houx, le Barenton, le Gué de Mony, le Mare Forêt, le ruisseau de Branhagot, le ruisseau de Franquemont, le ruisseau de la Cabane, le ruisseau de la Croix hamon, le ruisseau de la Grenouillère, le ruisseau de la Grève, le ruisseau de la Noë, le ruisseau de lambrun, le ruisseau de l'Étang des glyorels, le ruisseau de Terrouet et divers autres petits cours d'eau,.
L'Aff, d'une longueur de 67 km, prend sa source dans la commune  et se jette  dans l' Oust à Saint-Vincent-sur-Oust, après avoir traversé 17 communes.
Le Boutavent, d'une longueur de 12 km, prend sa source dans la commune  et se jette  dans le Meu à Iffendic, après avoir traversé quatre communes.
Le Comper, d'une longueur de 17 km, prend sa source dans la commune  et se jette  dans le Meu à Saint-Gonlay, après avoir traversé six communes.
Le Serein, d'une longueur de 20 km, prend sa source dans la commune  et se jette  dans le Meu à Talensac, après avoir traversé sept communes.

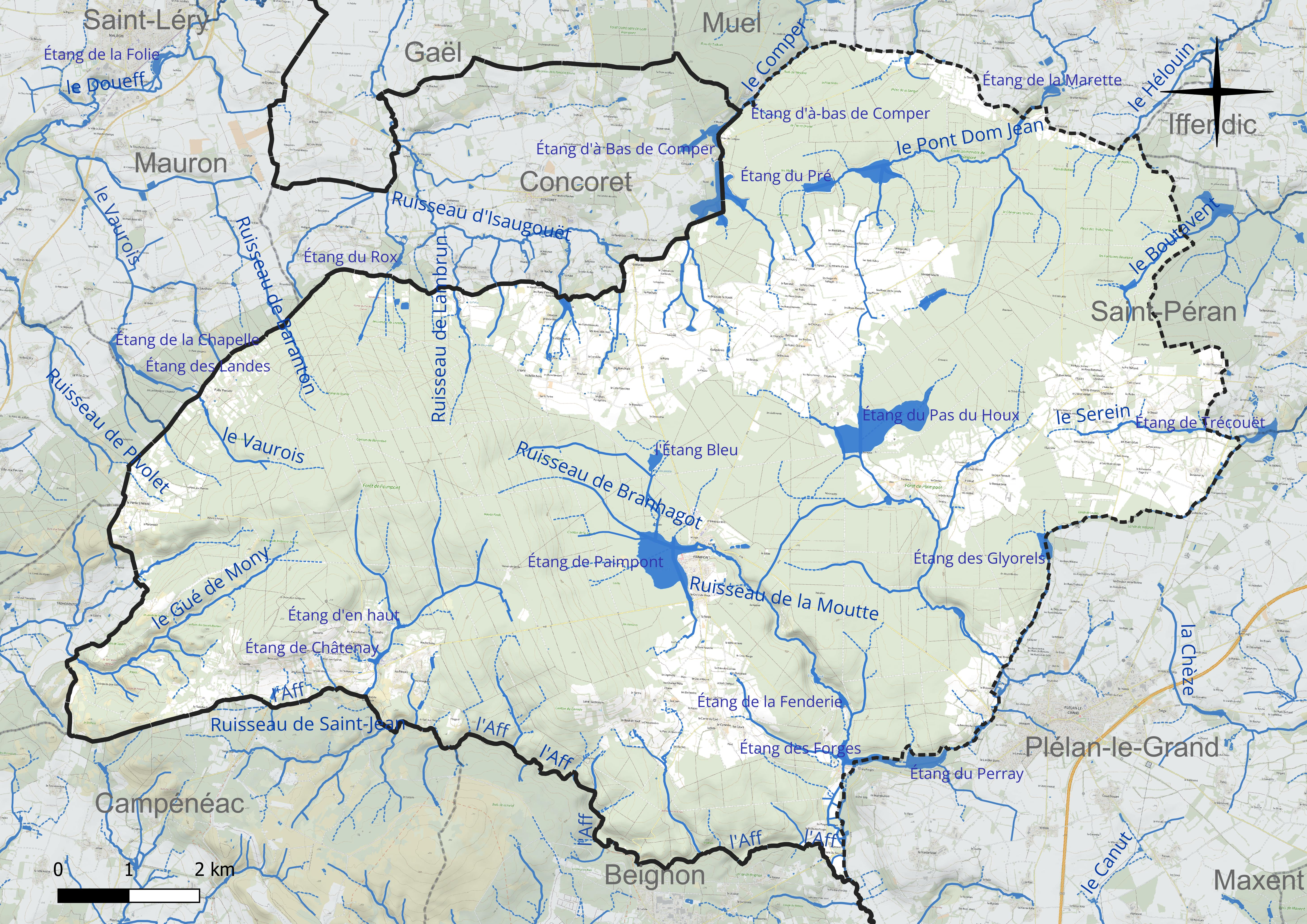
Réseau hydrographique de Paimpont.

Divers plans d'eau complètent le réseau hydrographique : l'étang Bleu (3,75 ha), l'étang d'à Bas de Comper, d'une superficie totale de 4,1 ha (0,31 ha sur la commune), l'étang d'à-bas de Comper, d'une superficie totale de 1 ha (0,1 ha sur la commune), l'étang de Châtenay (1,49 ha), l'étang de Comper, d'une superficie totale de 22,3 ha (8,73 ha sur la commune), l'étang de la Fenderie (1,54 ha), l'étang de Paimpont (43,2 ha), l'étang de Pont Dom Jean (12 ha), l'étang d'en haut (0,46 ha), l'étang des Forges, d'une superficie totale de 9,8 ha (6,34 ha sur la commune), l'étang des Glyorels, d'une superficie totale de 5,4 ha (3,34 ha sur la commune), l'étang d'Isaugouët, d'une superficie totale de 3 ha (2,99 ha sur la commune), l'étang du Pas du Houx (53,8 ha), l'étang du Perray, d'une superficie totale de 9,8 ha (0,08 ha sur la commune), l'étang du Pré (6,48 ha) et l'étang Neuf (1,01 ha),.

### Climat
Pour des articles plus généraux, voir Climat de la Bretagne et Climat d'Ille-et-Vilaine.
En 2010, le climat de la commune est de type climat océanique franc, selon une étude du CNRS s'appuyant sur une série de données couvrant la période 1971-2000. En 2020, Météo-France publie une typologie des climats de la France métropolitaine dans laquelle la commune est exposée à un climat océanique et est dans la région climatique Bretagne orientale et méridionale, Pays nantais, Vendée, caractérisée par une faible pluviométrie en été et une bonne insolation. Parallèlement l'observatoire de l'environnement en Bretagne publie en 2020 un zonage climatique de la région Bretagne, s'appuyant sur des données de Météo-France de 2009. La commune est, selon ce zonage, dans la zone « Intérieur Est », avec des hivers frais, des étés chauds et des pluies modérées.
Pour la période 1971-2000, la température annuelle moyenne est de 11 °C, avec une amplitude thermique annuelle de 12,8 °C. Le cumul annuel moyen de précipitations est de 868 mm, avec 13,2 jours de précipitations en janvier et 6,8 jours en juillet. Pour la période 1991-2020, la température moyenne annuelle observée sur la station météorologique la plus proche, située sur la commune de Guer à 13 km à vol d'oiseau, est de 12,3 °C et le cumul annuel moyen de précipitations est de 872,7 mm,. Pour l'avenir, les paramètres climatiques de la commune estimés pour 2050 selon différents scénarios d'émission de gaz à effet de serre sont consultables sur un site dédié publié par Météo-France en novembre 2022.

### Transports
Paimpont est traversé par la D 773 (ancienne Route nationale 773 déclassée allant de Gaël à Donges), par la D 38 (qui vient de Plélan-le-Grand et permet de rejoindre la voie express RN 24, axe Rennes - Lorient, via l'échangeur de Plélan-le-Grand) et par la D 40 qui, côté est, se dirige vers Saint-Péran et Monterfil et, côté ouest, vers Campénéac.
- Transport collectif public par autocar régional BreizhGo 1 Rennes - Paimpont.

### Habitat et paysages
Forêt et landes s'étendent sur la majeure partie de la commune, les zones habitées apparaissant comme des clairières en leur sein, par exemple autour de Le Cannée (au sud du bourg), de Trédéal (au nord-est du bourg), de Telhouët (au nord du bourg), de la Ville Danet (au nord-ouest du bourg), du Pertuis Néanti (à l'extrémité ouest de la commune), de Beauvais (au sud-sud-ouest de la commune).
La commune présente traditionnellement un habitat dispersé : les villages, appelés aussi "quartiers", sont pour la plupart de forme grossièrement circulaire ou présentant des fronts de défrichement en arc de cercle, datant probablement du Moyen-Âge (par exemple Trédéal, le Gué, Folle Pensée). Par contre le bourg, de création tardive (milieu XIXe siècle), est une création planifiée consécutive ä la sécularisation de l'espace occupé par l'abbaye de Paimpont jusqu'à la Révolution française.

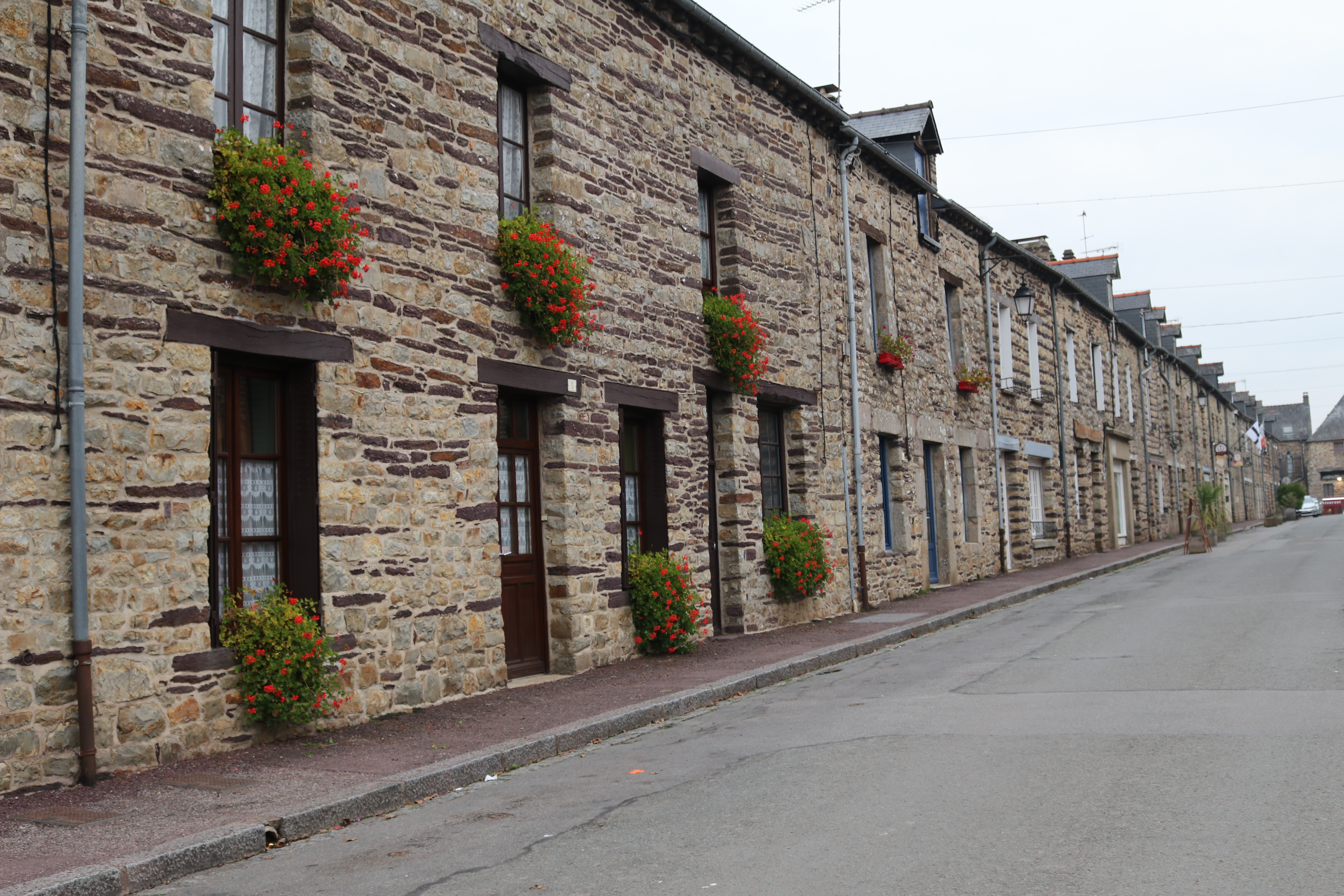
Paimpont : la rue du Général de Gaulle (anciennement "Grande Rue").
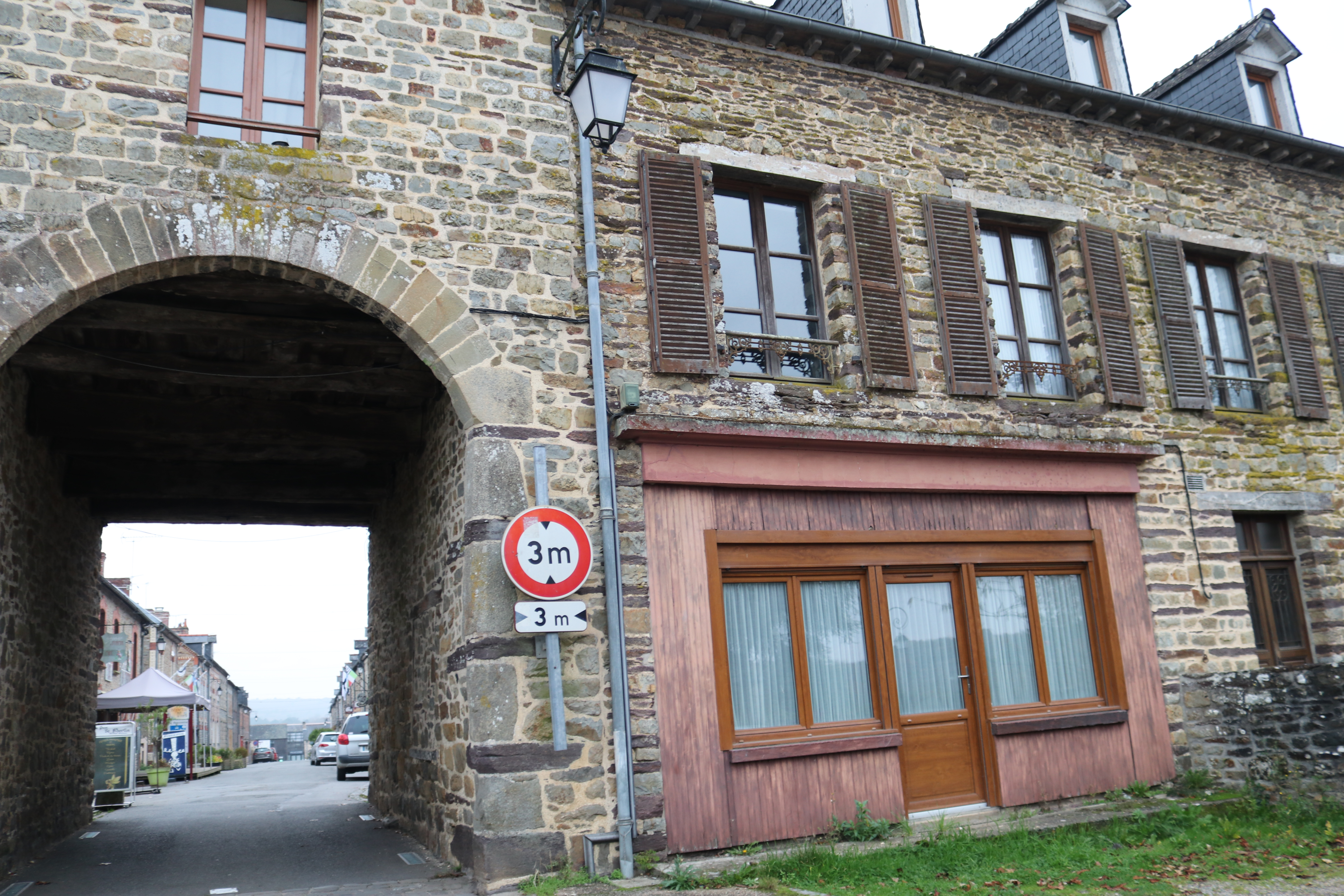
Le porche d'accès à la rue du Général de Gaulle.
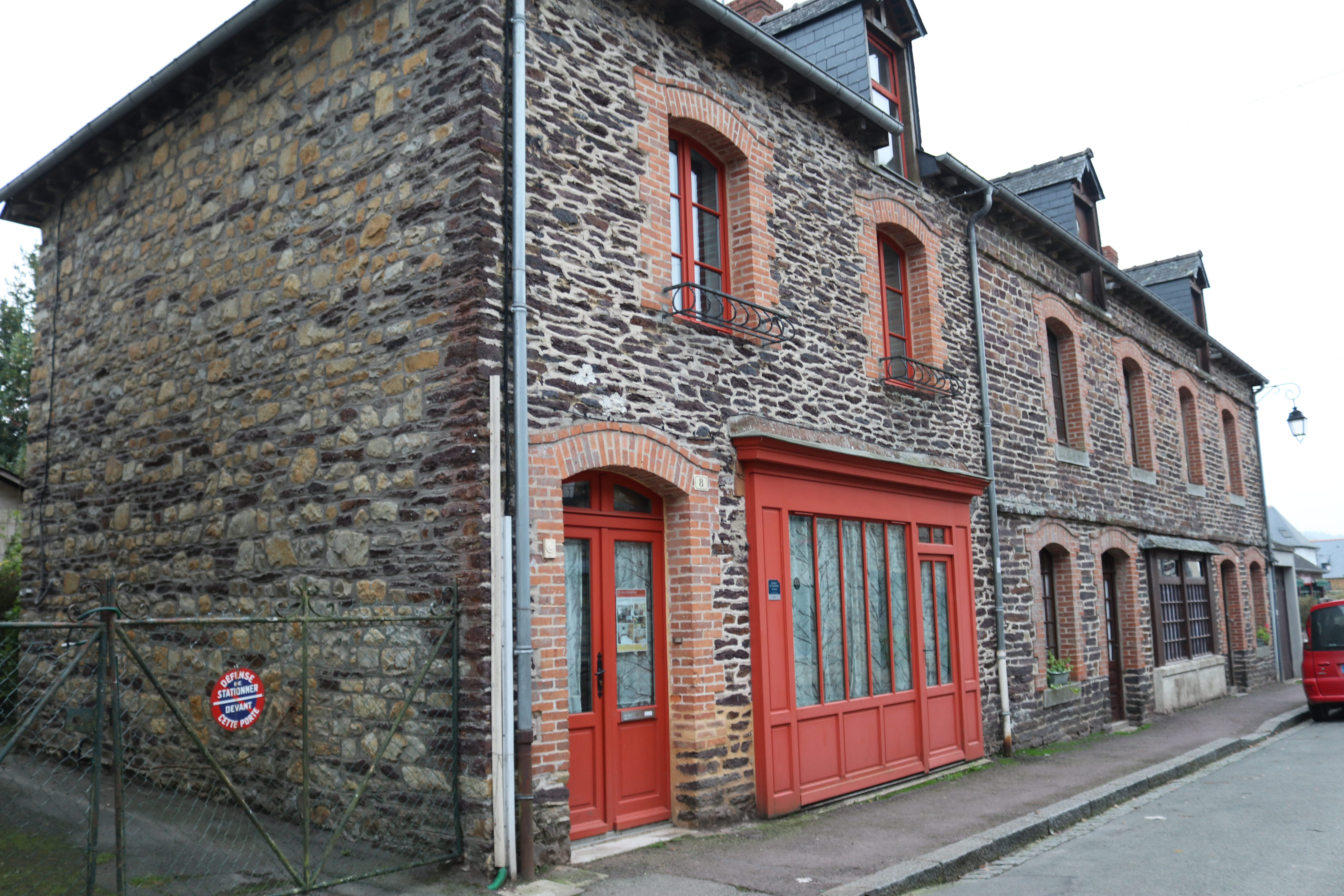
Maison et boutique rue du Général de Gaulle.

## Urbanisme

### Typologie
Au 1er janvier 2024, Paimpont est catégorisée commune rurale à habitat dispersé, selon la nouvelle grille communale de densité à sept niveaux définie par l'Insee en 2022.
Elle est située hors unité urbaine. Par ailleurs la commune fait partie de l'aire d'attraction de Rennes, dont elle est une commune de la couronne,. Cette aire, qui regroupe 183 communes, est catégorisée dans les aires de 700 000 habitants ou plus (hors Paris),.

### Occupation des sols simplifiée

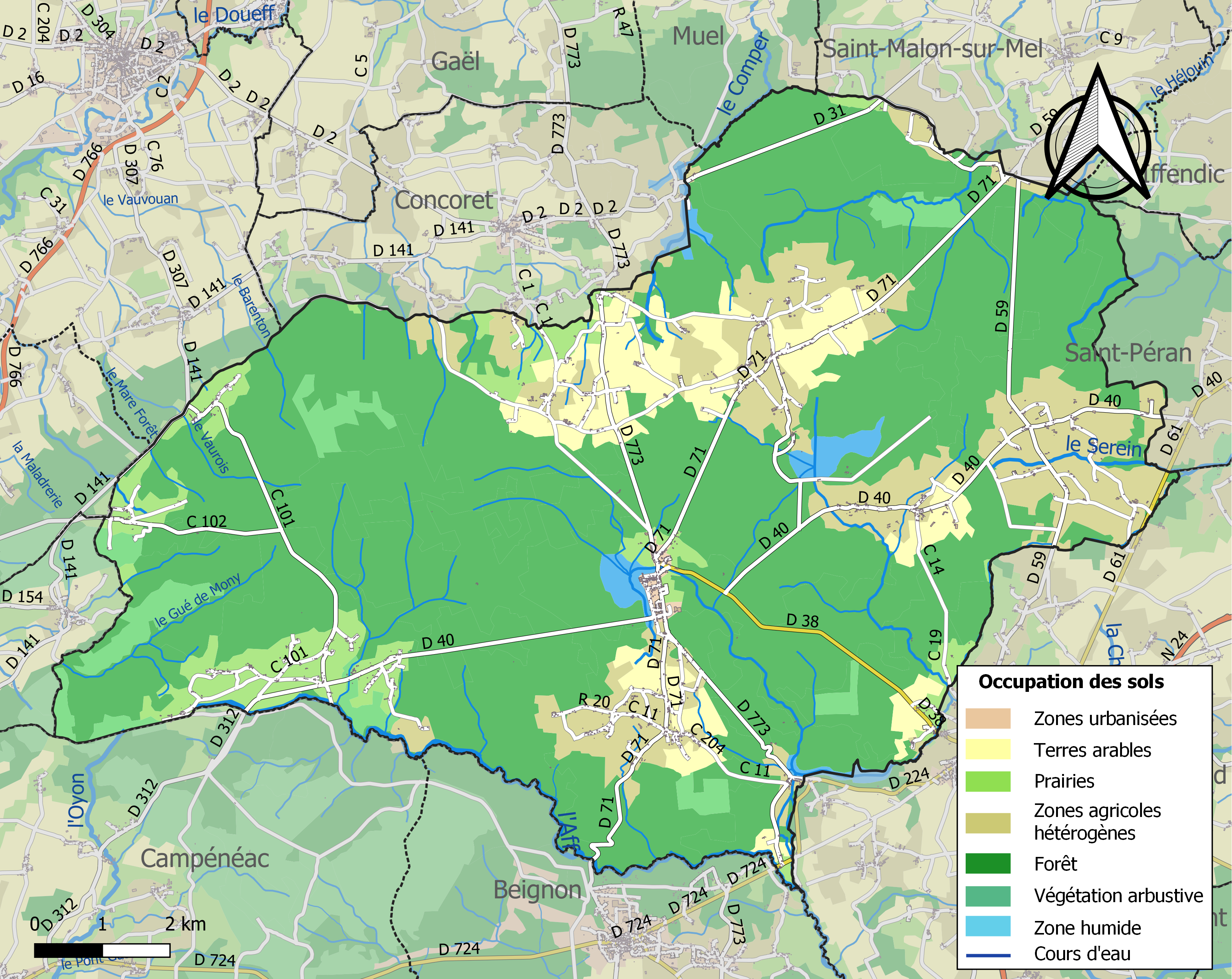
Carte des infrastructures et de l'occupation des sols de la commune en 2018 (CLC).

L'occupation des sols simplifiée de la commune en 2018, telle qu'elle ressort de la base de données européenne d'occupation biophysique des sols Corine Land Cover (CLC), est la suivante : forêts (68,9 %), zones agricoles hétérogènes (13,6 %), terres arables (6,7 %), prairies (6,1 %), végétation arbustive ou herbacée (3,2 %), eaux continentales (1,1 %), zones urbanisées (0,3 %). Elle met en évidence la nette prédominance de la forêt sur les espaces agricoles ainsi qu'une faible urbanisation du territoire.

### Occupation des sols détaillée
Le tableau ci-dessous présente l'occupation détaillée des sols de la commune en 2018, telle qu'elle ressort de la base de données européenne d'occupation biophysique des sols Corine Land Cover (CLC). Elle met en évidence la prédominance des essences de conifères sur celles de feuillus.
| Type d'occupation                                                                   | Pourcentage | Superficie (en hectares) |
| ----------------------------------------------------------------------------------- | ----------- | ------------------------ |
| Tissu urbain discontinu                                                             | 0,3 %       | 34                       |
| Terres arables hors périmètres d'irrigation                                         | 6,7 %       | 736                      |
| Prairies et autres surfaces toujours en herbe                                       | 6,1 %       | 674                      |
| Systèmes culturaux et parcellaires complexes                                        | 13,2 %      | 1449                     |
| Surfaces essentiellement agricoles interrompues par des espaces naturels importants | 0,4 %       | 49                       |
| Forêts de feuillus                                                                  | 26,2 %      | 2885                     |
| Forêts de conifères                                                                 | 37,1 %      | 4091                     |
| Forêts mélangées                                                                    | 5,4 %       | 597                      |
| Landes et broussailles                                                              | 1,4 %       | 158                      |
| Forêt et végétation arbustive en mutation                                           | 2,0 %       | 217                      |
| Plans d'eau                                                                         | 1,1 %       | 126                      |
| Source : Corine Land Cover                                                          |             |                          |

## Toponymie

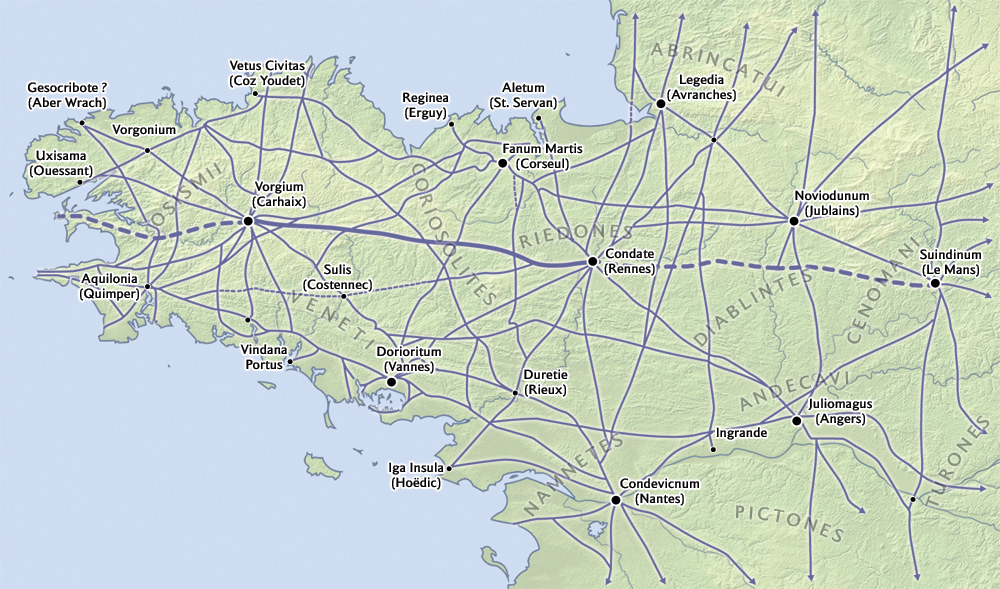
Le toponyme breton Penpont renvoie probablement à un pont gallo-romain établi au niveau de la voie romaine conduisant de Rieux à Corseul.

Le nom de la commune est attesté sous les formes Caput Pontis et Penpont en 850, Penpont en 1192, Panis Pontis en 1330.
Du latin vulgaire pontus, repris en vieux breton sous la forme pont, et du breton pen (bout, extremité) : « Tête de pont » ou « Le bout du pont ».

## Histoire

### Préhistoire et Antiquité
Le site est fréquenté avec certitude depuis au moins le Néolithique, avec ensuite une présence gauloise puis gallo-romaine.

### Moyen-Âge
La paroisse de Paimpont englobait Saint-Péran et Tréhorenteuc[réf. à confirmer].

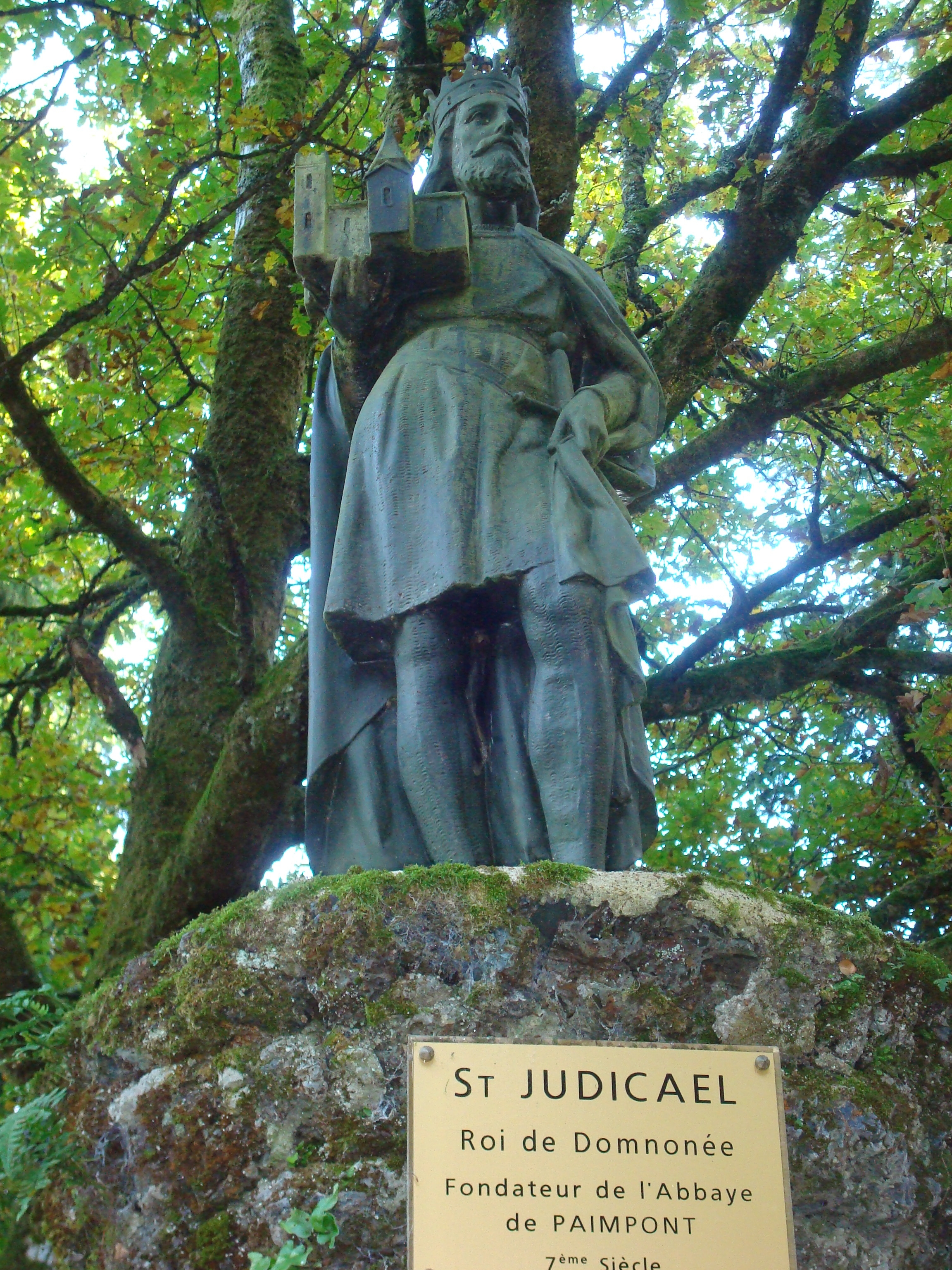
Statue, érigée en 1925, de Judicaël, fondateur de l'abbaye de Paimpont.

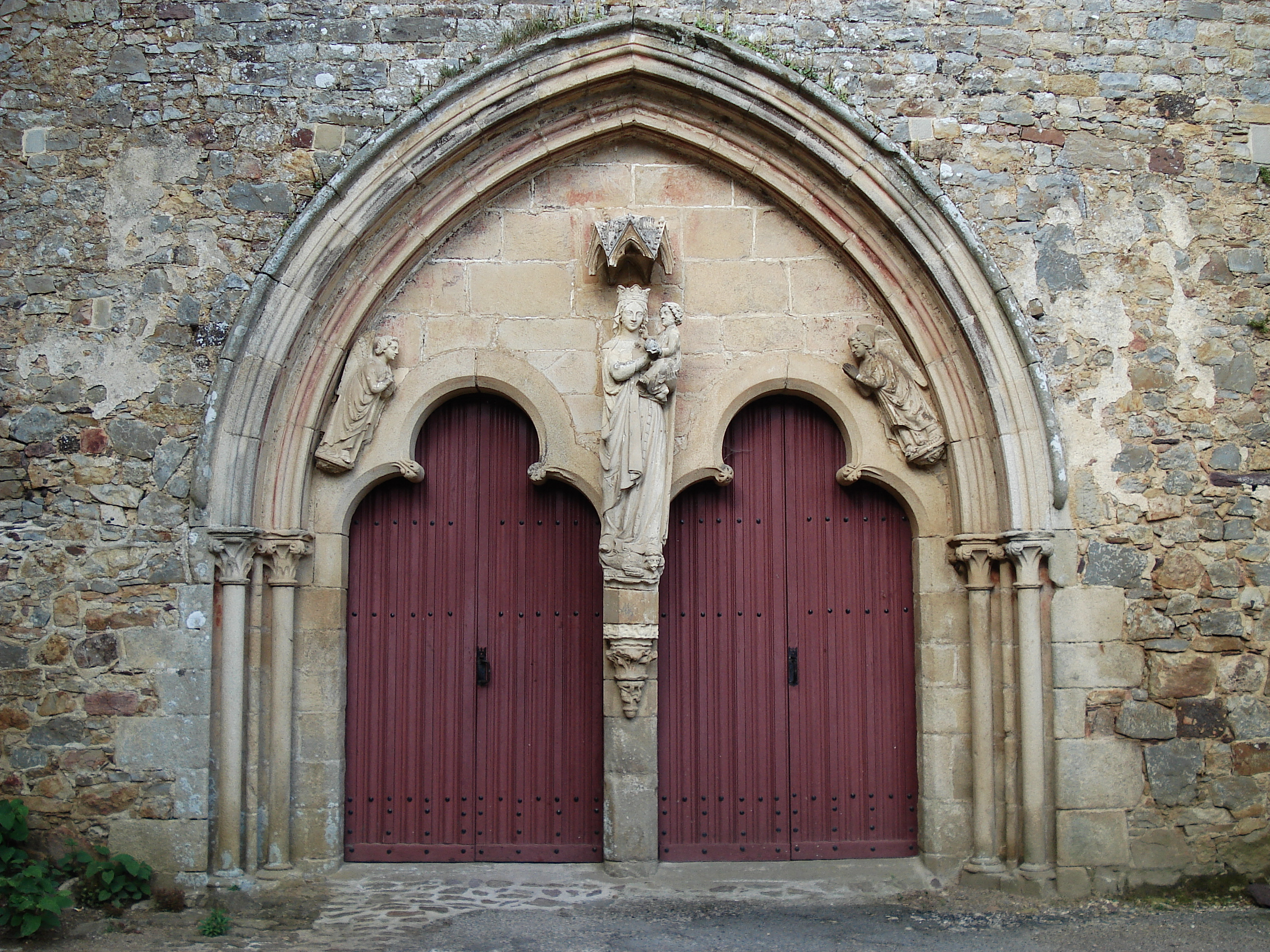
Portail de l'abbatiale de Paimpont, datant du XIIIe siècle.

Le monastère fondé au VIIe siècle par Judicaël est devenu l'abbaye Notre-Dame de Paimpont au XIIIe. Longtemps le bourg ne fut constitué que de l'abbaye avec ses bâtiments associés tels que l'hôtellerie pour l'accueil des pèlerins, du cimetière et de quelques habitations.
Les Usements de la forêt Brécilien, rédigés en 1467 par le comte Guy XIV de Laval, décrivent la gestion de la forêt de Brécilien (ancien nom de la forêt de Paimpont) au XVe siècle.

### Temps modernes
Paimpont était une des paroisses de l'évêché de Saint-Malo. L'évêque avait d'ailleurs à sa disposition une résidence d'été dans la paroisse de Saint-Malo-de-Beignon située au sud de Paimpont. La paroisse avait comme succursale la trève de Saint-Péran au nord-est. On trouve par exemple certains registres des actes de naissance, mariage ou décès de Saint-Péran incorporés à ceux de Paimpont.
Les principaux villages possédaient leur chapelle et même certains leur école au XIXe siècle, évitant ainsi de longs déplacements vers une abbatiale qui n'aurait peut-être pas pu tous les accueillir. À Beauvais, la chapelle Saint-Mathurin se dresse toujours à mi-pente, au carrefour de la voie en direction du château de Trécesson et celle allant vers le Val-sans-Retour, près d'une fontaine-lavoir qui laisse son eau approvisionner l'Aff naissant non loin de là. Au village de Coganne, la chapelle Saint-Jacques-le-Mineur a été préservée et appartient maintenant au domaine public. Telhouët possédait également une chapelle ainsi que le village des Forges, celle-ci étant dédiée à saint Éloi, le patron des forgerons. Une autre chapelle, dédiée à sainte Anne, fut construite en 1610 dans le cimetière d'alors (elle a été détruite lors du déplacement du cimetière à la fin du XIXe siècle).

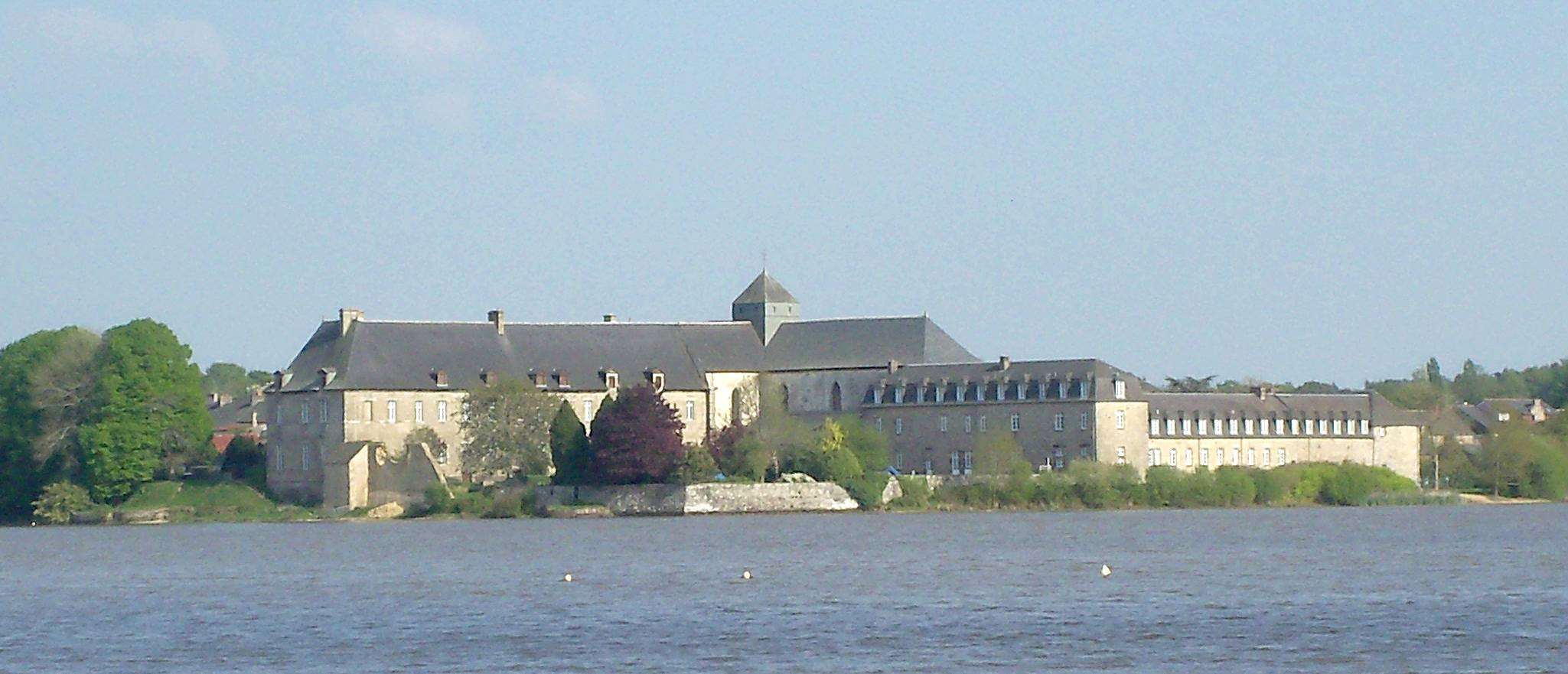
Les arrières de l'abbaye au bord de l'étang.

La paroisse de Paimpont relevait également de l'archidiaconé de Porhoët et du doyenné de Beignon.
Plusieurs juridictions seigneuriales se partageaient en principe l'essentiel du territoire de la paroisse de Paimpont. Mais on sait que ces juridictions dites inférieures - surtout les plus petites - avaient partout une activité très variable dans le temps et de l'une à l'autre selon le caractère ou intérêt de leurs possesseurs et le zèle des sénéchaux, procureurs fiscaux et autres officiers de juridiction. Peu d'archives nous sont parvenues. La juridiction royale immédiatement supérieure était la sénéchaussée de Ploërmel, c'est elle qui assurait le respect minimal du droit en cas de défaillance des juridictions ou par sa compétence propre.
Pour ce qui concernait l'administration de l'Intendance de Bretagne au XVIIIe siècle, Paimpont faisait partie de la subdélégation de Plélan. Certainement soucieux au nom du roi de la prospérité du secteur, l'intendant n'ignorait pas l'importance des forges et pas moins celle de la considérable activité exercée dans le village du Cannée entre lesdites forges et le bourg : le blanchiment de fil et de toiles. Dans des prés ou parcelles de petite taille entourées de haies, appelés parcs, étaient exposées à la lumière et au soleil de grandes pièces de toile. Cette activité s'est éteinte au XIXe siècle avec la concurrence des procédés chimiques. Extrait des archives : « Le village du Cannée est tellement populeux qu'il serait difficile de commettre un vol semblable en plein jour sans être aperçu.».

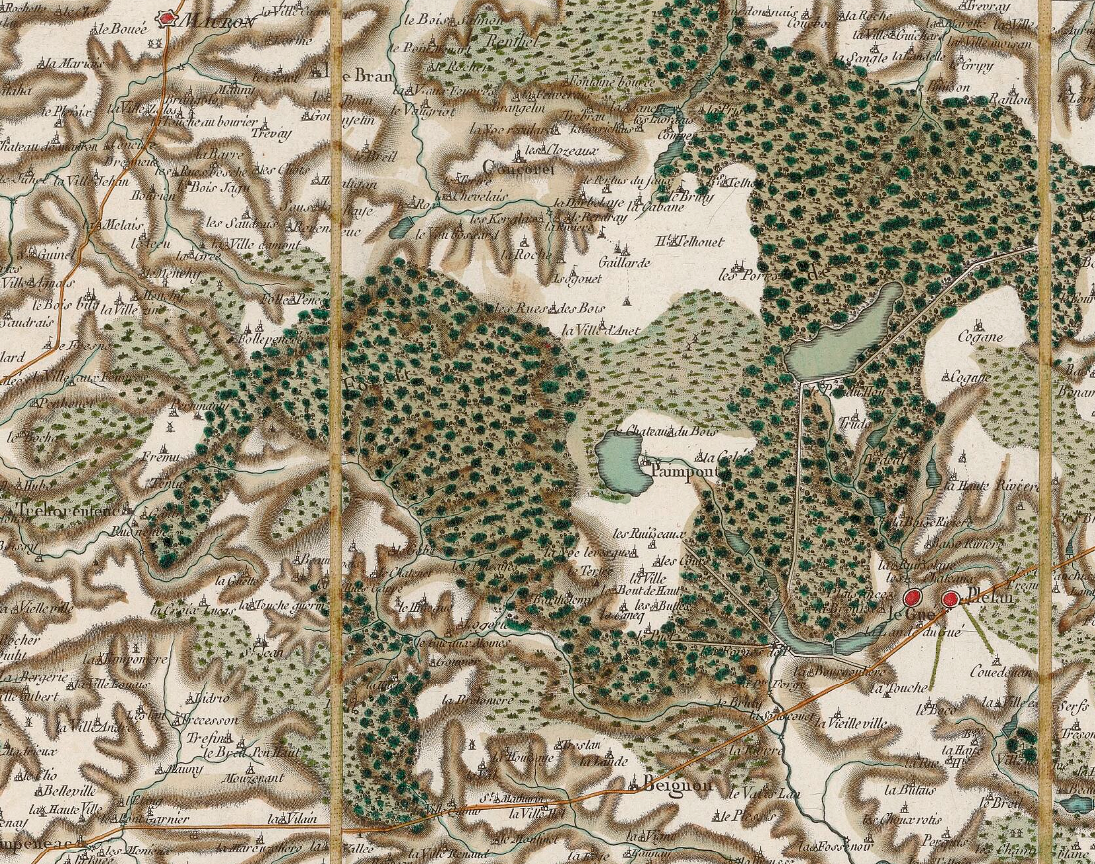
Carte de Cassini de Paimpont et de sa forêt (1785).

Jean-Baptiste Ogée décrit ainsi Paimpont en 1778 :

« Paimpont ; abbaye et paroisse situées dans la forêt de son nom ; à 15 lieues au Sud-Sud-Ouest de Saint-Malo, son évêché ; à 7 lieues et demie de Rennes, son ressort, et à trois-quarts de lieue de Plélan, sa subdélégation. On y compte 4 000 communiants, y compris ceux de Saint-Péran, sa trève ; la curé est présentée par le chapitre de l'abbaye, et c'est un moine de cette maison qui fait les fonctions de curé. Ce territoire est un pays montagneux [sic] et couvert [de bocage], qui renferme des terres labourées, des landes, et la forêt de Paimpont, ou de Brécilien, qui peut contenir environ vingt-trois mille arpens de terrein, planté en futaie et surtout en taillis. À l'extrémité de cette forêt est une forge à fer, renommée par la bonté de la matière qu'on y élabore. C'est de là que l'on tirait jadis le fer dont on avait besoin pour l'arsenal de Brest. On prépare et on blanchit, tous les ans, dans le village du Canet, pour plus d'un million de fils et de toile. (..) La trève de Saint-Péran, le prieuré de Talhouet, Franquemont et la maison de la Guillarde sont dans ce territoire. »

### Révolution française
La partie sud de l'évêché de Saint-Malo est particulièrement touchée par des révoltes agraires au début de 1790, ce qui s'explique par les abus importants des seigneurs et de leurs procureurs fiscaux.
Entre le 25 et le 28 janvier 1790 les vassaux des seigneurs de Plélan, Saint-Malo-de-Beignon et Paimpont attaquent les châteaux de leurs seigneurs et demandent la suppression des droits féodaux. Le manoir des évêques à Saint-Malo-de-Beignon est attaqué le 28 janvier 1790 et l'abbaye de Paimpont le lendemain.
« Le 27 juin 1790 une bande de jeunes gens de Paimpont, de Saint-Malo [Saint-Malo-de-Beignon], de Plélan (..) forçait l'entrée de Comper, alors au marquis de Sérent, malgré pont-levis, porte, herse, et mettait le feu au château, en ayant bien soin de faire flamber en un tas les titres des droits haïs et des privilèges abhorrés ».
Ce n'est qu'au cours du XIXe siècle, bien après la vente de l'abbaye comme bien national le 30 mai 1792 (5 acquéreurs s'en partagent les biens), que le bourg commença à prendre la physionomie qu'on lui connaît aujourd'hui. La commune conserve la possession de l'église, des bâtiments abbatiaux, du cimetière et des jardins situés dans l'enclos abbatial.
Jean-Guillaume Belouart, né le 14 février 1725 à Paimpont, recteur de Lanrelas, prêtre réfractaire, après avoir été un temps emprisonné, fut assassiné le 6 janvier 1796 par des soldats républicains.

### Le passé métallurgique
La prospection archéologique a révélé un très grand nombre de sites ou emplacements de la forêt et de sa périphérie ayant connu une activité touchant l'exploitation du minerai de fer : points d'extraction du minerai, bas fourneaux tels que ceux découverts vers 1980 sur la rive de l'étang du Perray, ferriers, c'est-à-dire accumulation de scories et autres déchets ferreux, sans parler des emplacements plus récents des fouées des charbonniers dans la forêt ni des maisons des cloutiers si nombreux au XIXe siècle.
Les plus anciens sites datent de Hallstatt et/ou du début de la Tène ancienne (750 à 500 av. J.-C.). Plusieurs sites de réduction de minerai, fouillés ces dernières années, sont à relier à la Tène moyenne. On dispose aussi de plus rares indices gallo-romains et du haut Moyen Âge. Les ferriers les plus importants en volume, atteignant parfois jusqu'à plus d'un millier de tonnes de déchets, sont datés entre la deuxième moitié du XIIIe siècle et le début du XVe siècle. On y a découvert des types de fours de réduction de minerai appartenant à une lignée technique inédite. Enfin, une première datation radiocarbone (C14) situerait le fonctionnement d'un premier haut-fourneau au niveau de l'étang du Pas du Houx dans le courant du XVIe siècle, quelques dizaines d'années avant l'implantation des Forges. En 2010, l'ensemble de ces sites était en cours d'étude dans le cadre de plusieurs thèses de doctorat et alimentait un Programme Collectif de Recherche intitulé Brécilien, étude interdisciplinaire d'une forêt mythique.

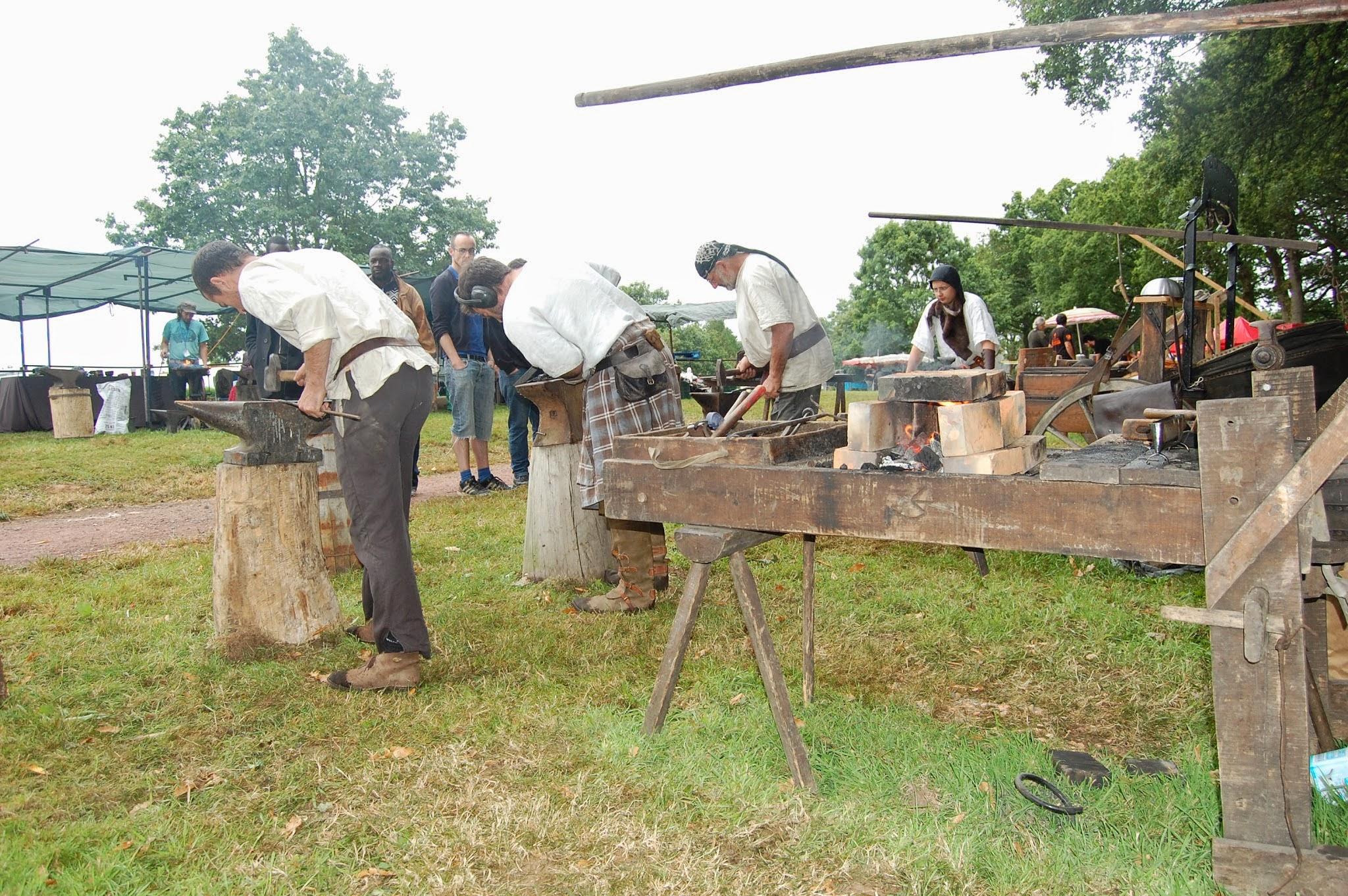
Fête du fer 2014 à Paimpont Forgerons

En complément de ces données archéologiques, de rares et brèves mentions dans les archives assurent furtivement le relai avec l'histoire des Forges créées au XVIIe siècle. Elles mettent en avant, non pas les Forges célèbres sous l'ancien Régime, mais des forges dites "grossières" réparties à divers endroits de la forêt, ainsi que l'activité du village du Gué situé sur le territoire de Plélan et cœur de cette commune jusqu'au milieu du XIXe siècle.
La fête du fer a lieu tous les deux ans (2014-2016-...) et met en avant les différentes pratiques de la forge.
Les cloutiers (XVIIIe et XIXe siècles)
De nombreux ateliers de clouterie existèrent longtemps principalement dans les villages de Gaillarde, la Ville Danet et Telhouët. 
« Ils fabriquaient les clous à ardoises, les clous à lattes, les clous à chevron, les clous à bois pour charpentes, les broches pour les "senans", instruments avec lesquels on faisait la filasse, les clous de girofles pour les talons de souliers, les caboches pour les fers des chevaux, les "maillettes" pour les sabots. Entre cinq et douze ouvriers pouvaient travailler dans chaque forge : Au printemps on entendait les maillets dès 3 heures, 4 heures du matin. À l'hiver, les cloutiers continuaient leur besogne jusqu'à 9 et 10 heures du soir. Ils travaillaient aux pièces, et les plus actifs pouvaient faire jusqu'à 1 200 à 1 500 clous par jour. Ils se servaient d'enclumes que l'on appelait clouxière. [...] Les cloutiers confectionnaient leurs clous avec des baguettes de fer rachetées en bottes de 25 kg à Rennes et à Angers [depuis que l'usine des Forges avait fermé]. ».

### LeXIXesiècle
De 1801 à 1926 Paimpont fait partie de l'arrondissement de Montfort, avant, en raison de sa suppression, de faire ensuite partie de l'arrondissement de Rennes. Paimpont dépendait du canton de Plélan-le-Grand jusqu'à la suppression de celui-ci lors de la réforme administrative de 2014 et désormais du canton de Montfort-sur-Meu.
En 1821 le bourg de Paimpont ne compte 66 habitants (12 familles) pour une population communale totale de 3 565 habitants ; le bourg n'existe pour ainsi dire pas encore ; les premières maisons contiguës (type corons), destinés à loger des ouvriers des Forges sont construites peu après.
La première école des garçons de Paimpont ouvre en 1835 ; tenue par les Frères de Ploërmel, elle se trouve dans le grand logis abbatial (ils tinrent cette école jusqu'en 1888, année de la laïcisation en raison des lois Jules Ferry). L'école des filles, tenue par des Sœurs de la charité de Saint-Louis, installée dans le manoir abbatial, ouvre en 1846.
En vertu des lois de 1792 et 1793 donnant aux communes le droit de se faire attribuer les terres vaines et vagues possédées par les anciens seigneurs, la commune de Paimpont en revendiqua la propriété ; mais elle fut déboutėe par un arrêt rendu par la Cour royale de Rennes le 24 mars 1827, confirmé par la Cour de cassation le 17 mars 1830, les propriétaires des Forges et de la forêt pouvant en justifier la juste propriété depuis l'acte de vente de 1653 consenti par leur propriétaire d'alors, le prince de la Trémoille.
A. Marteville et P. Varin, continuateurs d'Ogée, décrivent ainsi Paimpont en 1853 :

« Paimpont (sous l'invocation de la Vierge, le 15 août) ; commune formée de l'ancienne paroisse de ce nom, moins son ancienne trève Saint-Péran ; aujourd'hui succursale ; chef-lieu de perception. (..) Principaux villages : la Ville-Danet, Gaillarde, Tellouet, l'abbaye de Tellouet, les Quibois, Haute-Sangle, le Buisson, Haut-Fourneau, Coganne, Trudeau, Trédéal, ; le Gué, les Forges, le Pont-du-Secret, , le Canné, la Fonderie, Beauvais, la Touche-Guérin, le Pertuis-Néanti, Folle-Pensée. Superficie totale 11 018 hectares, dont (..) terres labourables 1 834 ha, prés et pâturages 512 ha, bois 6 070 ha, vergers et jardins 64 ha, landes et incultes 2 042 ha, étangs 233 ha (..). Moulins : 6 (de la Vallée, su Châtenay, de la Chèvre, à eau ; petit moulin à papier près de la Ville-Danet ; du Marnis, de Beauvais, à vent). »

Ce n'est qu'à partir du milieu du XIXe siècle que la municipalité entreprend d'édifier un bourg le long de l'ancienne allée qui menait de l'hôtellerie du porche à l'abbaye : « l'allée des Litières ».

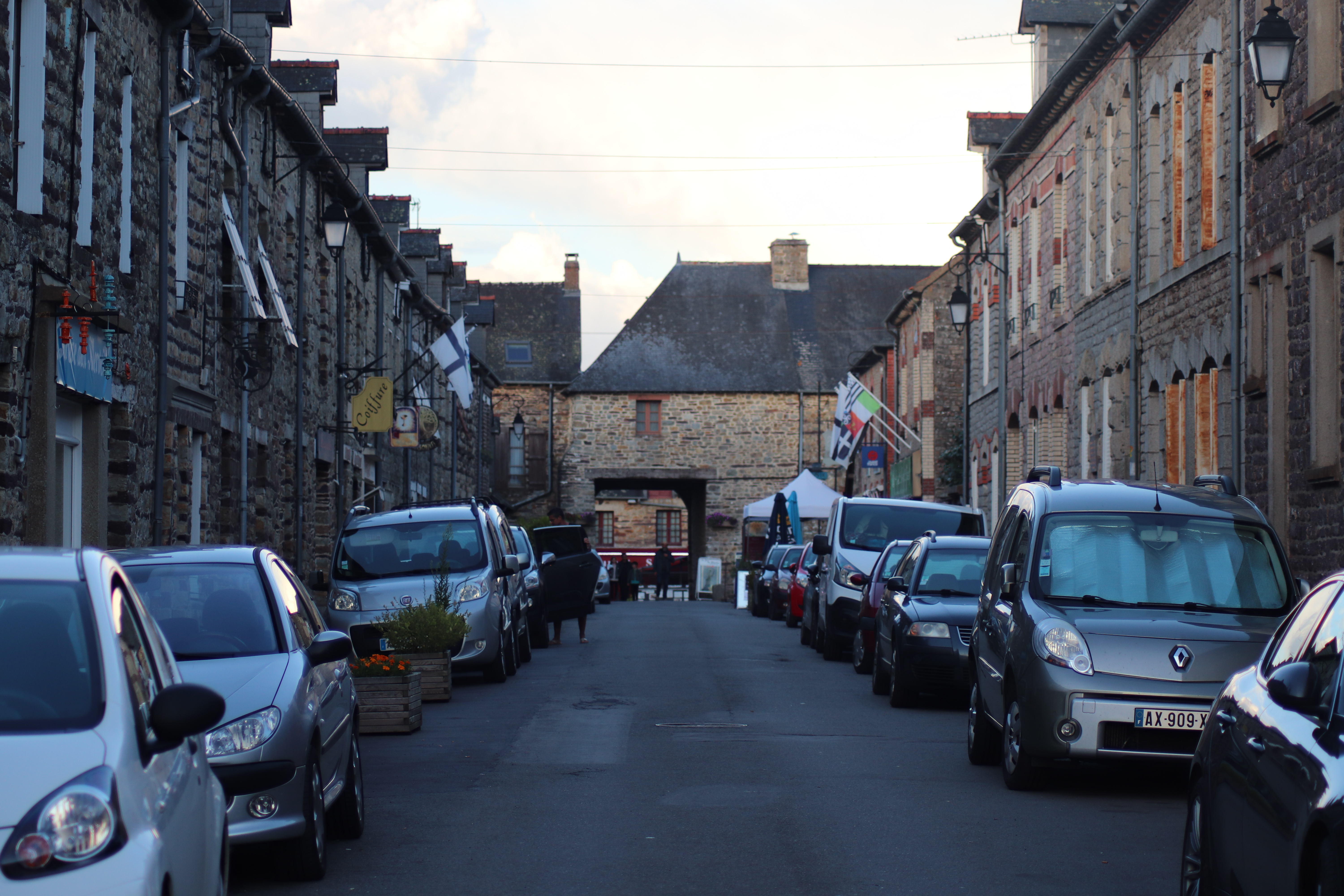
Paimpont: la rue du Général-de-Gaulle (en 2017).

Un plan de construction est mis en place en 1859, concernant la partie nord du "Chemin des Litières", actuelle rue du Général-de-Gaulle ; son cahier des charges impose l'uniformité des constructions. Ce n'est que dans la décennie 1920, après le déplacement du cimetière, que la partie sud de cette rue fut urbanisée.
La fermeture des Forges de Paimpont en 1884 porta un rude coup à l'économie locale, provoquant notamment une baisse démographique (la commune passe de 3250 à 2828 habitants entre 1881 et 1911 et continue à baisser pendant presque tout le XXe siècle) et le déclin de l'activité charbonnière. En 1901 12 charbonniers seulement sont recensés dans la commune.
En octobre 1888 la nouvelle école catholique construite à Paimpont ne peut pas ouvrir en raison du refus des autorités administratives, sous le prétexte que « les plâtres ne sont pas secs », ce qui soulève des protestations des parents chrétiens.

### LeXXesiècle

#### La Belle Époque

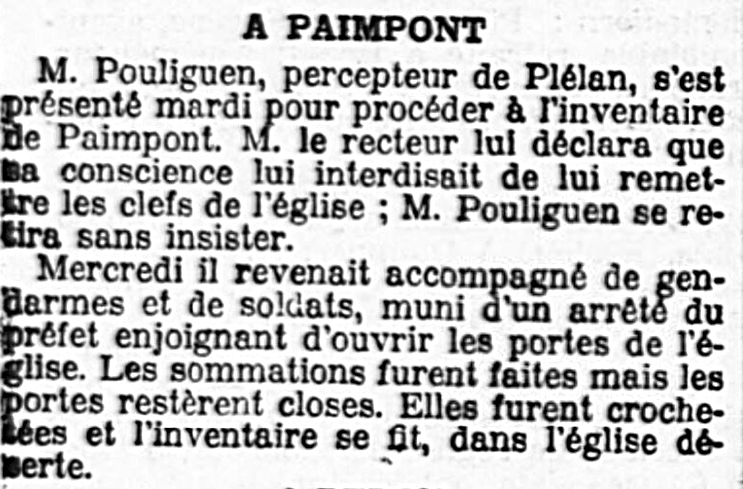
Article du journal L'Ouest-Éclair relatant l'inventaire des biens d'église à Paimpont.

Comme en beaucoup d'endroits, lors de l'inventaire des biens d'église, organisé le 6 mars 1906, seul fut possible un inventaire extrêmement sommaire des biens de l'église en raison de la forte hostilité des habitants.
En novembre 1906 le Christ en ivoire (attribué à un moine bénédictin, mais d'âge incertain (variant du XVIe siècle au XVIIIe siècle selon les estimations), et le bras reliquaire de saint Judicaël furent momentanément volés dans l'église abbatiale. En novembre 1907 la municipalité loue une paertie des bâtiments de l'abbaye pour en faire un presbytère et en réserve une autre pour y loger les instituteurs publics ; elle vend aussi la prairie qui se trouve derrière les maisons du bourg et fait démolir une partie du mur de l'abbaye pour permettre à la population un accès direct aux jardins).

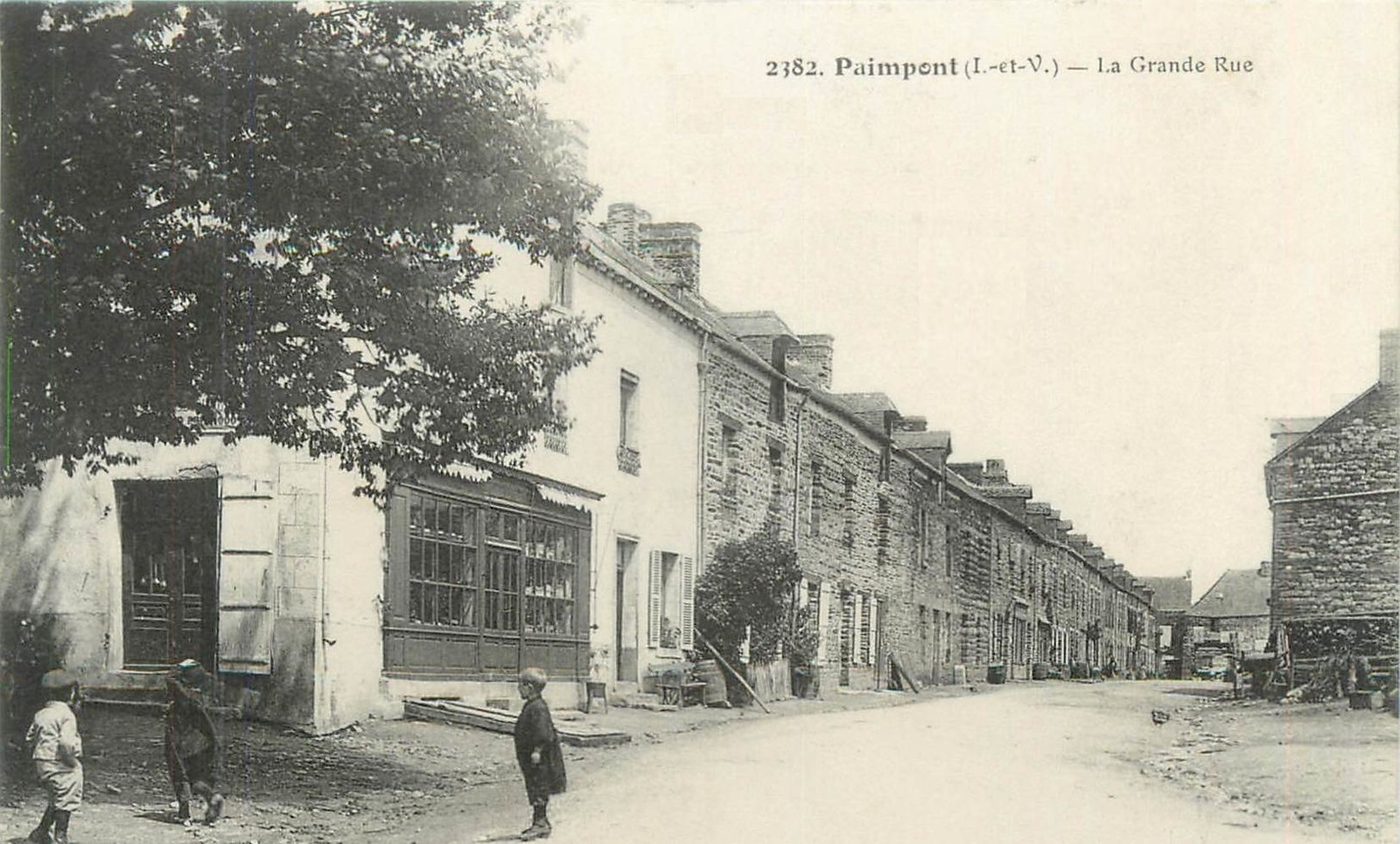
Paimpont : la Grande Rue vers 1910 (carte postale).
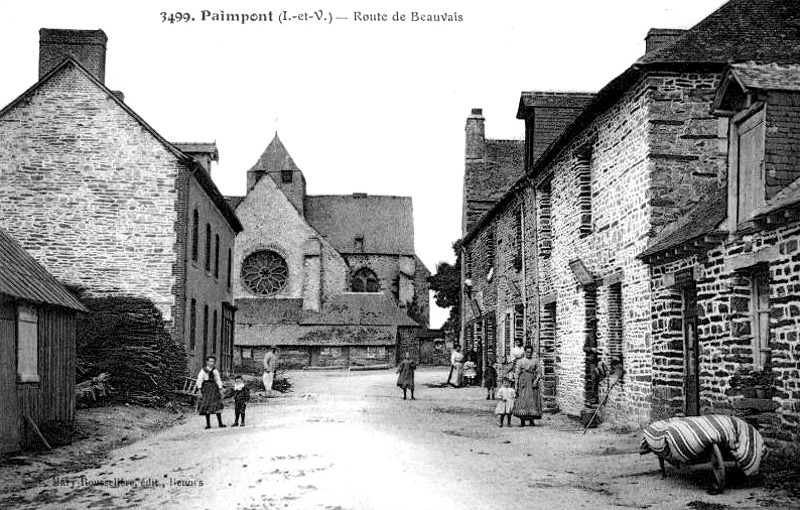
Bourg de Paimpont : la route de Beauvais au début du XXe siècle.
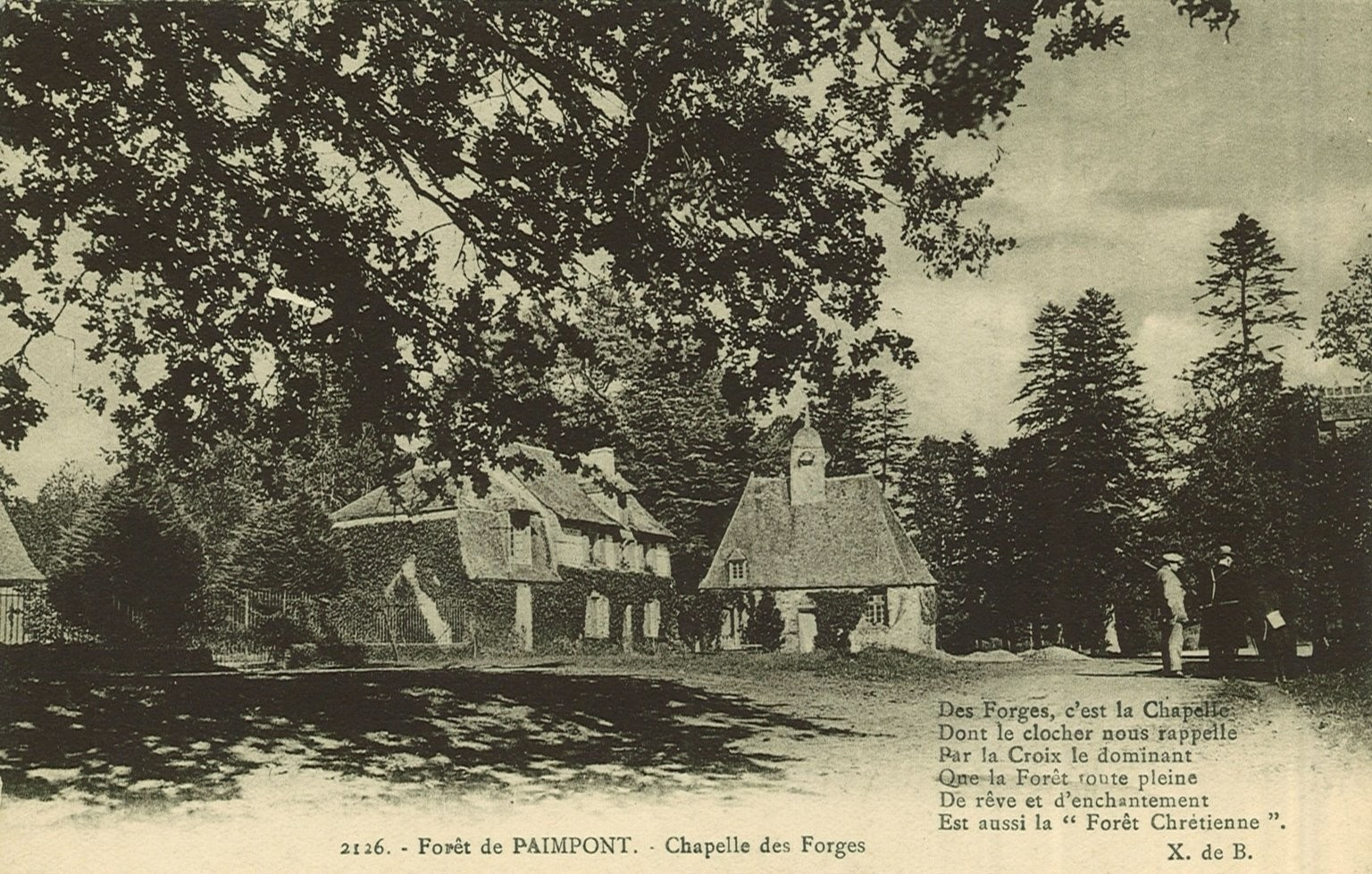
La chapelle des Forges au début du XXe siècle (carte postale).
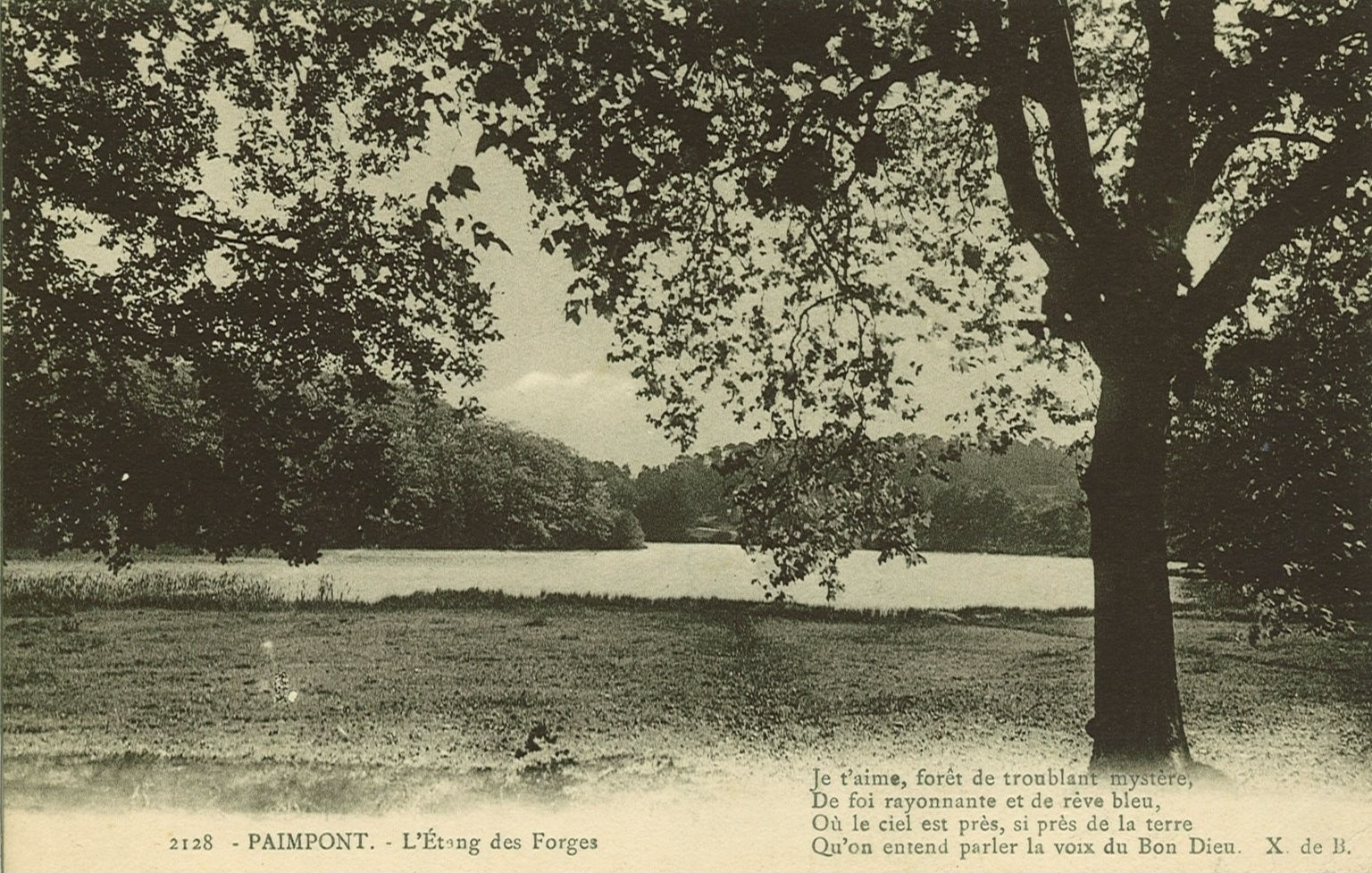
L'étang des Forges au début du XXe siècle (carte postale).
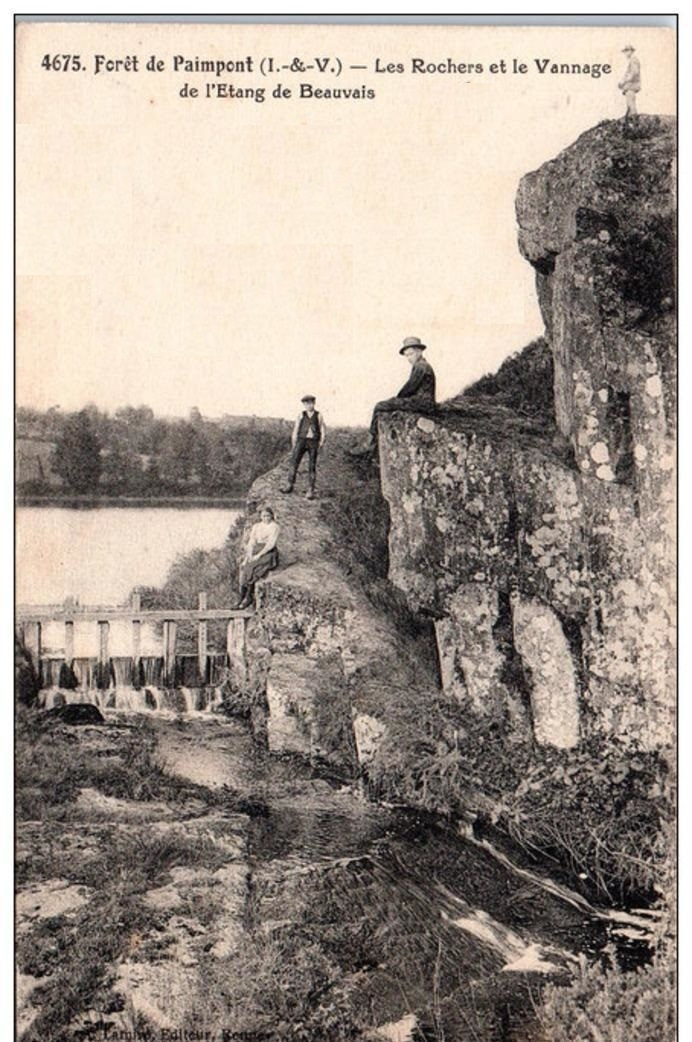
L'étang de Beauvais et les rochers qui le dominent au début du XXe sièclee (carte postale).
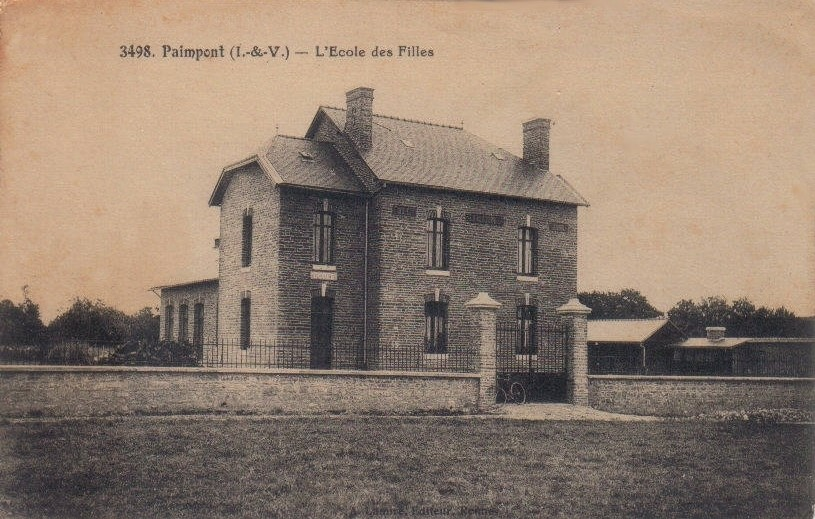
Paimpont : l'école des filles (ouverte en 1911, fermée en 1976).

La ligne de tramway à voie métrique et voie unique de la Compagnie des tramways à vapeur d'Ille-et-Vilaine allant de Rennes à Plélan (inaugurée en 1898) et surnommée « le Tacot », est prolongée jusqu'à Guer via Paimpont-les-Forges et Beignon (mise en service le 6 juin 1913, elle ferma le 31 août 1948). Une ligne de chemin de fer à voie étroite servant à transporter le minerai de fer extrait au niveau de l'actuel "Étang bleu" jusqu'à la gare de Mauron fonctionna entre 1903 et 1907. Le 25 octobre 1900 Joseph Monin, industriel, est autorisé à construire un chemin de fer à voie étroite et à traction électrique « pour transporter les produits de la mine de Paimpont à la gare de Mauron ». Mais cette ligne n'eût qu'une existence éphémère, la mine de fer étant déjà fermée en 1907.
Une école laïque des filles est construite en 1911 (après bien des querelles), remplaçant l'ancienne école du manoir abbatial (elle est devenue l'école laïque mixte en 1965). Des écoles privées de garçons, puis filles, ouvrent respectivement en 1908 et 1916 (elles ont fermé en 1976).

#### La Première Guerre mondiale

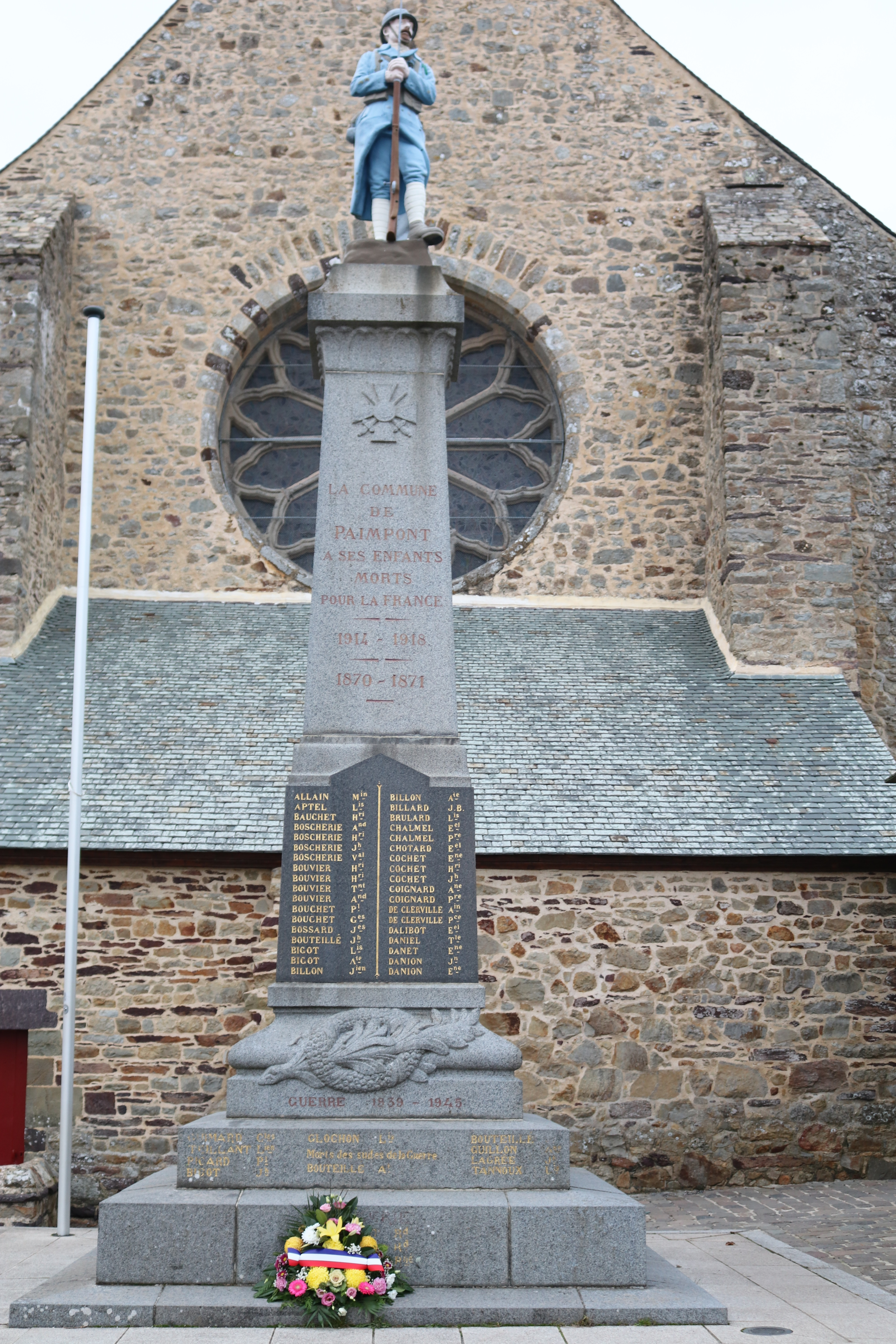
Le monument aux morts de Paimpont.

Durant la Première Guerre mondiale, 585 Paimpontais sont mobilisés. Le monument aux morts de Paimpont porte les noms de 140 soldats morts pour la France pendant la Première Guerre mondiale ; parmi eux 9 sont morts en Belgique dont 7 (Emmanuel Chalmet, Emmanuel Dalibot, Théophile Daniel, Abel Gendrot, Jean Gesvret, Armand Gillard et Louis Hamon)dès 1914,1 (Antoine Recht) en 1917 et 1 (Joseph Hillion) en 1918 ; Léon Mérel est mort le 14 novembre 1916 en Serbie ; Henri Petremoul est mort de maladie le 29 juillet 1918 à Salonique (Grèce) ; Pierre Jan est mort de maladie en captivité en Allemagne (désormais à Ezersk (désormais en Pologne) le 11 novembre 1918, donc le jour de l'armistice ; la plupart des autres sont morts sur le sol français ( dont Armand Morin, Vital Boscherie et Émile Quedillac, tous les trois décorés à la fois de la Médaille militaire et de la Croix de guerre. Le tableau commémoratif de la chapelle Saint-Jacques contient 17 de ces noms.
Une autre source indiqué que 157 soldats de Paimpont auraient perdu la vie (selon la liste gravée sur l'obélisque du monument aux morts inauguré en 1923 et dressé près de l'abbaye (place des Litières maintenant place du Roi-Saint-Judicaël).

#### L'Entre-deux-guerres

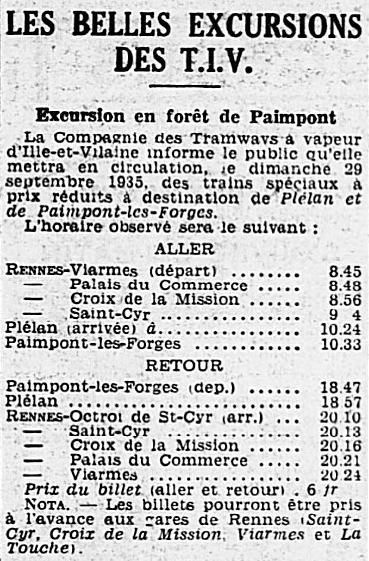
Publicité concernant l'organisation d'un train touristique allant de Rennes à Paimpont-les-Forges parue dans le journal L'Ouest-Éclair le 28 septembre 1935.

Le monument aux morts de Paimpont, construit par Jules Hignard (de Lanhélin) est inauguré le 15 juin 1924 ; il a la forme d'un pilier commémoratif en granite surmonté de la statue d'un poilu due à Charles Pourquet, sculpteur à Paris.
En septembre 1925 la statue de saint Judicaël fut bénie par le cardinal Charost, archevêque de Rennes ; ce fut à Paimpont l'occasion d'une grande fête religieuse.
Charles Le Goffic a décrit, dans son ouvrage Brocéliande, un charbonnier de la Forêt de Paimpont qu'il rencontra vers 1930.
Certains auteurs véhiculent des clichés fantaisistes concernant Paimpont : un journaliste écrit en 1932 : « Dans Paimpont, naguère, vivaient des druides à longue barbe, en robe blanche ; les jours de fête ils distribuaient du gui aux fidèles assemblés » ; par contre sa remarque : « Paimpont est un petit pays, mais possède à peu près autant de cafés que de maisons » est sans doute plus exacte.
Paimpont bénéficie d'une attractivité touristique, facilitée par l'organisation régulière à la belle saison de trains touristiques par la Compagnie des Tramways d'Ille-et-Vilaine desservant la gare de Paimpont-les-Forges, l'organisation de régates sur le lac de Paimpont, etc..

#### La Seconde Guerre mondiale
Après la défaite française de 1940, l'armée allemande prit possession du camp de Coētquidan, y remplaçant l'armée polonaise qui l'occupait entre septembre 1939 et juin 1940. Pendant la deuxième moitié de 1943, l'armée allemande décide un agrandissement du camp de Coëtquidan qui concerne 2 300 hectares de forêt et 1 850 ha de terres labourables répartis dans les quatre communes de Paimpont, Augan, Campénéac et Beignon et provoque l'expulsion des habitants, les usages agricoles et forestiers pouvant être maintenus en dehors des périodes de tir ; à Paimpont la Haute-Forêt de Paimpont (2 300 ha), le hameau du Cannée (200 ha) et le hameau de Beauvais (400 ha), regroupant 143 foyers et 390 personnes, étaient concernés. Mais en raison de l'arrivée des troupes alliées, les personnes expulsées purent revenir dès août 1944.

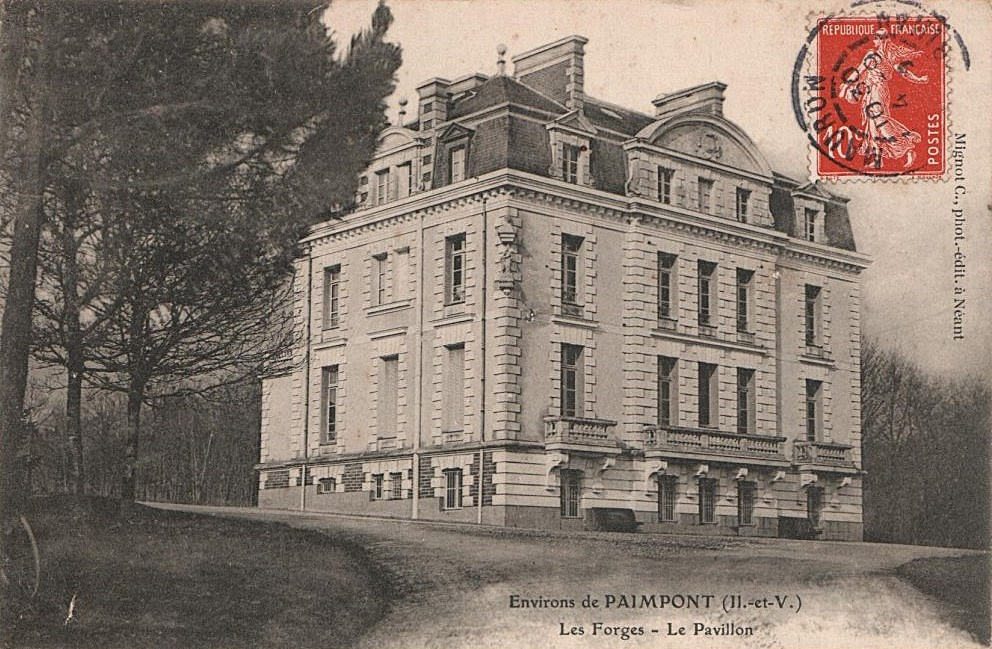
Le pavillon des Forges de Paimpont (poste de commandement allemand pendant l'Occupation).

Pendant l'Occupation l'armée allemande établit un poste de commandement des forces allemandes de l'Ouest au pavillon des Forges de Paimpont, défendu par tout un réseau de blockhaus.
Le monument aux morts de Paimpont porte les noms de 10 personnes mortes pour la France pendant la Seconde Guerre mondiale ; parmi elles Joseph Bigot et Louis Tannoux sont des soldats morts au printemps 2940 lors de la Bataille de France ; Louis Glochon est mort en captivité en Allemagne.

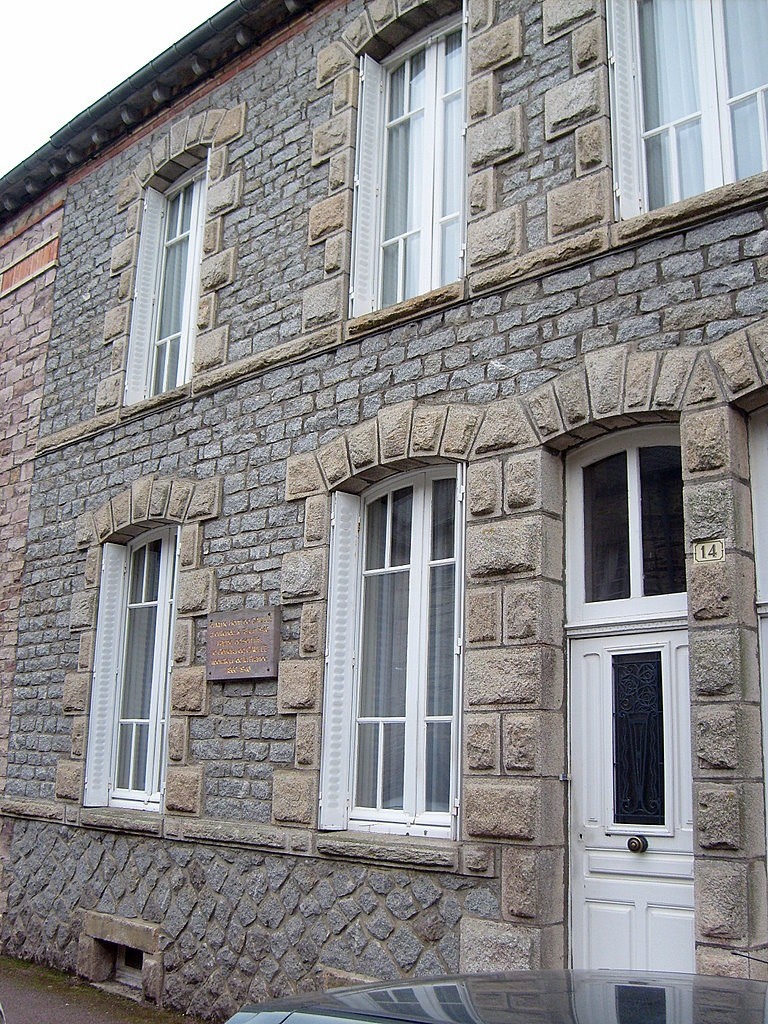
Maison de Gaulle

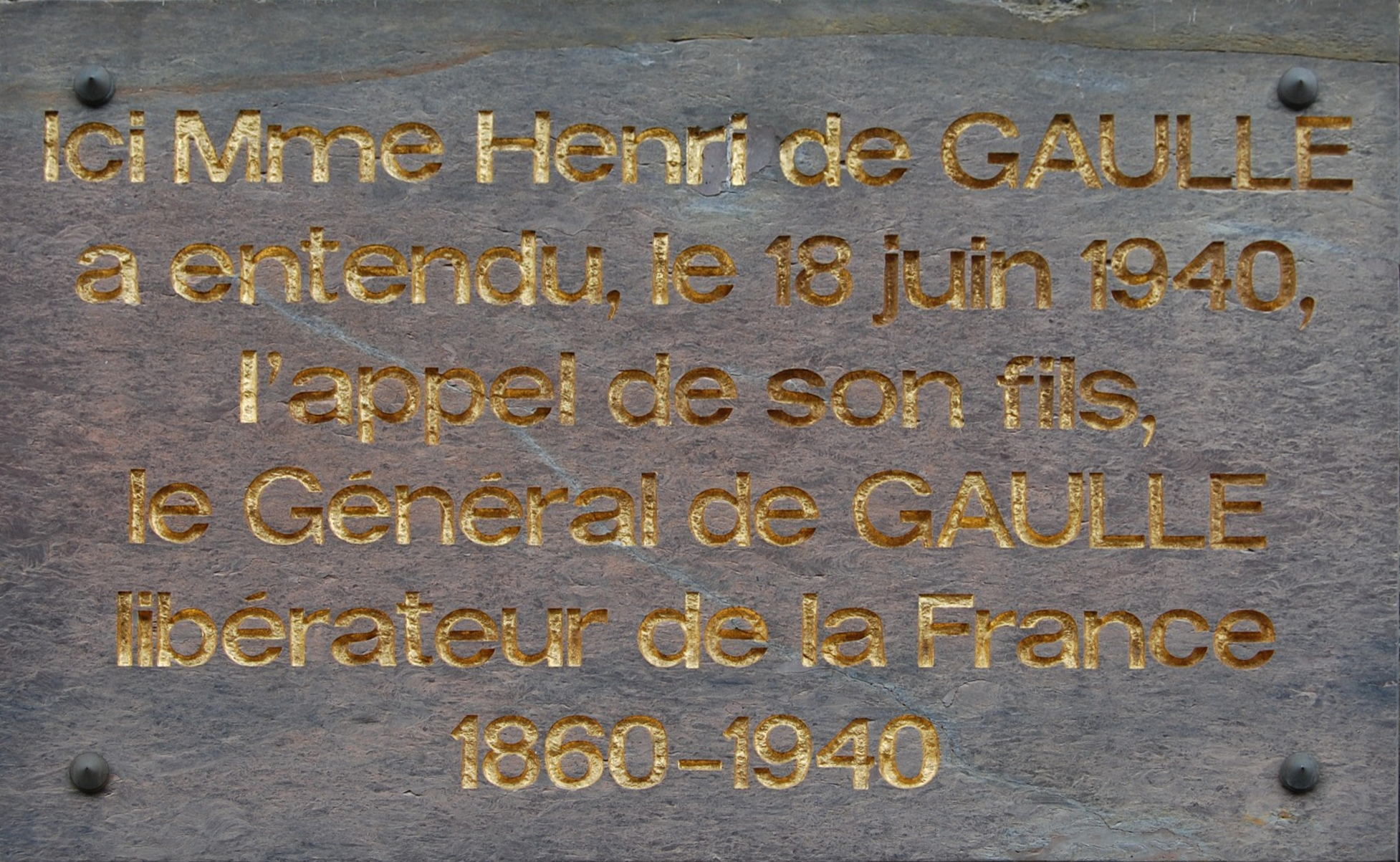
Plaque commémorative sur la maison habitée par Mme Henri de Gaulle, mère du général de Gaulle.

À la suite de la débâcle de 1940, la mère du général de Gaulle se réfugia à Paimpont. Menant une existence nécessairement discrète, elle entendit à la radio que son fils avait été condamné par le régime de Vichy. À sa mort, quelques semaines plus tard, le 16 juillet 1940, une foule importante assista à ses obsèques bien que le faire-part de décès ait été censuré par les autorités et elle fut enterrée dans le cimetière du village. On doit, devant cette ferveur, supposer que son fils était déjà porteur d'un grand espoir de libération[réf. nécessaire]. Le 21 août 1944, le général De Gaulle après s'être rendu à Rennes, quinze jours après la libération de la ville, vint s'incliner sur sa tombe.
La 12ème Compagnie du 3ème Bataillon F.F.I. d'Ille-et-Vilaine est constituée le 6 août 1944 sous les ordres du capitaine Jubin et installe ses quartiers au Monterfil et à Paimpont ( elle est baptisée Henri Moras, pour honorer cet homme abattu en service à l'entrée de Paimpont par un officier SS qui fuyait se cacher en forêt). Tous les groupes qui en sont membres avaient, avant cette date, déjà participé à des actions de sabotage et à des embuscades contre des convois allemands. Elle reçut comme mission le nettoyage de la présence allemande en forêt de Paimpont, en coopération avec l'armée américaine. Sur les 800 Allemands faits prisonniers en Forêt de Paimpont, environ 350 le furent par la 12e compagnie FFI et furent remis aux Américains ou convoyés au camp de prisonniers de Vezin-le-Coquet.

#### L'après Seconde Guerre mondiale
22 charbonniers sont recensés à Paimpont en 1946 (la Seconde Guerre mondiale ayant provoqué un regain de l'activité charbonnière), mais ils ne sont plus que 6 en 1954 et un seul en 1962.
Entre 1946 et 1956, les derniers charbonniers - les trois frères Guégan - cessèrent successivement leur activité. Pourtant, il fut un temps où environ quarante charbonniers faisaient vivre leur famille dans la forêt. En 1978, les frères Guégan font une fouée de démonstration (cinq cordes de bois contre 20 à 25 ordinairement) pour faire connaître cette technique au public. En juillet 1979, c'est aux Forges qu'eut lieu une reconstitution par les anciens employés de la société Edet qui avait cessé son activité en 1954.
Trois soldats (Raymond Binard, René Percepied et Raymond Sénant) originaires de Paimpont sont morts pour la France pendant la Guerre d'Algérie.
En juillet 1967, a lieu l'inauguration de la Station biologique de Paimpont, principalement destinée à l'étude des primates. Cette station biologique dépend de l'Université de Rennes 1 et accueille chaque année des étudiants venant de différentes formations. Elle accueille également deux unités mixtes de recherche du Centre national de recherche scientifique (CNRS), l'UMR 6552 d'Éthologie animale et humaine (EthoS) et l'UMR 6553 Ecosystèmes, Biodiversité, Évolution (ECOBIO).
Le Syndicat des eaux et forêts de Paimpont assure la distribution dans treize communes de l'eau limpide de l'étang Bleu.
La rénovation principale de l'abbatiale portant en particulier sur la nef se terminent en 1970. Mais en septembre 1974, des peintures murales sont découvertes sous les boiseries en cours de restauration. Datant des XIVe-XVe-XVIe siècles, elles sont - en dépit de leur état - exceptionnelles au niveau de la Bretagne.
Le projet de centre régional d'initiation à l'écologie qui devait se réaliser au moulin rénové du Châtenay reste sans suite.
Événement symbolique le 23 août 1976 sous les chênes majestueux du bord de l'étang et en présence du public, la Confraternité philosophique des Druides intronise six druides dont deux femmes. On se presse ensuite pour emporter un peu de gui, alors que l'incendie qui sévit encore au loin a dissuadé d'allumer le feu rituel.
Dans les années 1977-80, les Six Heures de Voile de Paimpont se déroulant sur l'étang est l'événement sportif local. Création du camping municipal.
En 1978, ouvre la Résidence de Brocéliande, foyer pour personnes âgées, avec environ quarante studios. Le bourg continue son urbanisation modérée.
Une réserve communale de sécurité civile, "Les casquettes rouges" (qui assemble des bénévoles 
de Campénéac, Concoret, Loyat, Néant-sur-Yvel, Paimpont et Tréhorenteuc) a été créée après les incendies de 1990 pour la protection du massif de Brocéliande par Paul Anselin, alors maire de Campénéac.

## Politique et administration

### Jumelage
- Cedeira (Espagne) depuis 1997

Cedeira est une municipalité située dans la province de La Corogne et la communauté autonome de Galice, à un peu moins de 80 km de La Corogne.

## Démographie
L'évolution du nombre d'habitants est connue à travers les recensements de la population effectués dans la commune depuis 1793. Pour les communes de moins de 10 000 habitants, une enquête de recensement portant sur toute la population est réalisée tous les cinq ans, les populations de référence des années intermédiaires étant quant à elles estimées par interpolation ou extrapolation. Pour la commune, le premier recensement exhaustif entrant dans le cadre du nouveau dispositif a été réalisé en 2006.

En 2022, la commune comptait 1 778 habitants, en évolution de +5,27 % par rapport à 2016 (Ille-et-Vilaine : +5,46 %, France hors Mayotte : +2,11 %).
| 1793  | 1800  | 1806  | 1821  | 1831  | 1836  | 1841  | 1846  | 1851  |
| ----- | ----- | ----- | ----- | ----- | ----- | ----- | ----- | ----- |
| 3 687 | 3 773 | 3 376 | 3 462 | 3 791 | 3 695 | 3 479 | 3 596 | 3 666 |

| 1856  | 1861  | 1866  | 1872  | 1876  | 1881  | 1886  | 1891  | 1896  |
| ----- | ----- | ----- | ----- | ----- | ----- | ----- | ----- | ----- |
| 3 420 | 3 387 | 3 357 | 3 250 | 3 344 | 3 250 | 3 236 | 3 127 | 3 016 |

| 1901  | 1906  | 1911  | 1921  | 1926  | 1931  | 1936  | 1946  | 1954  |
| ----- | ----- | ----- | ----- | ----- | ----- | ----- | ----- | ----- |
| 3 022 | 3 086 | 2 828 | 2 687 | 2 506 | 2 450 | 2 344 | 2 239 | 1 986 |

| 1962  | 1968  | 1975  | 1982  | 1990  | 1999  | 2006  | 2011  | 2016  |
| ----- | ----- | ----- | ----- | ----- | ----- | ----- | ----- | ----- |
| 1 791 | 1 714 | 1 559 | 1 449 | 1 385 | 1 395 | 1 614 | 1 621 | 1 689 |

| 2021  | 2022  | - | - | - | - | - | - | - |
| ----- | ----- | - | - | - | - | - | - | - |
| 1 781 | 1 778 | - | - | - | - | - | - | - |

Le nombre d'habitants a été globalement constant ou en légère augmentation depuis le XVIIe siècle jusqu'en 1850. À partir de cette date, si le bourg a gagné régulièrement quelques habitants, les villages se sont dépeuplés lentement, mais constamment. À la fin du XXe siècle, les habitants ne sont guère plus de 1500 dont 300 pour le bourg.

## Économie
Le minerai de fer et les ressources énergétiques constituées par la forêt et son hydrographie ont orienté l'évolution du territoire vers l'activité métallurgique. Très ancienne, la production de fer et dérivés par les Forges de Paimpont à partir de ce minerai s'est finalement éteinte vers la fin du XIXe siècle.
En 2002, s'est implantée une usine d'embouteillage de l'eau du sous-sol de Paimpont. Employant une quinzaine de personnes, en 2005 la Société des eaux de source de Paimpont (Groupe Les Mousquetaires) a produit plus de 45 millions de bouteilles (2 l). À partir de 2006, cette eau est commercialisée sous l'appellation commerciale Brocéliande ( 14 salariés en 2024).

## Culture locale et patrimoine

### Lieux et monuments

#### Mégalithes et autres sites
- La Fontaine de Barenton, perdue dans la forêt à Folle-Pensée ;
- Le Val sans Retour ;
- Le Hotié de Viviane ou Tombeau des Druides ou Maison de Viviane, grand coffre funéraire (Néolithique), au Val sans Retour ;
- Le Tombeau des Géants, au Val sans Retour ;
- Le Tombeau de Merlin (en fait une allée couverte datant du néolithique) et la Fontaine de Jouvence.
- Les alignements de menhirs de la « Prise de Comper »[108].

Mégalithes et fontaines
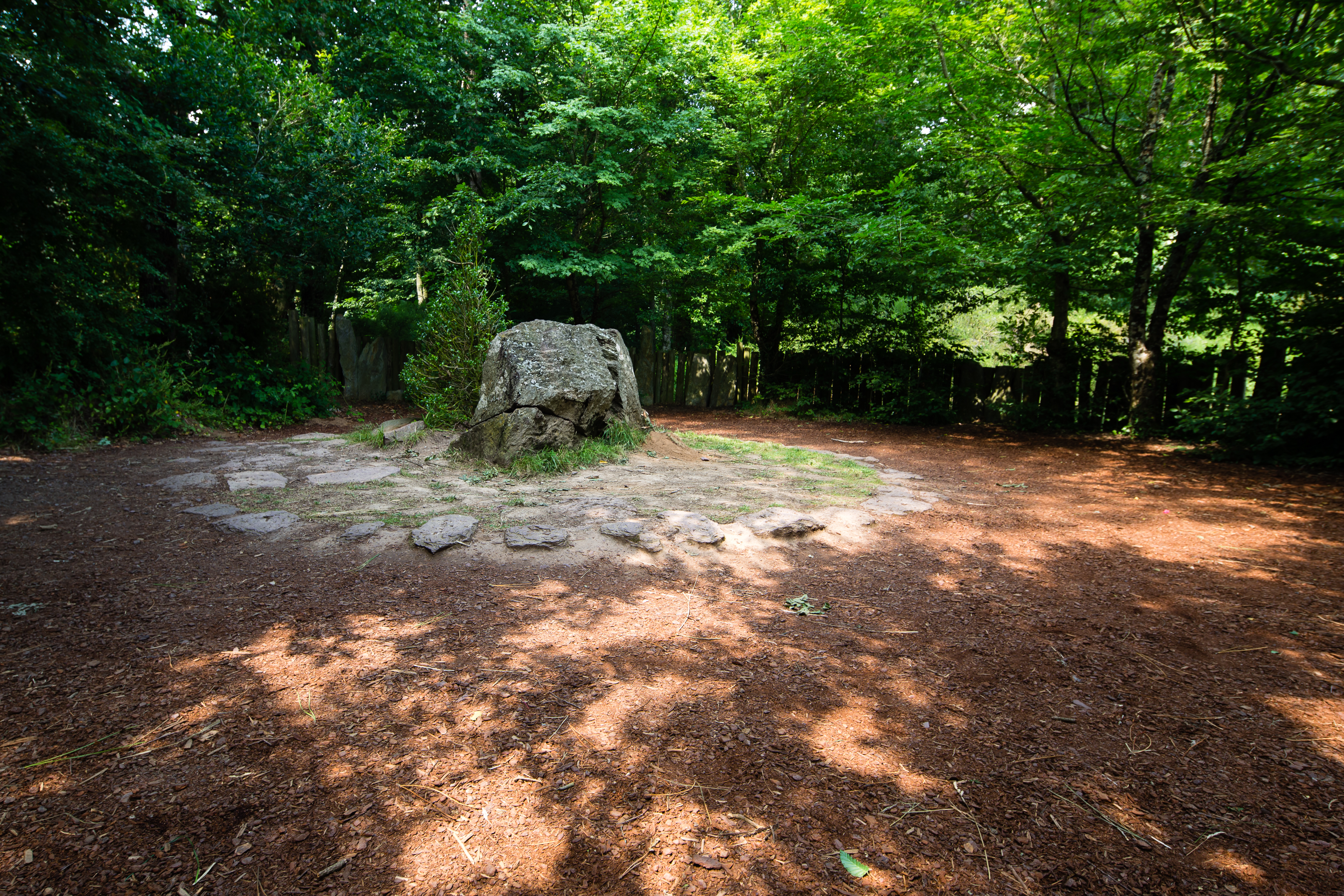
Le tombeau de Merlin.
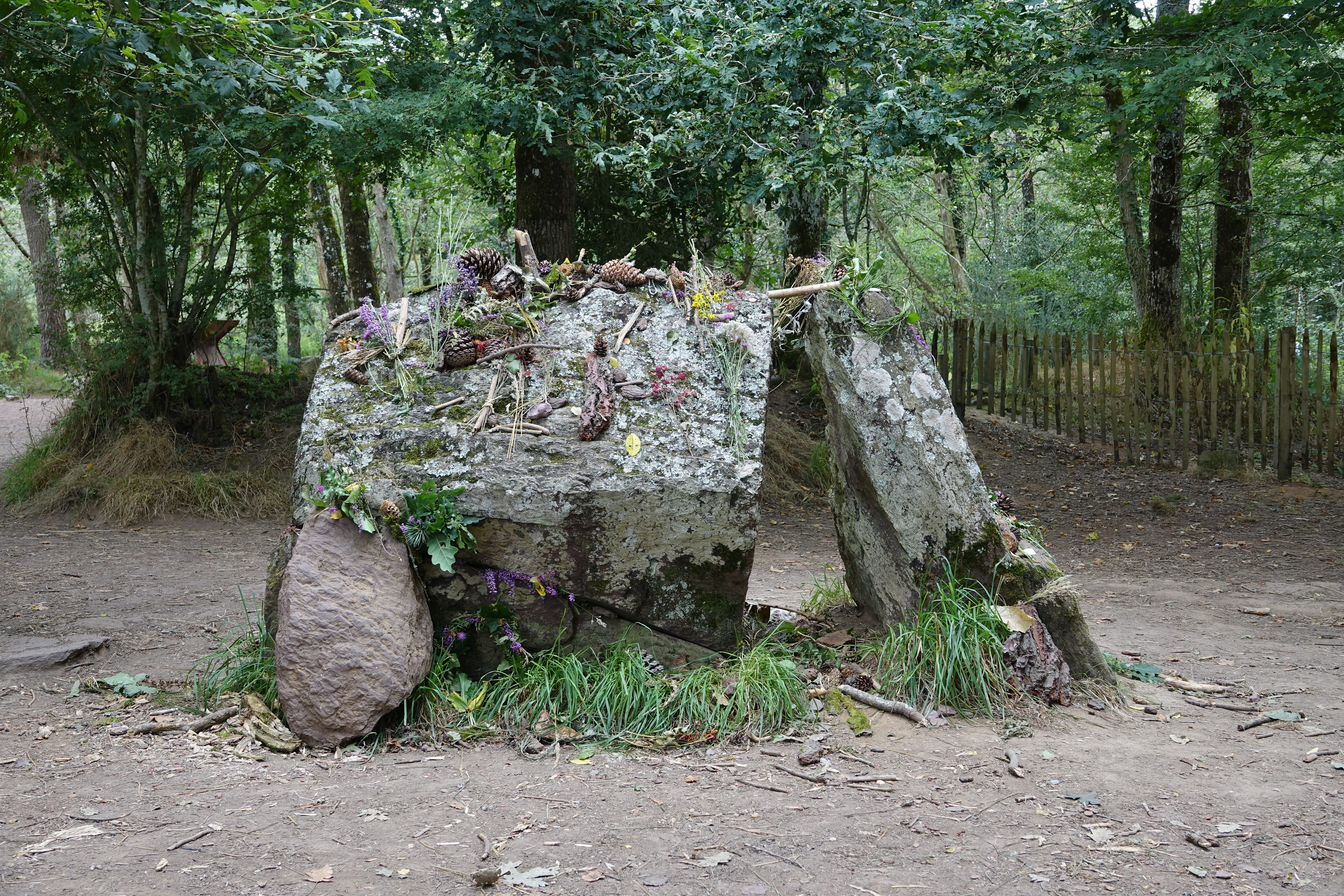
Le tombeau de Merlin.
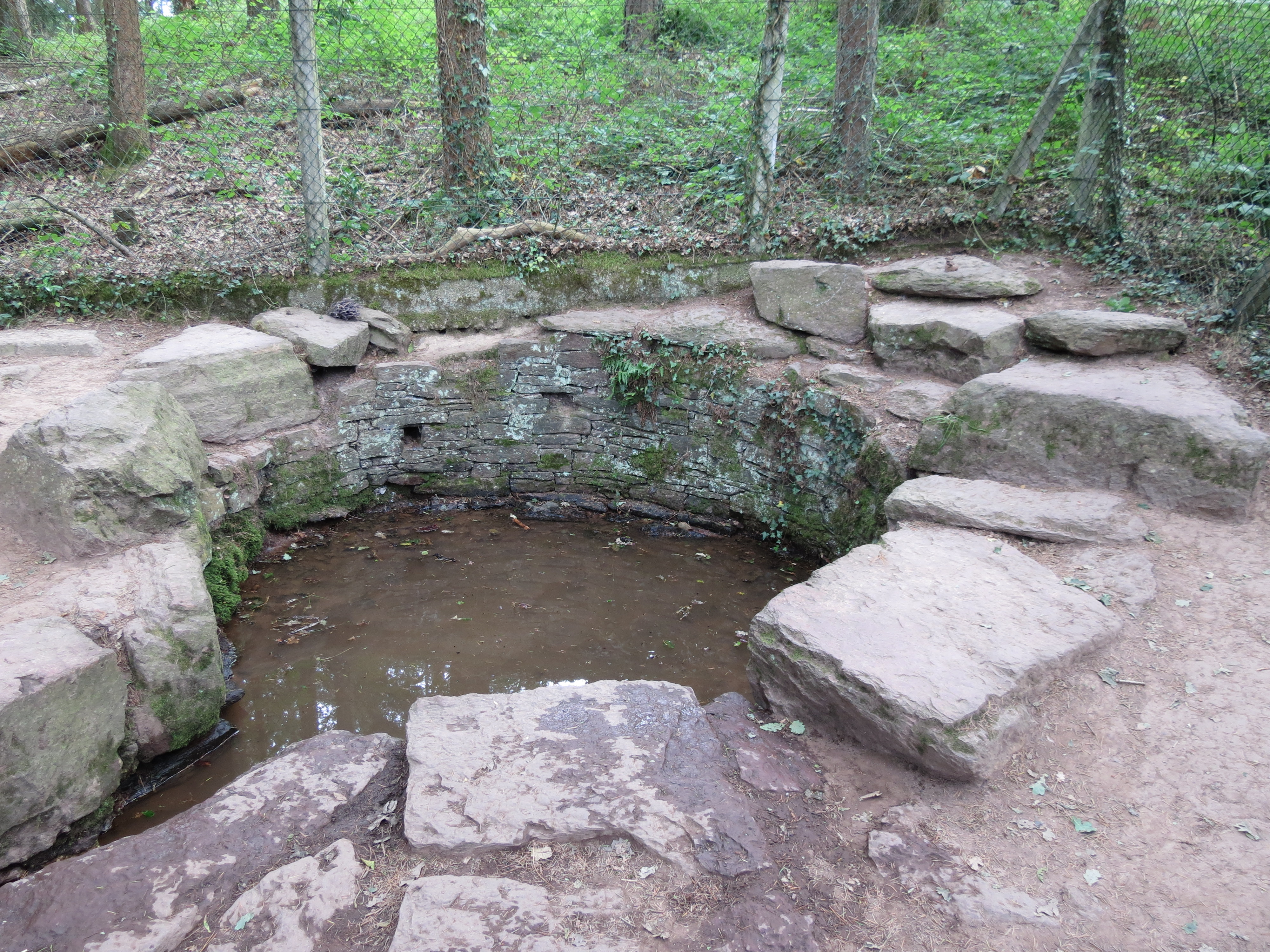
La fontaine de Jouvence.
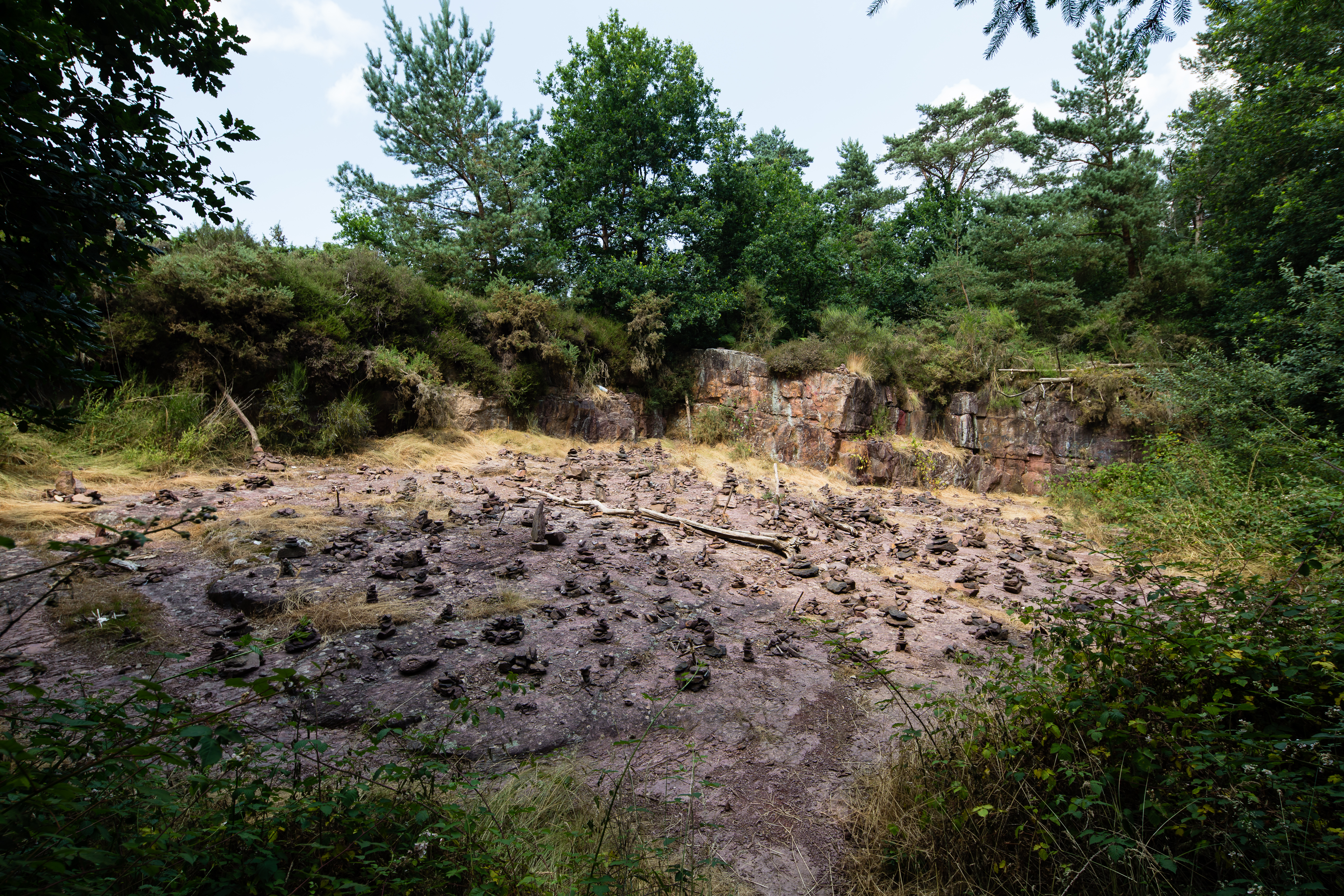
Le cercle de cairns de la fontaine de Jouvence.
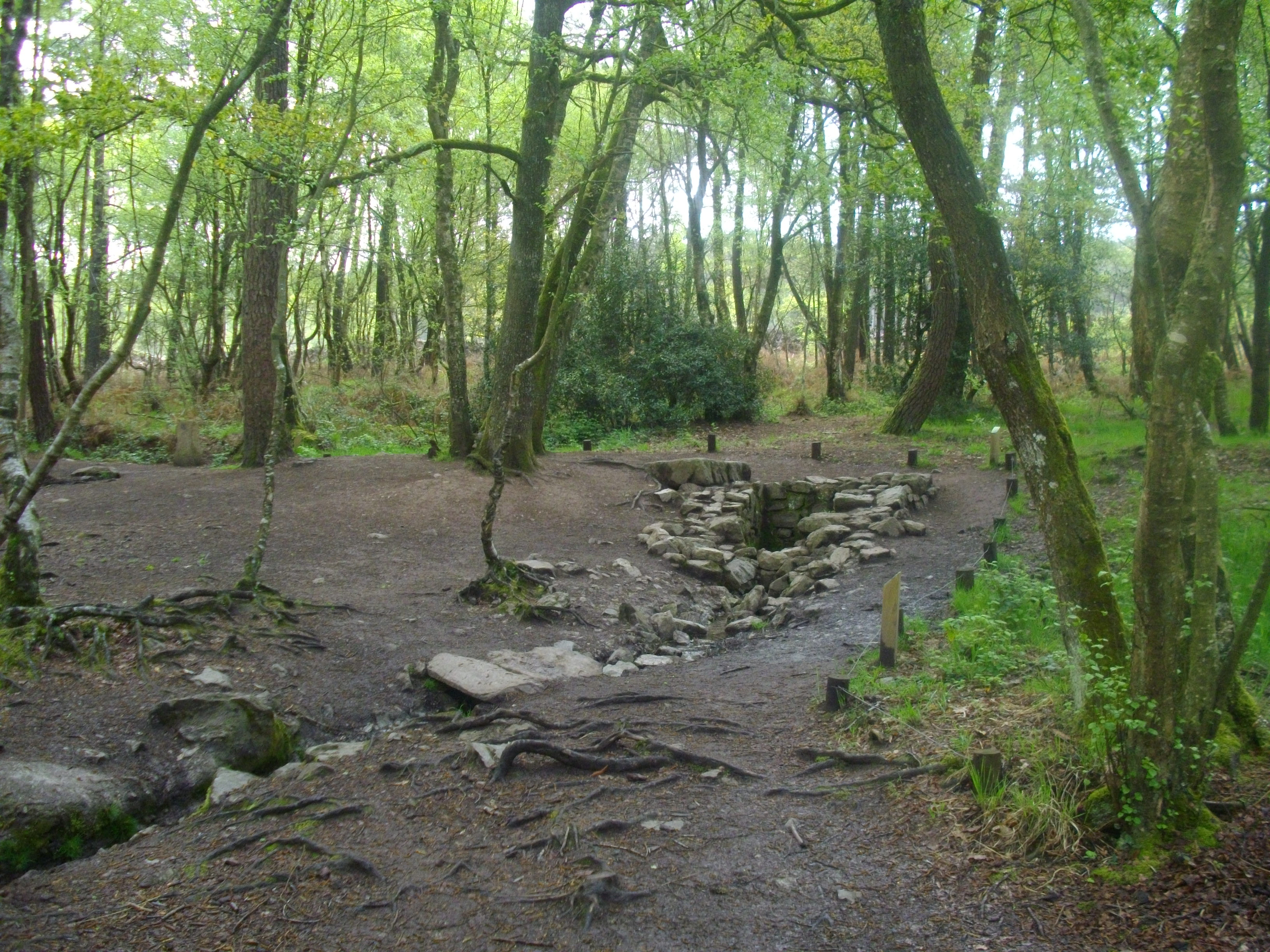
La fontaine de Barenton.
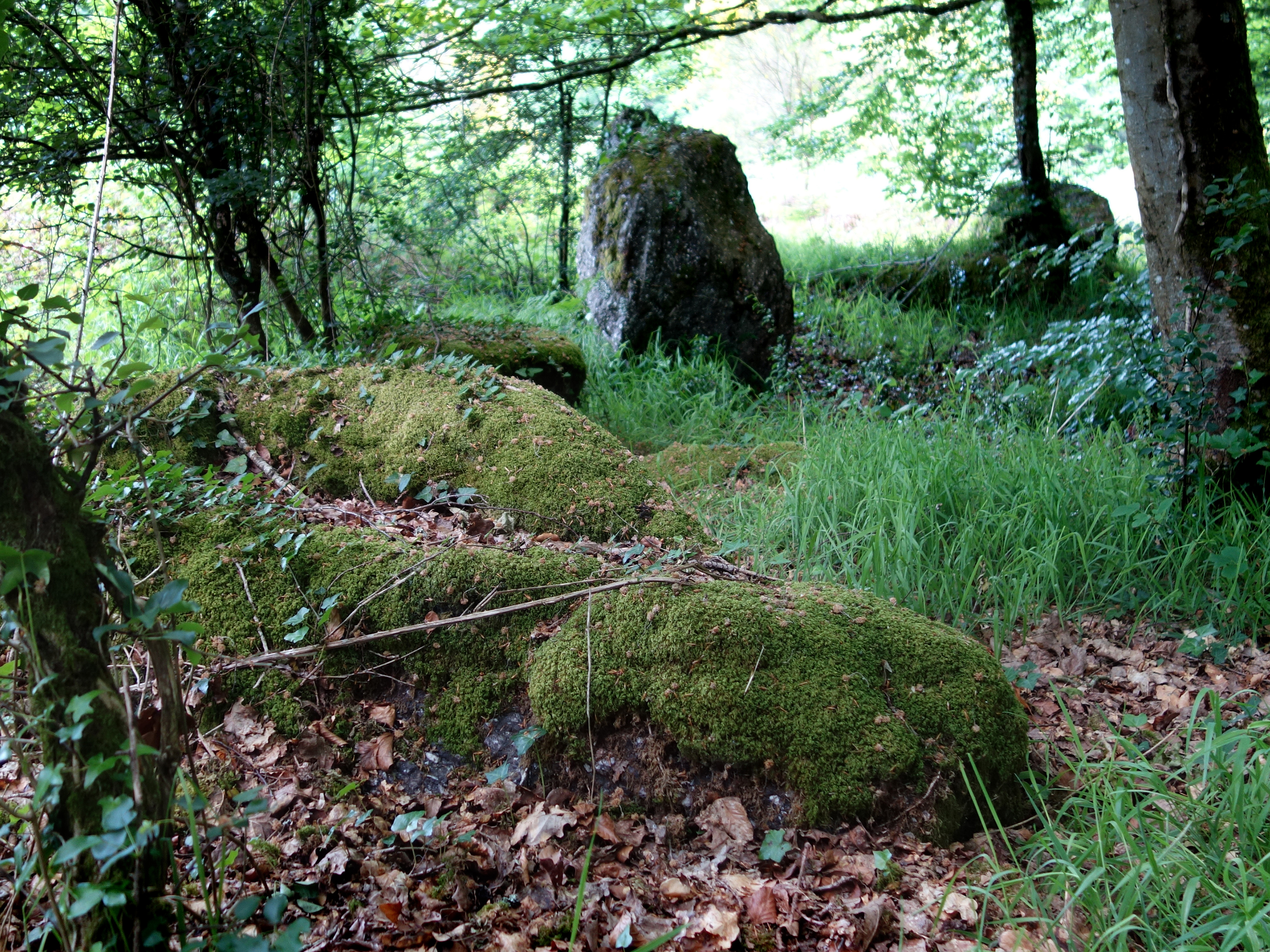
Les alignements de menhirs de la « Prise de Comper »

### Arbres remarquables
La commune de Paimpont compte plusieurs arbres remarquables :
- le hêtre de Ponthus,
- le chêne des Hindrés,
- le hêtre du voyageur,
- le hêtre de Roche Plate.

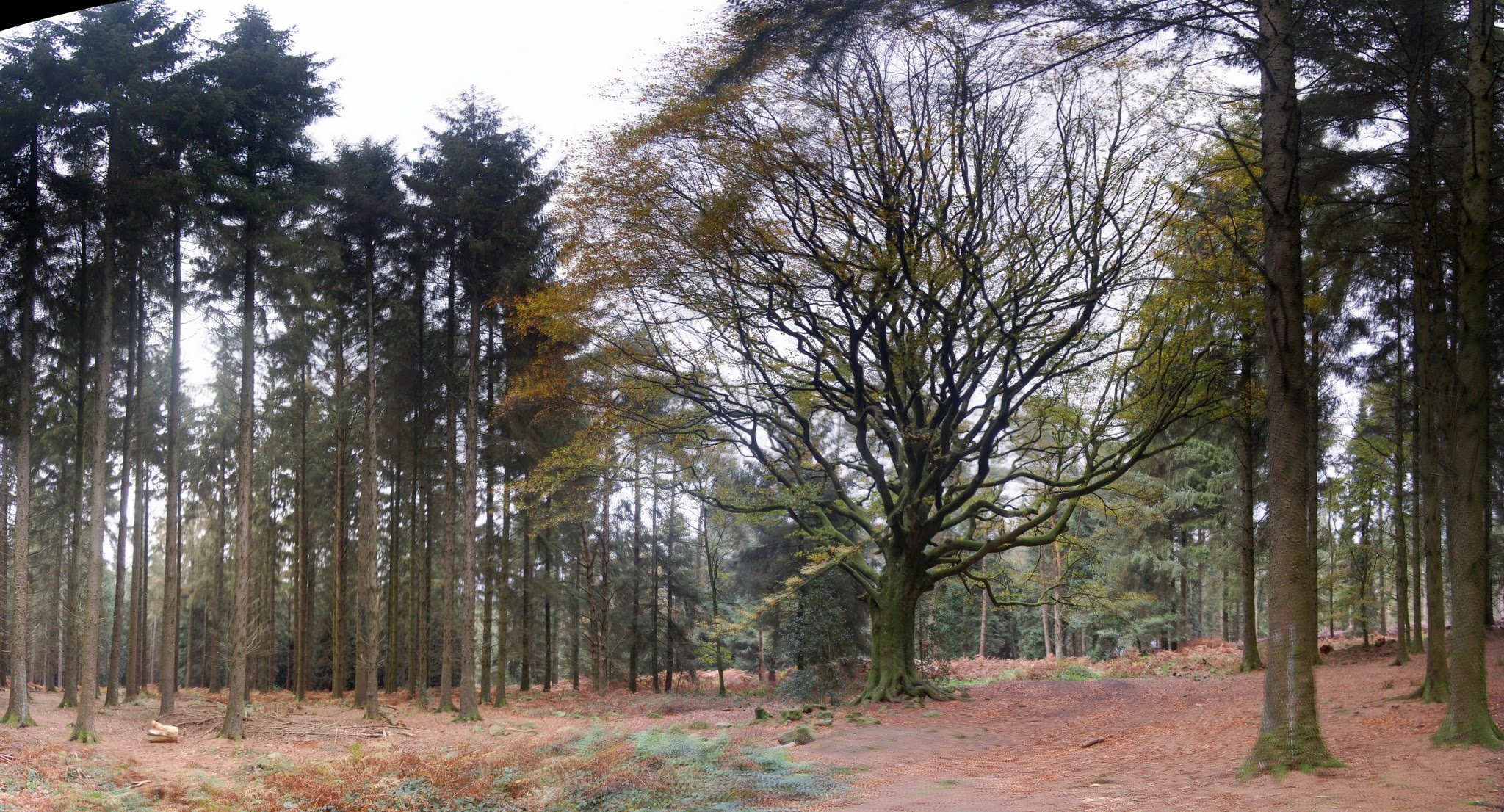
Le hêtre de Ponthus à Folle-Pensée.

### Monuments religieux
- Abbaye Notre-Dame de Paimpont ; l'église paroissiale Notre-Dame de Paimpont, est l'ancienne église abbatiale de Paimpont[109]. Parmi son riche mobilier religieux[110], les stalles (avec ses boiseries de chêne sculpté), le maître-autel (et le baldaquin qui se surmonte), les statues de saint Judicaël et saint Méen, le bras reliquaire en argent et le Christ en ivoire sont classés monuments historiques. L'église abrite une Vierge à l'Enfant datant du XVIe siècle[111].

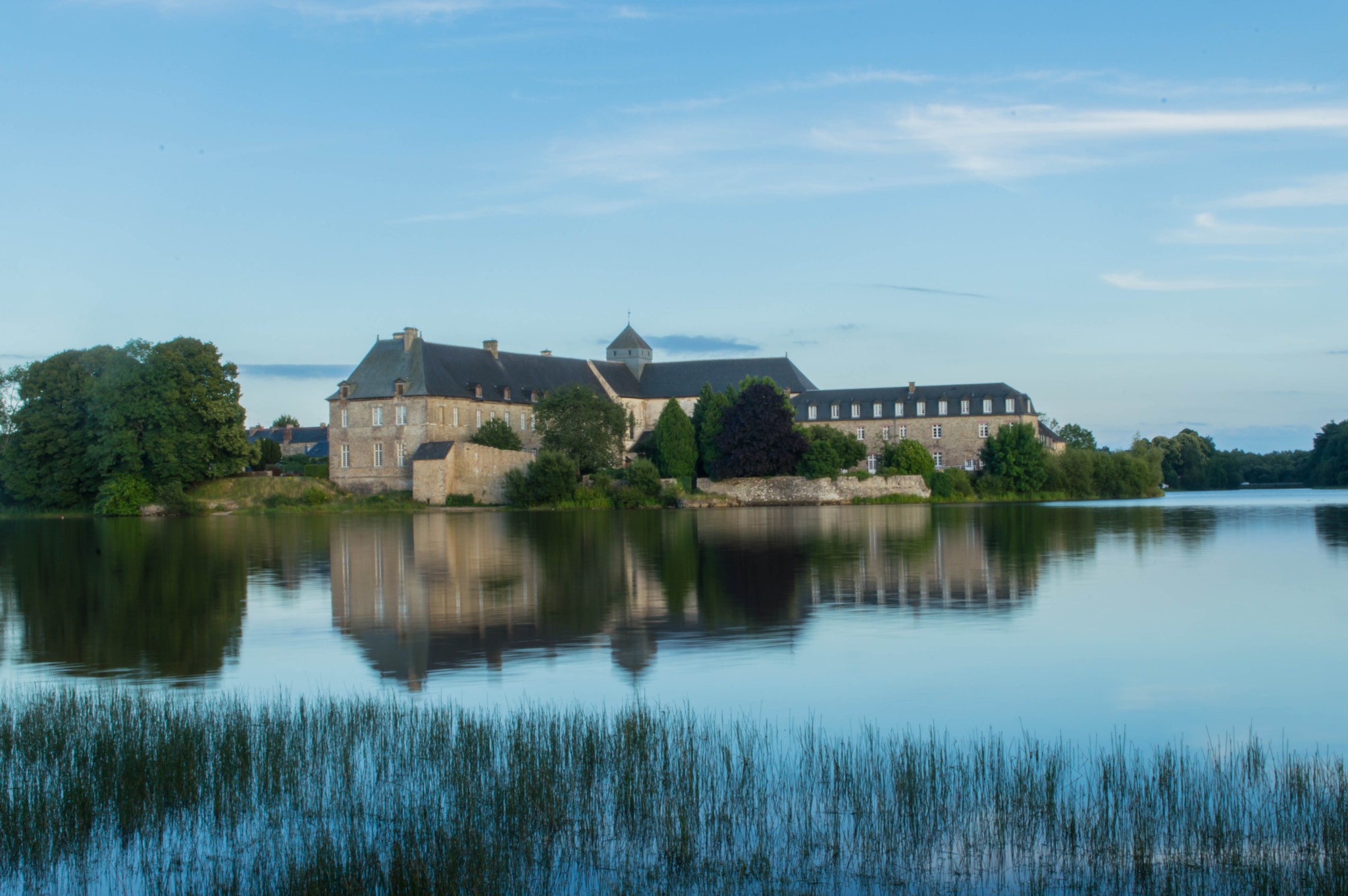
L'abbaye de Paimpont vue depuis l'étang.
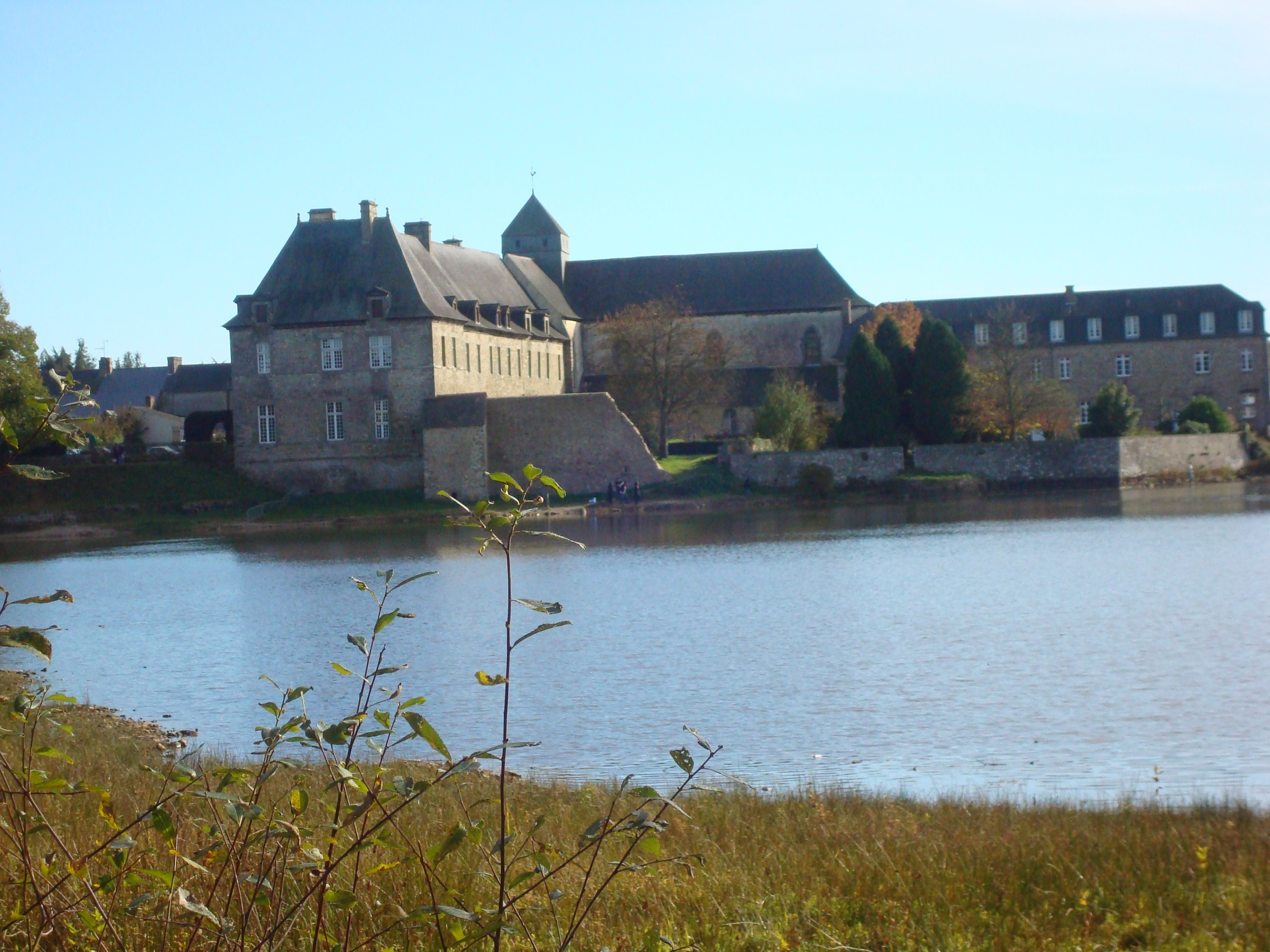
L'abbaye de Paimpont vue depuis l'étang.
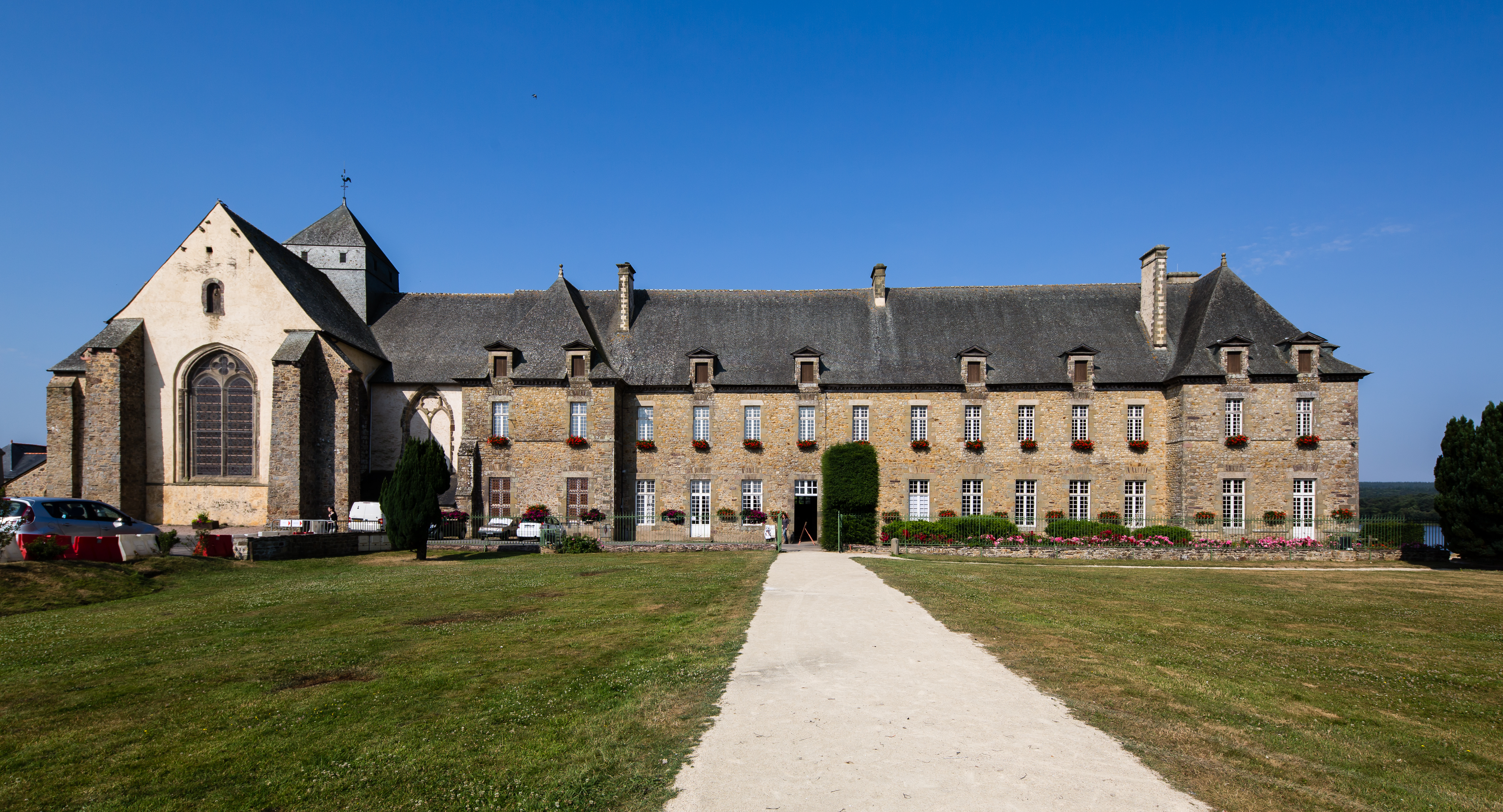
Abbaye de Paimpont : la façade.
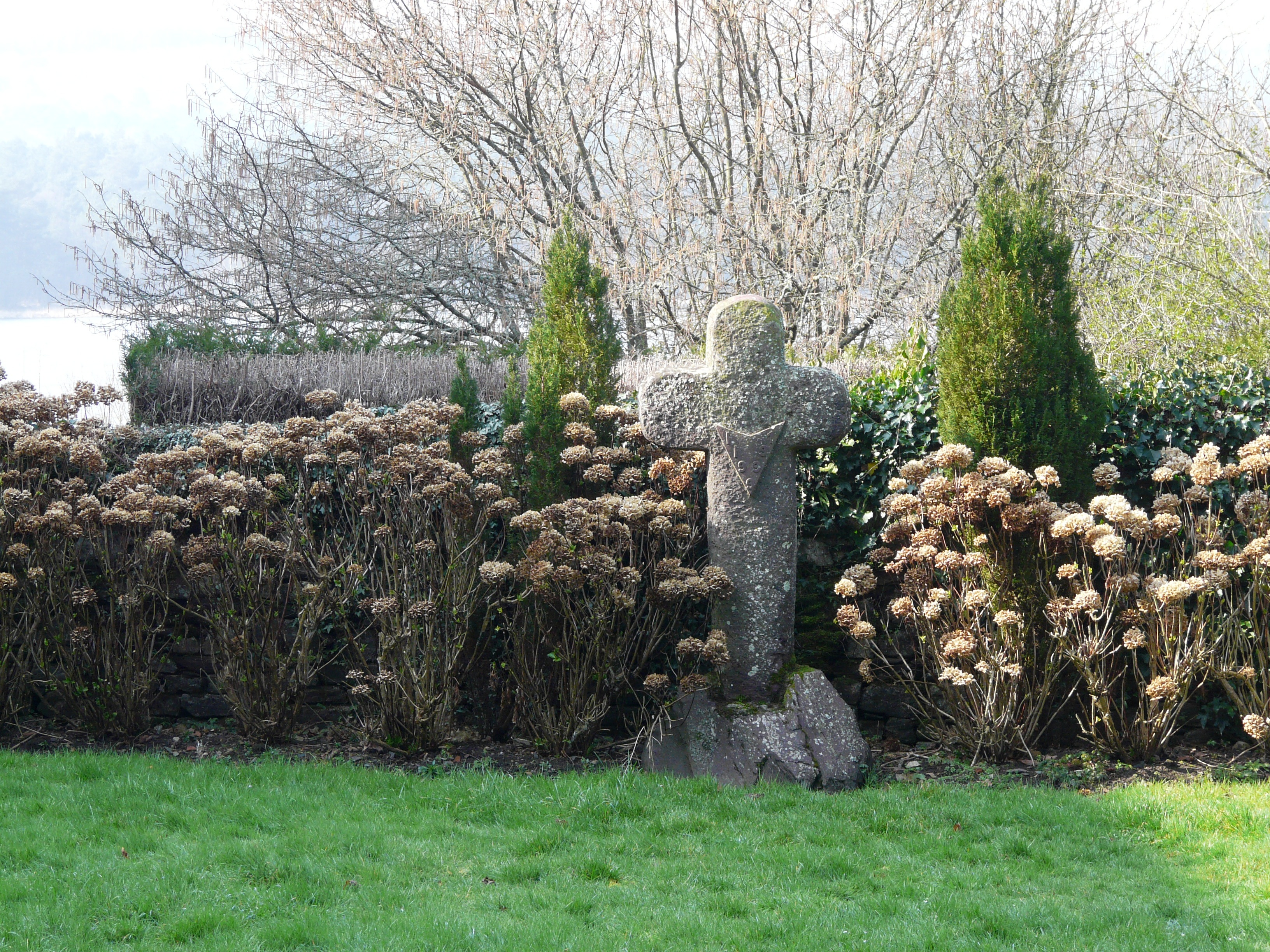
La croix des 800 ans de abbatiale.

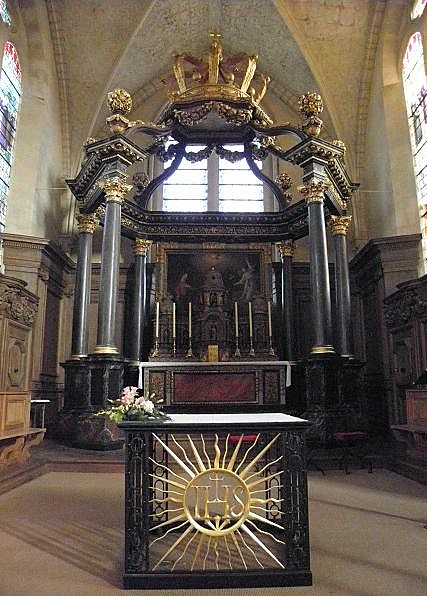
Le maître-autel.
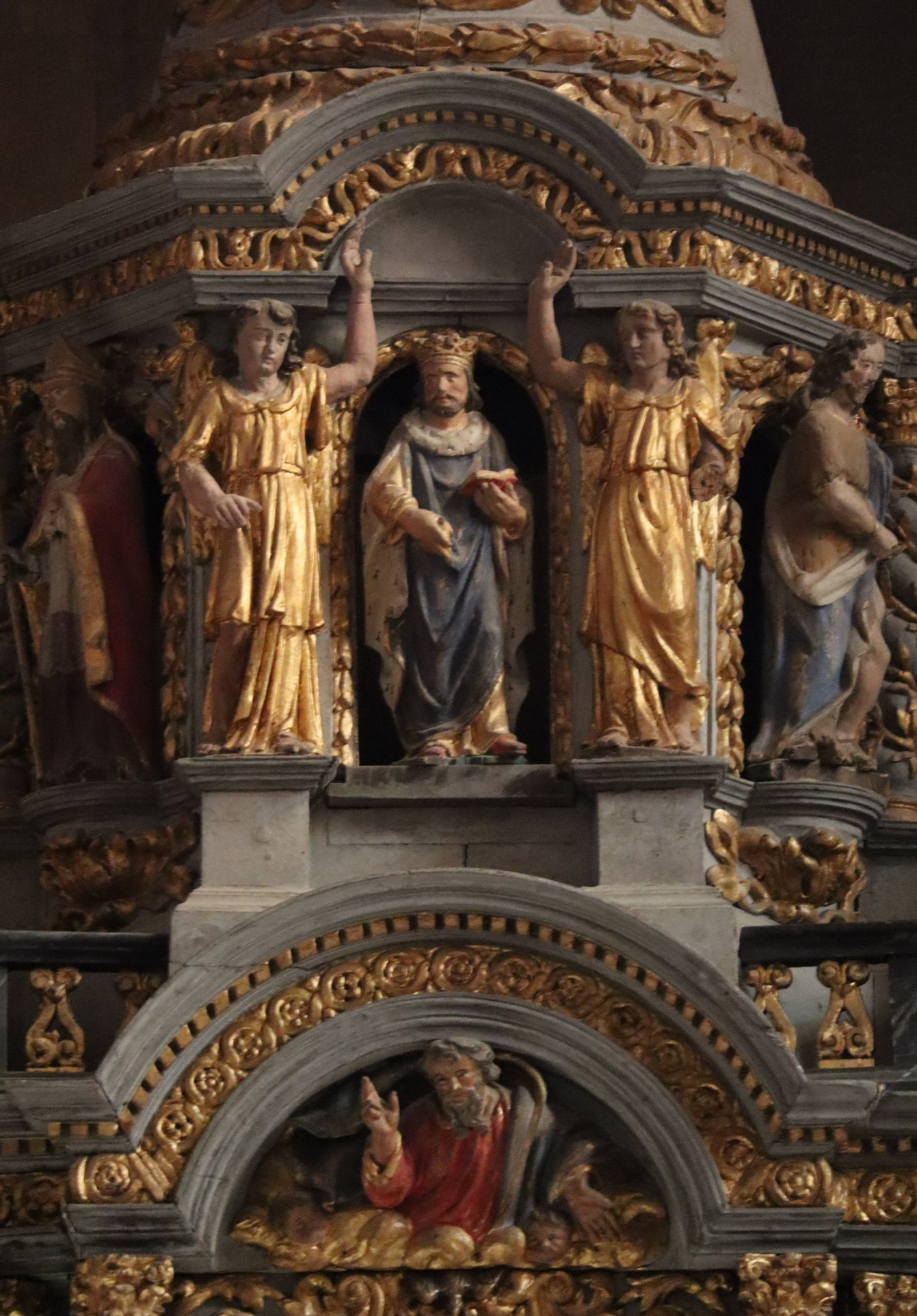
Le retable du maître-autel.
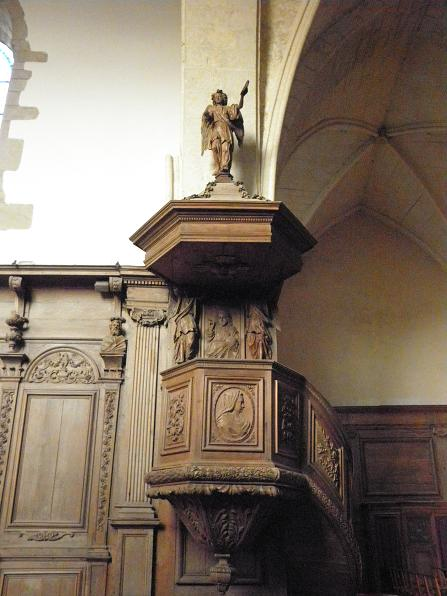
La chaire à prêcher.
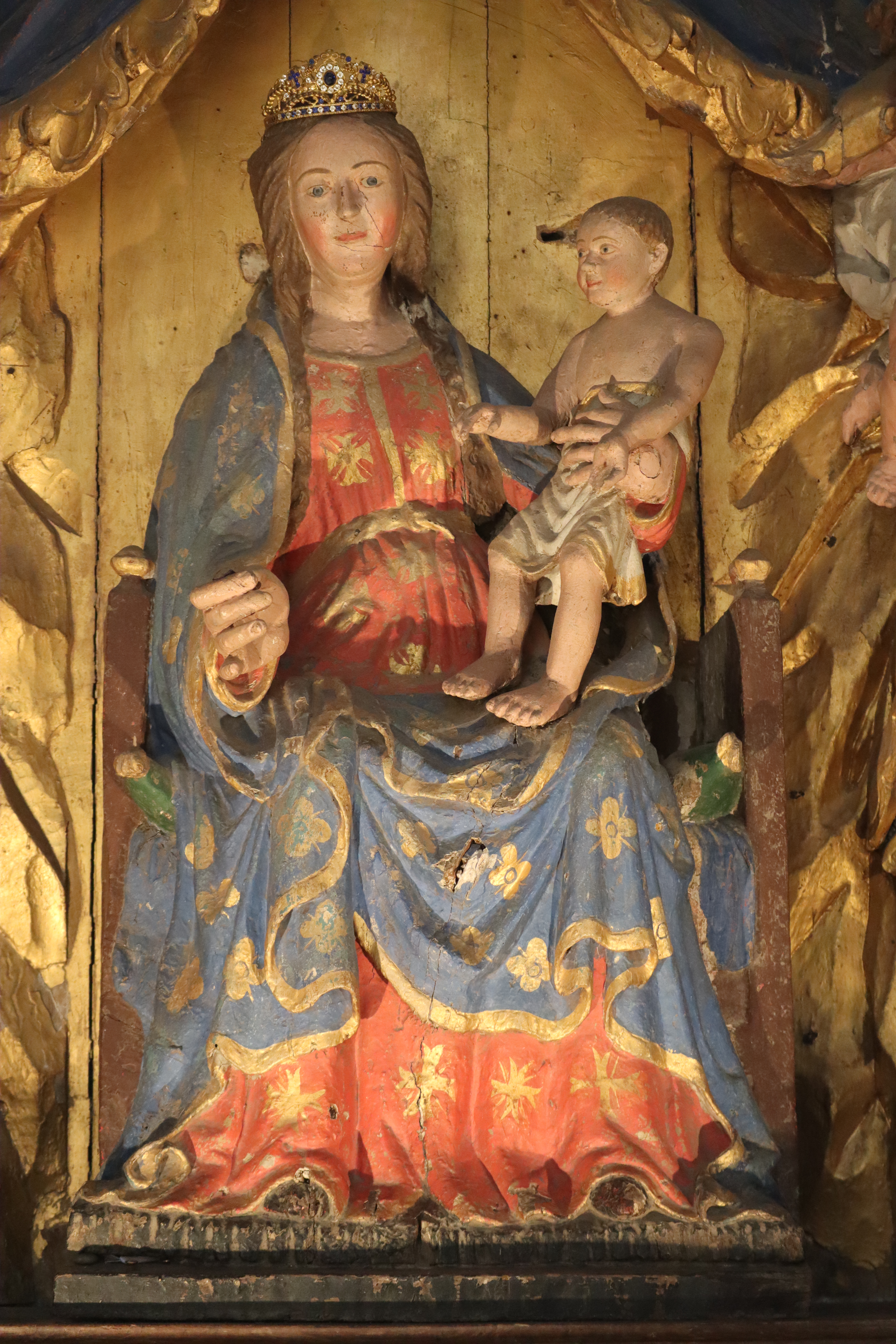
La statue de Notre-Dame de Paimpont (Vierge à l'Enfant).
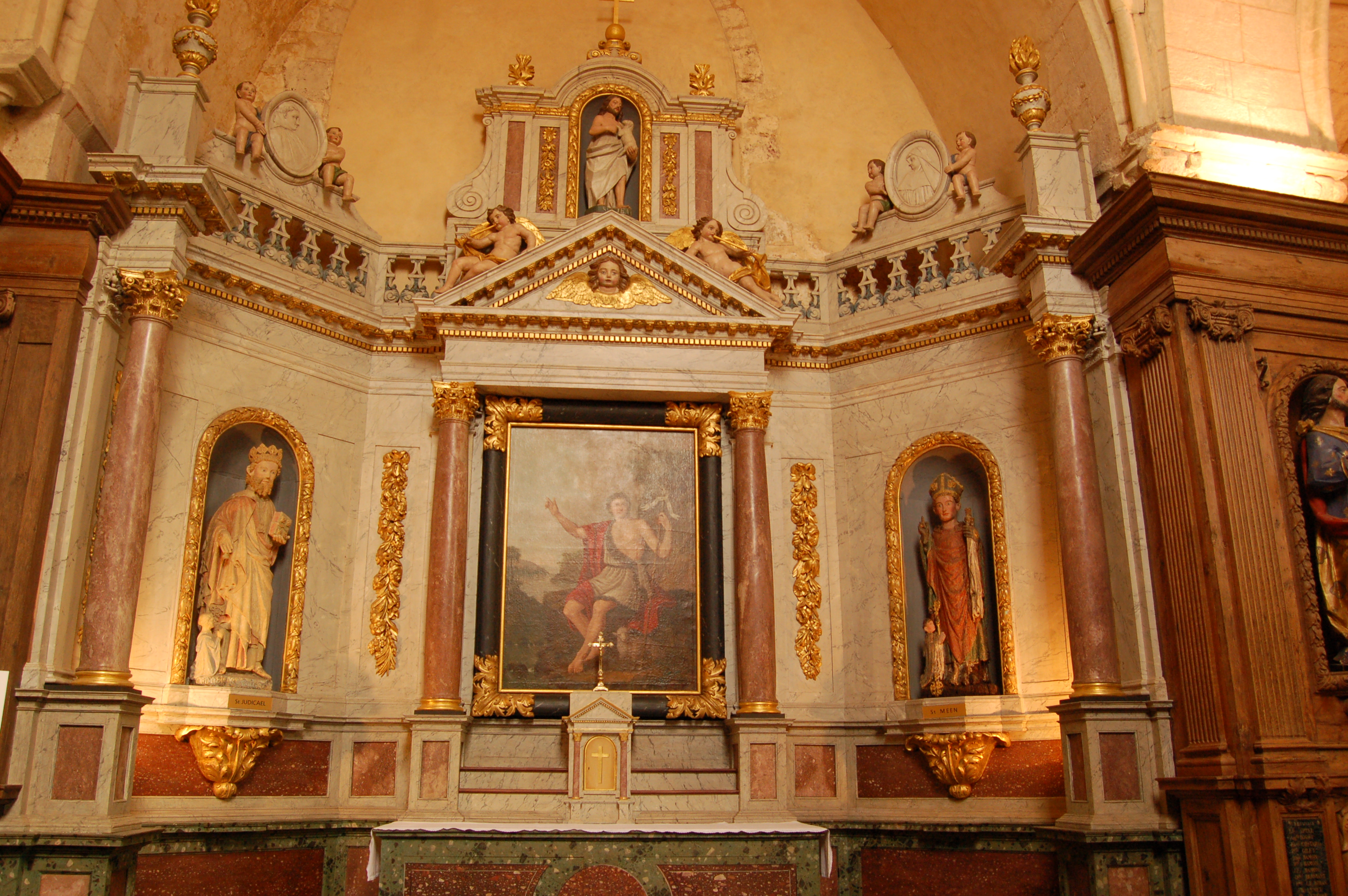
Le retable de saint Jean-Baptiste avec les statues de saint Judicaël et saint Méen.
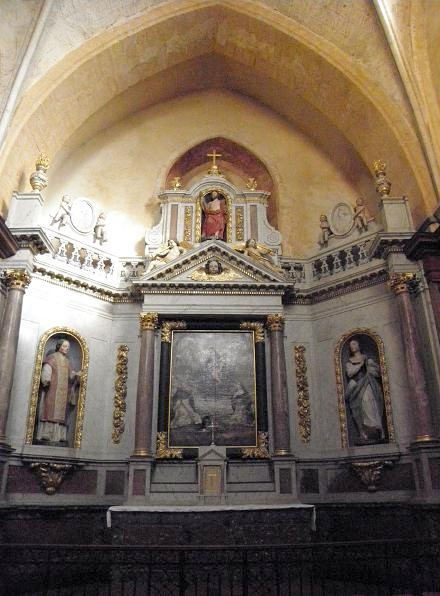
Le retable du Rosaire.
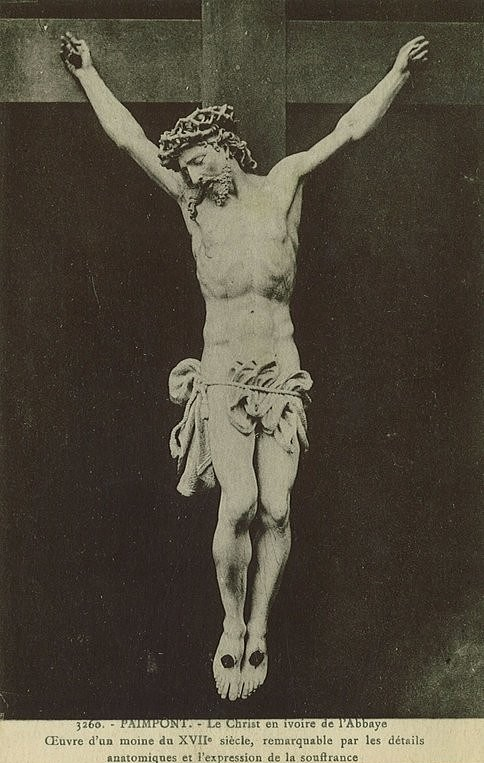
Le Christ en ivoire (carte postale).
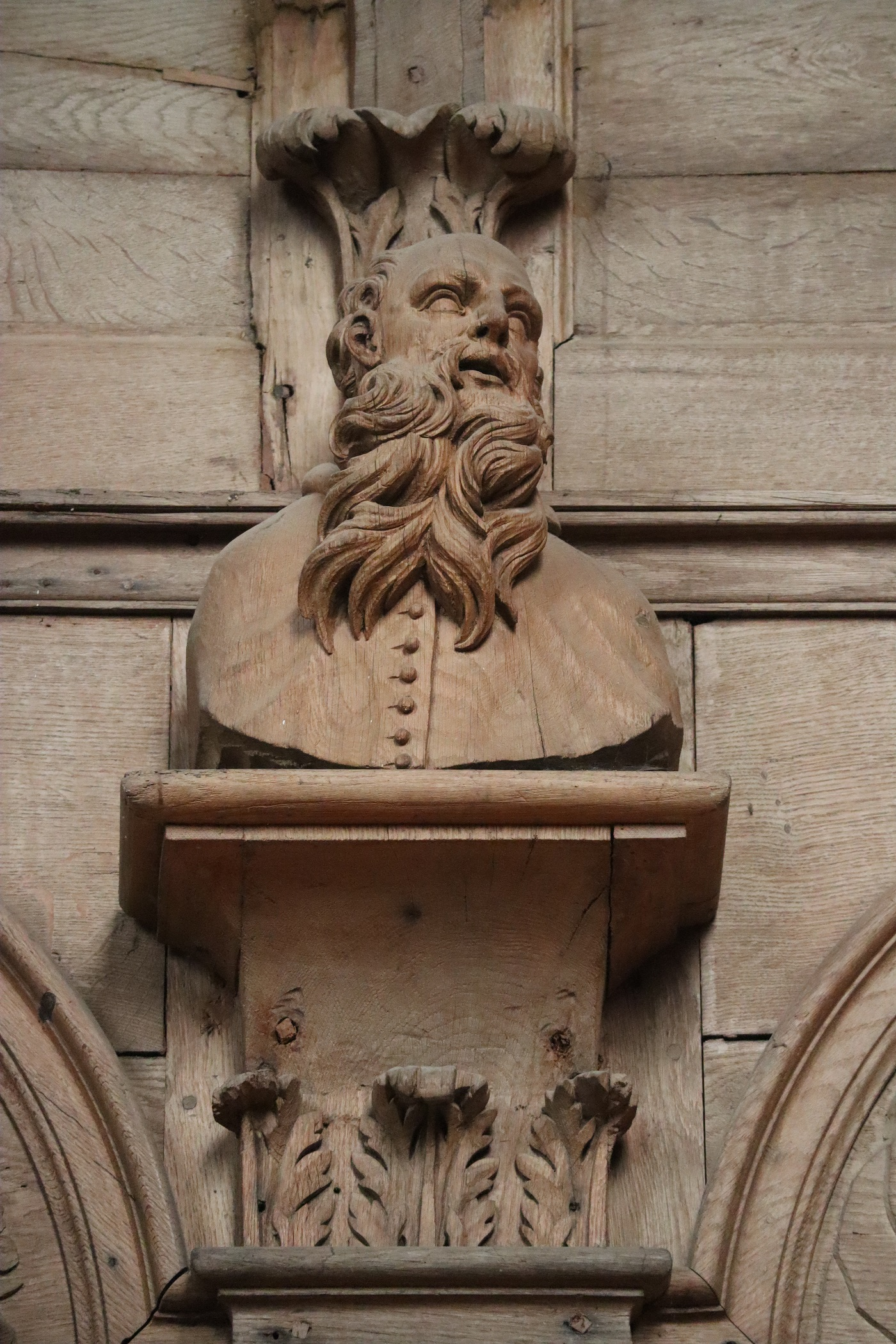
Costale nord de la nef. Lambris de revêtement (anciennes stalles des chanoines).
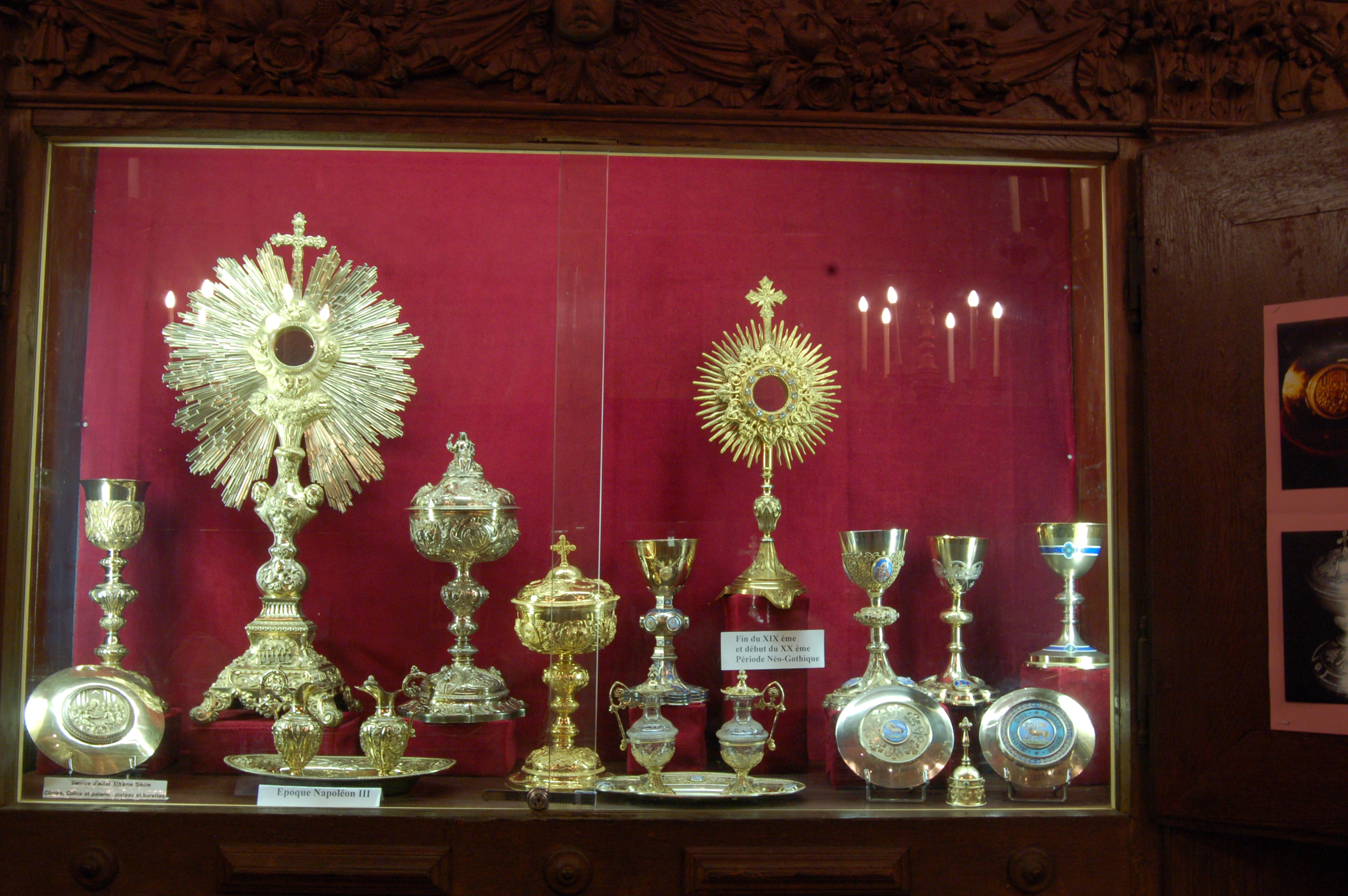
Divers objets liturgiques dans le "trésor" de l'église.

- Chapelle Saint-Jacques-le-Mineur (chapelle de Coganne), ancienne chapelle frairienne[112] : elle date de 1620 ; un tableau commémoratif porte les noms de 17 soldats morts pour la France pendant la Première Guerre mondiale[113].

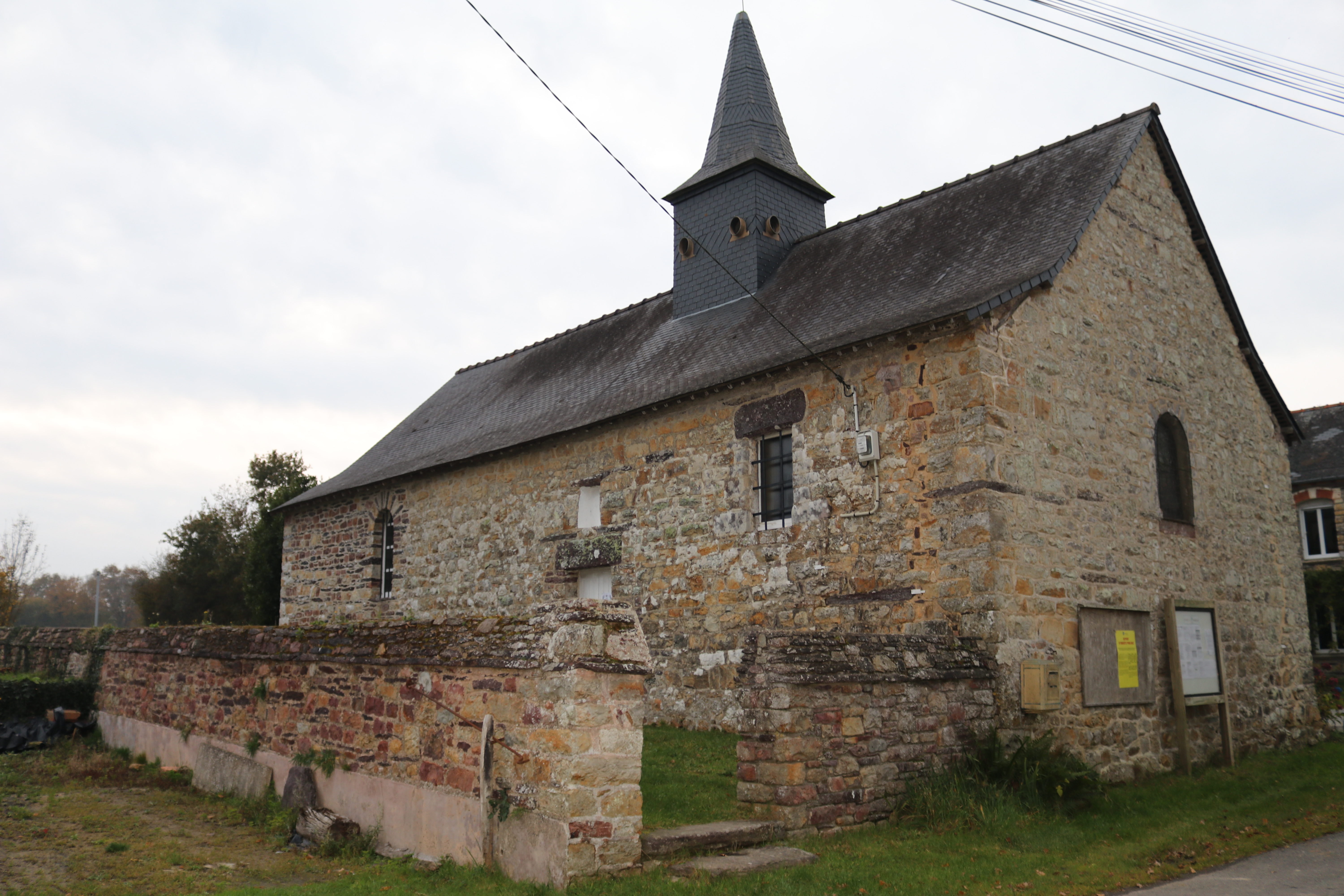
Chapelle de Coganne: vue extérieure d'ensemble.

- Chelle Saint-Mathurin, ancienne chapelle frairienne datant du XVIIIe siècle, située dans le village de Beauvais[114].
- Chapelle Saint-Éloi et Chapelle neuve, situées aux Forges ; la chapelle Saint-Éloi date probablement du XVIIe siècle ; devenue trop petite, elle est remplacée en 1877 par la Chapelle neuve[115].
- Des croix et calvaires ; Croix Lucas[116] ; la croix de chemin dite de saint Judicaël[117] ; etc..

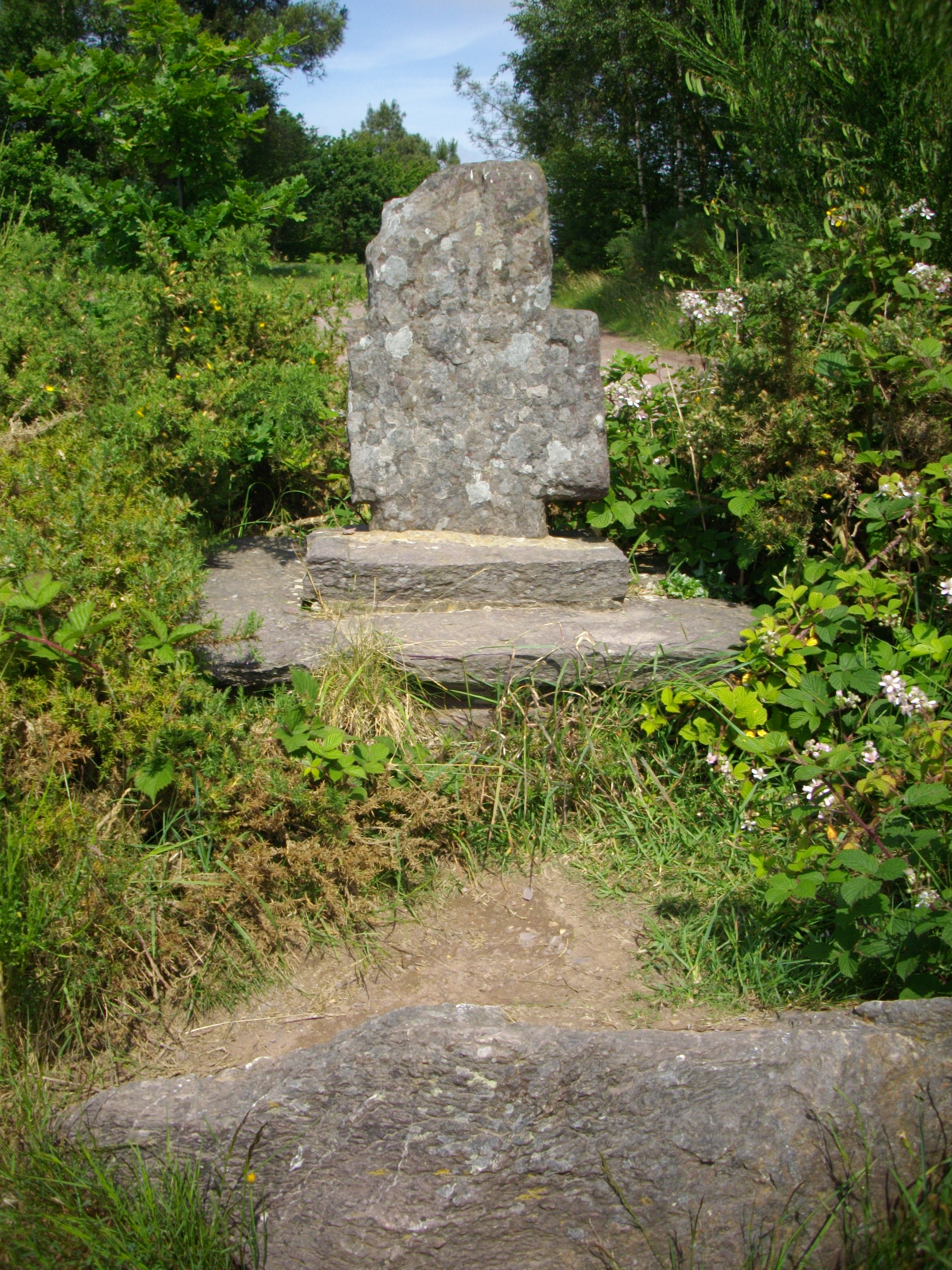
La croix Lucas.

- Le sanctuaire de la Grotte de Paimpont, érigé en 1884. La relance du culte marial au XIXe siècle, est attestée par le processus de recharge sacrale des sanctuaires de pèlerinage dédiés à la Vierge, grâce en grande partie au dynamisme du clergé local. En mars 1883, l'abbé Sauvé, nouveau recteur de Paimpont souhaite raviver le pèlerinage à Notre-Dame de Paimpont en créant le sanctuaire marial de la Grotte de Paimpont, à l'origine d'un renouveau du culte de Judicaël et d'une nouvelle légende, l'apparition de la Vierge au roi et, quand elle disparaît, le jaillissement de la source de Notre-Dame de Paimpont. Ce sanctuaire, inspiré par la grotte de Lourdes, est construit au cours de l'été 1884 avec des scories de minerai de fer provenant des forges de Paimpont[Note 20]. Il est érigé près de la fontaine de dévotion dite « Notre-Dame-des-Chesnes », lieu de pèlerinage marial depuis le XIe siècle selon la tradition locale, connu aujourd'hui sous le nom de fontaine de Notre-Dame de Paimpont. La statue de la Vierge est placée solennellement dans une niche surmontant la grotte, lors de sa bénédiction le 24 septembre 1884 en présence de plus de 6 000 personnes[118]. Au printemps 2024, des travaux de restauration de la grotte sont entrepris après que des blocs se sont détachés[119].

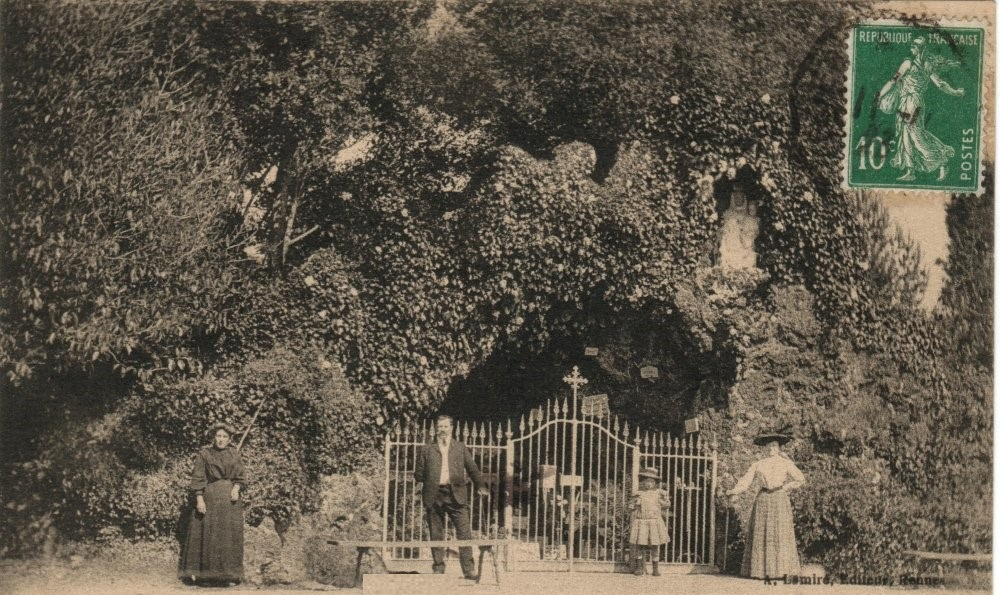
Le sanctuaire de la "grotte de Paimpont" au début du XXe siècle (carte postale).

### Autres monuments et sites
- Les Forges de Paimpont (le site est à cheval sur les communes de Paimpont et de Plélan-le-Grand)[120].
- Des maisons de maître ont été construites pour loger les dirigeants des Forges : le manoir du Bas Fourneau au XVIIe siècle[121], la Maison du maître des forges au XVIIIe siècle[122], le Pavillon (4e quart du XIXe siècle)[123] et le Châlet (vers 1900)[124] ; mais aussi des maisons d'ouvriers, par exemple celles des Forges[125] (construites à des dates diverses entre le XVIIe siècle et le XIXe siècle) ; l'alignement de maisons du lieu-dit L'Essart[126] ; etc..

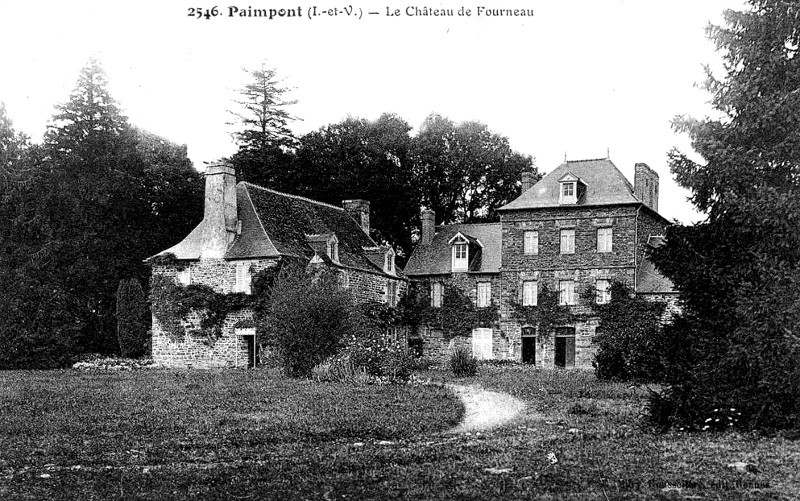
Le manoir du Bas Fourneau au début du XXe siècle (carte postale).

- Le château de Brocéliande, construit vers 1910 par l'architecte René Ménard[127] (propriété privée) ;

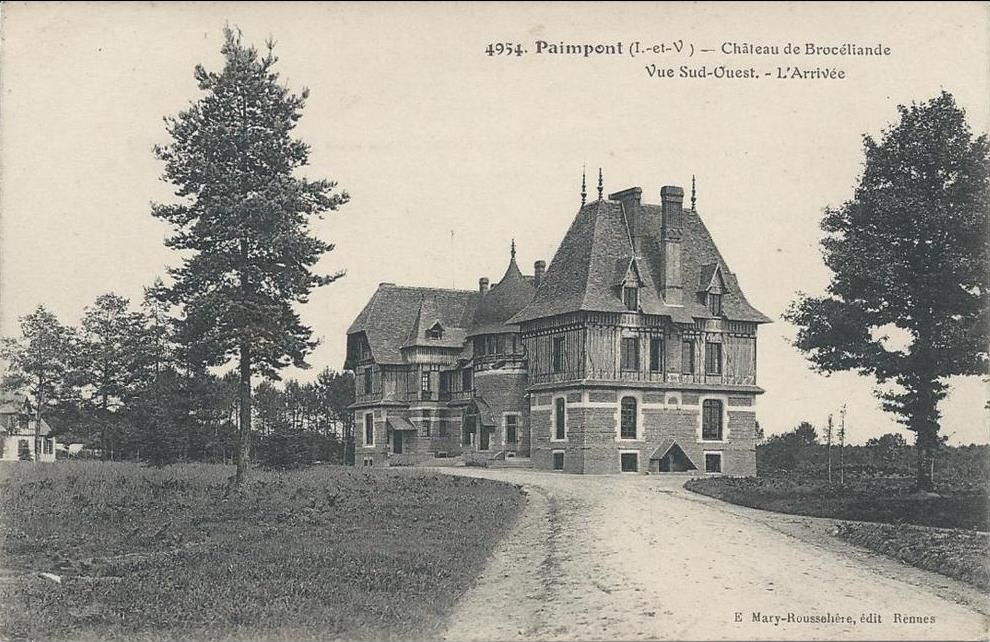
Le château de Brocéliande au début du XXe siècle (carte postale).
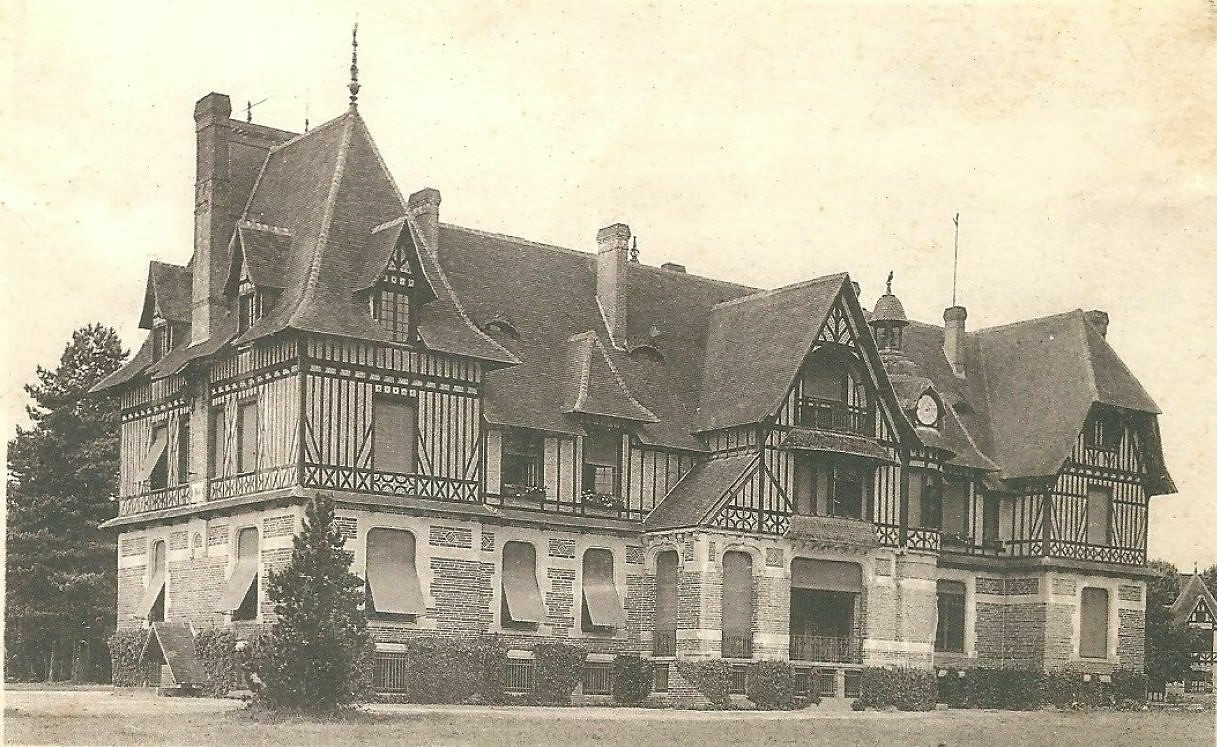
Le château de Brocéliande vers 1910 (carte postale).

- Le château du Pas-du-Houx (construit vers 1910 dans le style néorenaissance)[128].
- Le manoir des Rues Foulon date peut-être du XVIe siècle, mais a subi de nombreuses modifications au cours des siècles et des dégradations commises par les Allemands qui l'occupaient pendant la Seconde Guerre mondiale[129].
- La mairie de Paimpont est installée dans le Grand logis de l'ex-abbaye.
- De nombreuses maisons et fermes présentent un intérêt patrimonial : Riochon, Lorgeril, Lotepelois, Hucheloup, Controlise, Châtenay, Beauvais, Trudeau, l'Hyderho, Plaisance, Bonamenay, le Gué, la Boulais, la Gelée, les Pinçais, la Guette, etc.[130]
- La ferme dénommé "L'abbaye de Telhouët" conserve, au moins dans sa toponymie, le souvenir qu'un ancien prieuré disparu dès la fin du Moyen-Âge[131].

### Patrimoine culturel et artistique

#### Chansons
- Les Filles de Paimpont, chanson traditionnelle de la Haute-Bretagne[132].

#### Littérature
- Clément Rochel : Le sorcier de Paimpont[133].

#### Dessins et tableaux
- Paul-Adrien Bouroux (1878-1967), peintre et dessinateur, a réalisé une vingtaine de dessins de Paimpont et de ses alentours en 1955[134].

#### Cinéma
Des scènes du long-métrage Les Barbares de Julie Delpy ont été tournées à Paimpont.

### LesForges de Paimpont

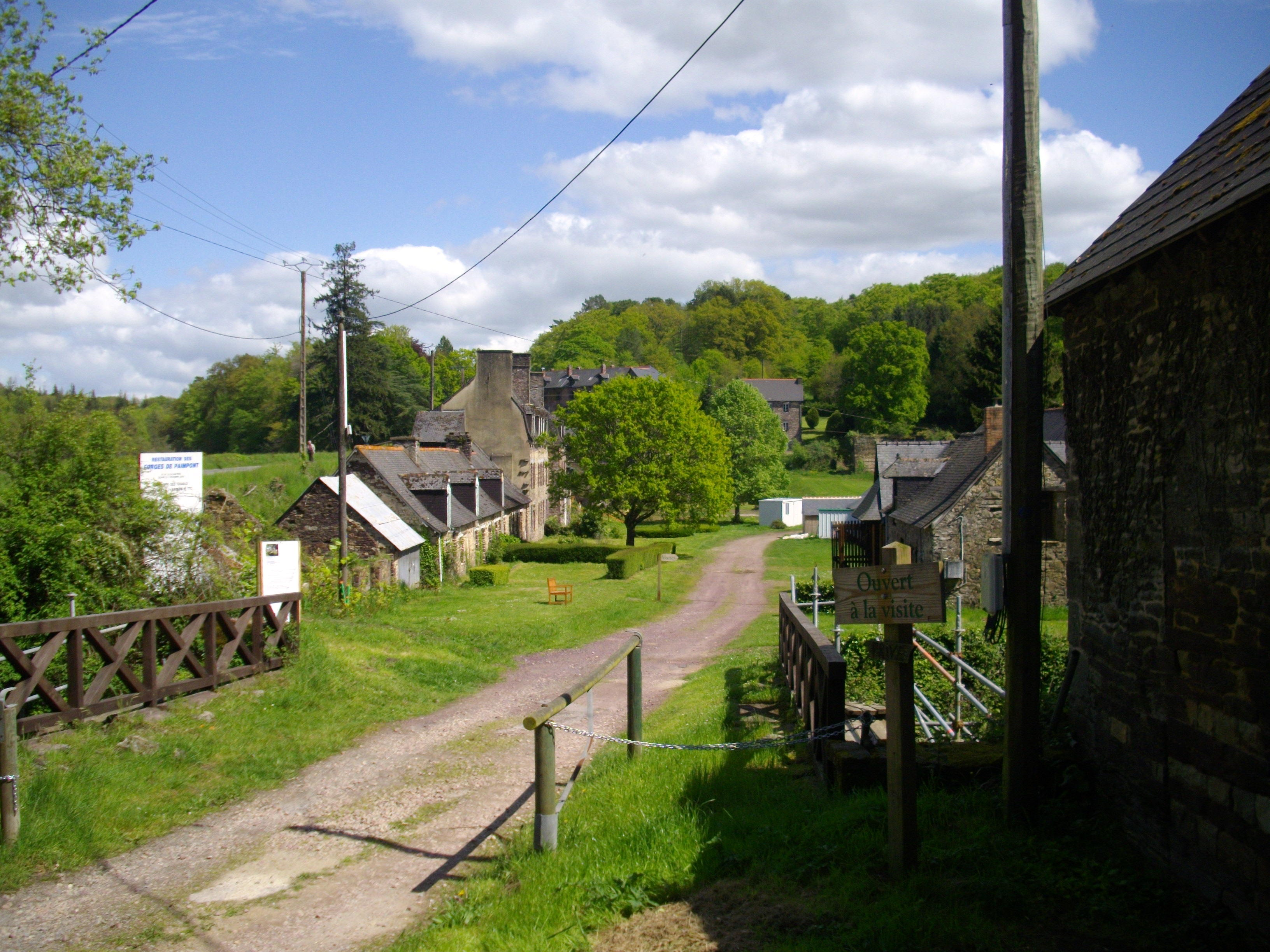
L'entrée des Forges.

À l'instar de la légèreté de la Paimpolaise de Théodore Botrel contrastant avec la rudesse d'un métier que certains ont qualifié de bagnard, la pêche à la morue, la chanson Les filles des Forges peu paraître insolite à l'égard d'un site qui était entièrement façonné et marqué par l'industrie. Installé en contrebas de la digue de l'étang, lui-même cerné par la forêt, le village ne semble jamais avoir eu d'autre perspective que la production. Les bâtiments industriels situés à l'est et en partie sur la commune de Plélan ne sont accompagnés que de rares logements, ceux du maître des forges et des ouvriers spécialisés peu nombreux. Tous les autres ouvriers et travailleurs de diverses spécialités (mineurs et autres manouvriers, bûcherons, charretiers, charbonniers, etc.) se retiraient dans leurs villages selon un rythme quotidien et en fonction de l'activité variable des hauts-fourneaux. On peut apprécier ce site de la digue même, en évitant de pénétrer sur les terrains privés, les deux chapelles, le chenil des chiens de meute et d'autres bâtiments préservés forment un ensemble harmonieux. Enfin, sur le bord de la route, l'ancienne cantine des ouvriers est devenu un restaurant apprécié.
Depuis l'achat d'une partie de la forêt de Paimpont en vue de la création de forges en 1653 par les familles de Farcy et d'Andigné jusqu'à la fin du XIXe siècle (1884), ce site a absorbé l'essentiel de l'énergie humaine et naturelle de la commune de Paimpont et partiellement de Plélan en échange d'une production relativement intense. Après l'eau, variable sur laquelle il était difficile d'agir, c'est sur la ressource en bois que la pression était la plus forte, les besoins en charbon de bois étant considérables. Ainsi toute l'histoire du développement des forges se déroule en parallèle d'un conflit jamais complètement réglé entre les propriétaires de la forêt et des forges et les habitants de Paimpont, acceptant mal que l'accès à la forêt et les pratiques ancestrales leur soient interdites pour des impératifs de croissance de la forêt aussi obscurs qu'elle.
Un document du tribunal correctionnel de Montfort nous renseigne sur le prix du fer : « Le sieur Marchand [à Ploërmel] me dit qu'on lui vendait ce fer vingt cinq centimes le kilogramme [...] et que nous le vendons à peu près le double pris aux forges. » (Déposition du directeur des Forges, le Sieur Nicolle, 1838). Un autre nous donne un détail sur l'évolution de l'usine : « Le Sieur Herpe nous a aussi observé que l'année dernière [1836], on a démoli aux forges de Paimpont un moulin à farine pour le remplacer par un marteau à l'usage des forges. » (Procès-verbal Cochet, 1838).
Au bord de la route allant des Forges au Pont du Secret, se trouve le bâtiment principal des forges d'en-bas qui étaient alimentées en eau par un petit canal.
Même si pour certains la forge était à plus de deux heures de marche, chacun avait parmi ses proches au moins une personne dont le revenu principal était lié plus ou moins directement à la production de fer, revenu de surcroît moins soumis aux aléas de la conjoncture et du climat. Ce simple constat ne devait pas suffire à faire oublier à la multitude laborieuse, considérant la médiocrité des terres ingrates, l'intérêt et même la nécessité de tirer de la forêt si proche et si familière tout ce qu'il était possible, au mépris de toutes les défenses sentencieusement faites même devant le Parlement de Bretagne. Ainsi, jusque dans les années 1950, des agriculteurs certes rares avaient entretenu la possibilité de faire paître quelques têtes de bétail en périphérie de la forêt.
« Quant aux prétendus vols de cordes de bois dans la forêt, on a fait le mal plus grand qu'il n'était et tout porte à croire que le peu qui a été soustrait ne l'a été que par les ouvriers de l'usine auxquels il est dû des fagots pour chauffage qui auraient pris soin d'y mêler chacun quelques pièces de gros bois. La chose serait difficile autrement, la forêt étant surveillée par au moins vingt gardes-brigadiers et maréchaux des logis qui ne dorment guère. » Lettre du juge de paix Joubaire le 8 février 1835 (même source).
En 2004, les forges de Paimpont sont classées monument historique et la restauration du bâtiment du laminoir a été commencée.

### Personnalités liées à la commune
- René Mathurin Robert, (1763 à Paimpont-1852 à Ploërmel), homme politique, député du Morbihan pendant les Cent-Jours.
- Donatien Levesque (1842-1908), écrivain, aquiculteur, chasseur et voyageur, propriétaire des forges de Paimpont.
- Xavier de Gaulle (1887-1955), ingénieur civil des Mines, percepteur, résistant, consul général de France en Suisse, frère aîné du général de Gaulle, est venu habiter dans la commune avec sa famille à la mobilisation.
- Marthe Niel (1878-1928), aviatrice pionnière, née à Paimpont le 29 décembre 1878, où ses parents sont cultivateurs. Elle s'y remarie en 1915 avec le constructeur d'avion Paul Koechlin. Elle a donné son nom à l'école municipale, sans nom jusqu'à 2018.
- La chanson traditionnelle locale Les filles des Forges a notamment été interprétée et popularisée par le groupe Tri Yann sur l'album Tri Yann an Naoned (1972).